# ゴールデンカムイ
『ゴールデンカムイ』（GOLDEN KAMUY）は、野田サトルによる日本の漫画。『週刊ヤングジャンプ』（集英社）において、2014年38号から2022年22・23合併号まで連載された。略称は「金カム」。単行本（全31巻）の累計発行部数は、2024年8月時点で2900万部を突破している。

## 作風
明治末期、日露戦争終結直後 の北海道・樺太を舞台とした、金塊をめぐるバトル漫画。加えて、戊辰戦争・日露戦争・ロシア革命などが関わる歴史ロマン要素のほか、北海道・樺太独自の動植物・狩猟を描くサバイバル要素、各地の料理を堪能するグルメ要素、アイヌなどの民俗文化の紹介要素も併せ持つ。さらに、ギャグ要素や映画・アニメなどのオマージュ、ホラー要素も盛り込まれているため、「冒険・歴史・文化・狩猟グルメ・ホラー・GAG&LOVE！和風闇鍋ウエスタン！！」というキャッチコピーがつけられている。
タイトルの「ゴールデンカムイ」とは、英語（Golden）とアイヌ語（kamuy）を合わせた造語である。ラテン文字では「GOLDEN KAMUY（英語版、スペイン語版）」「GOLDEN KAMUI（仏版、イタリア版など）」、漢字では「黄金神威」（中国語（繁体字）版）、ハングルでは「골든 카무이」と表記されている。
作中では当時のアイヌの文化が豊富に描写・紹介されており、アイヌ語の表記に関しては、アイヌ語仮名の小書きも使用されている。一方で、公式ツイッターやアニメのテロップなどでは「アシ（リ）パ」・「カムイモシ（リ）」のように括弧書きで表示されることもある。

## 制作背景
前作である『スピナマラダ!』は10年近いアシスタント生活を続けていた中での初連載だったが、読者からの反応が少ないため編集長から「時間を無駄にして欲しくない」と連載終了を告げられ、わずか1年での完結となった。野田は反省点を意識しつつ、ヒット作で見返してやるという意気込みを原動力に本作の制作を開始。担当編集の大熊八甲とともに新連載の構想を1年近く模索し、女子体操・ロボコン・SFファンタジー・歴史冒険活劇など様々な企画案が出された。
野田の曽祖父は日露戦争に出兵した屯田兵であったことから、かねてより関連する作品を描きたいと希望を抱いていたところ、大熊から「次は猟師の話を描かないか」と提案され、開拓期の北海道で生き残った銀色の毛並みの狼を追いかける猟師を描いた熊谷達也の小説『銀狼王』を渡された。その主人公が「二瓶」という名前であり、偶然『スピナマラダ!』に登場するキャラクターと同姓であったことから運命を感じ、曽祖父の話を融合させて作品のテーマが生まれた。
物語の舞台を野田の出身である北海道に決め、当初は日露戦争帰りの若者を主人公にした「狩猟マンガ」として構想された。しかし、ヒグマの食害をメインに描いたネームを見せたところ大熊の反応は芳しくなく、狩猟だけではネタ切れが早いと思われたこともあり、道史の中から野田が興味を惹かれた「土方歳三」、「脱獄王」、「埋蔵金伝説」、「アイヌ」といった様々な題材を拾い上げて組み入れていき、本作が練り上げられた。特にアイヌに関しては、これまでのマンガで取り上げられることが少なかったため読者にとって新鮮であり、なおかつ取材に協力してくれたアイヌの人々から「可哀想なアイヌではなく、強いアイヌ」を描くことを期待されたため、迫害や差別といった暗い背景ではなく「明るく、おもしろいアイヌ」を描けば読者に受け入れられると確信したと語っている。また、料理に関する要素が強いことに関しては、作品構想の始めのテーマが狩猟であったこともあり、獲物を生活に活かしていく中で料理描写は必然と考えられたためだとしている。物語の組み上げにはさらに1年という期間がかけられ、約2年間の準備期間を経て連載がスタートした。
物語の展開について野田は、樺太まで行くことや刺青の暗号が指し示す場所が五稜郭であることなどは当初から決まっていたと語っている。また、物語の最後は「現実と同じ状態に着地するべきだ」という考えから、アシㇼパが金塊を放棄するという展開は初期から絶対に変更がない事柄として決まっていたとしている。
本作の執筆にあたり、野田は「アップの作画にも耐えられる細密な資料が手元に絶対に必要」という理由から軍帽やマキリなどを収集し、三十年式小銃や二十八糎榴弾砲、雷型駆逐艦の模型などの製作を特注で依頼した。また、「直接自分で現地に行って体感することが大事」という考えから北海道各地や樺太などへ取材に行き、狩猟に同行して脳みそや肝臓を実際に食している。さらに、アイヌ文化の監修や時代考証を専門家に依頼している。
本作はフルデジタルで描かれており、背景資料は北海道在住の写真家や野田の兄妹が撮影した写真が利用された。
野田は本作の連載開始直後、ヒットしたら『スピナマラダ!』の完全版を書かせてほしいと編集部に頼んでいたが、予想以上の大ヒットとなったことで完結後の設定を引き継いだ新作漫画の連載が決定した。

## 評価
アイヌ文化を丁寧に描いているとして平取町アイヌ文化情報センターでも人気になっており、アイヌ民族博物館の職員は「文献や資料をよく調べている。文様も細かく描写されており、見応えがある」「全国の若い世代にアイヌ文化に興味を持たせるきっかけをつくったという点で貢献度は非常に大きい」と評価している。また、北海道アイヌ協会の理事長は、アイヌの料理や狩猟など風習・文化がリアルに表現されているとして「よく描かれている」と評価している。
2019年5月23日〜8月26日、イギリス・ロンドンの大英博物館で開催された日本のマンガをテーマにした展覧会「The Citi exhibition Manga」では、「女性を表している点。（中略）アイヌという少数民族の文化を描いている点」など「ダイバーシテイの理念を体現する作品になっている」という理由から、本作がキービジュアルに選ばれた。
2022年4月7日、松野博一官房長官（アイヌ政策推進本部長兼務）は記者会見にて「アイヌ文化が紹介されていることもあり、一般の方々がアイヌ文化に関心を高める上で効果があった」と雑誌連載完結について言及している。また、北海道知事である鈴木直道も原作のファンであると語っている。
| 年度   | セレモニー                           | 順位                                   | 備考  | 出典          |
| ------ | ------------------------------------ | -------------------------------------- | ----- | ------------- |
| 2015年 | コミックナタリー大賞                 | 2位                                    |       | [ 34 ]        |
| 2016年 | このマンガがすごい!2016オトコ編      | 2位                                    |       | [ 35 ]        |
| 2016年 | マンガ大賞2016                       | 大賞                                   |       | [ 36 ]        |
| 2017年 | 北海道ゆかりの本大賞コミック部門     | 大賞                                   |       | [ 37 ]        |
| 2018年 | 小西財団漫画翻訳賞                   | グランプリ                             | ※仏版 | [ 39 ] [ 40 ] |
| 2018年 | Japan Expo Awards 2018               | マンガ部門 Daruma 脚本賞               | ※仏版 | [ 41 ]        |
| 2018年 | 手塚治虫文化賞                       | マンガ大賞                             |       | [ 42 ]        |
| 2021年 | 第24回文化庁メディア芸術祭マンガ部門 | マンガ部門ソーシャル・インパクト賞     |       | [ 43 ]        |
| 2022年 | 第51回日本漫画家協会賞               | 大賞                                   |       | [ 44 ]        |
| 2023年 | 第74回芸術選奨                       | 文部科学大臣新人賞（メディア芸術部門） |       | [ 45 ]        |
| 2023年 | この15年に完結したマンガ総選挙       | 1位                                    |       | [ 46 ]        |

## あらすじ

### 金塊を巡る旅の始まり（1巻 ｰ 5巻）
1907年冬、日露戦争の帰還兵であり「不死身の杉元」と称された杉元佐一は、戦死した親友・剣持寅次の妻である梅子の眼病を治す費用を稼ごうと、北海道で砂金を採っていた。そんな中、後藤竹千代という酔っ払いからアイヌが秘蔵していた金塊の話を聞かされる。
5年前（1902年）、アイヌが密かに貯めた20貫の金塊をある男がアイヌたちを皆殺しにして強奪した。その男は金塊の隠し場所を誰にも伝えずに捕まり、網走監獄に収監される。足の腱を切られ脱獄不能となった男は、獄中から外の仲間に金塊の在りかを伝えるべく24人の囚人の体に金塊の場所を記した刺青を彫る。それは全員で一つの暗号になっており、囚人たちは金塊を狙った屯田兵による移送の最中に全員が脱獄したのであった。
酔いが覚めた後藤は口封じに杉元を襲うも返り討ちにあい逃走、これを追った杉元はヒグマに襲われた後藤の遺体に刺青が彫られていることを確認し、彼の話が与太話ではなかったことを知る。その後、遺体を移動中にヒグマに襲われアイヌの少女・アシㇼパに助けられた杉元は、事情を話す中で彼女から父親が5年前に殺されたアイヌの一人だと聞かされ、囚人に彫られた刺青は殺して皮を剥がすことが前提で彫られた「刺青人皮」だと指摘される。梅子の治療費を得たい杉元は、金塊を見つけて父親を殺した男の利用価値を無くすことで処刑させ、父の仇討ちを成すことをアシㇼパに説く。これにより利害の一致した2人は手を組むことになる。
小樽で囚人狩りを開始した杉元とアシㇼパは笠原勘次郎を捕縛し、脱獄を指揮した男は顔の皮膚が無いことから「のっぺら坊」と呼ばれていることを聞き出す。しかし、笠原は陸軍第七師団所属の尾形百之助上等兵に射殺され、杉元は尾形を撃退するもトドメを刺し損ねたことで第七師団を敵に回す。続いて2人は「脱獄王」の異名を持つ白石由竹を捕縛する。白石は自身を見逃すことを条件に、囚人の親玉が戊辰戦争で死んだはずの土方歳三であることを杉元に教える。
金塊を使い北海道征服を画策する第七師団所属の情報将校・鶴見篤四郎中尉は、尾形を襲った犯人の追跡を開始する。しかし玉井芳蔵伍長らは杉元を追跡中にヒグマにより殺される。また、アシㇼパを追いエゾオオカミのレタㇻに襲われた元マタギ・谷垣源次郎一等卒は、その姿に魅了され軍を離れる。
アシㇼパの案内で彼女のコタンを訪れた杉元は、アイヌたちと過ごす中で彼女をこれ以上危険な目に遭わせられないとアシㇼパのもとを去る。しかし、一人で囚人を捜索中に双子の兵士である二階堂浩平・洋平一等卒らに発見される。戦闘の末に第七師団の拠点に監禁された杉元は鶴見から仲間に加わるよう勧誘されるが拒否する。一方、杉元を探すアシㇼパは、白石に金塊の分け前を約束することで協力を依頼し、杉元の救出を図る。2人に助けられた杉元は洋平を殺して拠点から脱出、アシㇼパ・白石と3人で囚人を追うことになる。
一方、のっぺら坊と手を組み集団脱獄を指揮した土方は、蝦夷共和国の再興を目指して刺青の囚人・牛山辰馬、元新選組の盟友・永倉新八とともに金塊を追い求める。同時期、最後のエゾオオカミを狙う谷垣は、刺青の囚人である猟師・二瓶鉄造とともにレタㇻを追っていた。これを知った杉元一味は 、レタㇻを守り切り二瓶の刺青人皮を獲得する。また、戦闘で負傷しアシㇼパのコタンで治療を受けていた谷垣から、金塊の本当の量は2万貫であることを告げられる。一方、二瓶の猟犬であったアイヌ犬・リュウを使い土方の根城を突き止めた白石だったが、牛山に捕まると土方から間者となって辺見和雄の刺青人皮を入手するよう命じられる。白石は杉元やアシㇼパに辺見の情報を伝え、積丹のニシン漁場で殺人を繰り返す辺見の刺青人皮を獲得する。
鶴見に対し造反を企てる尾形は、弟を殺した杉元を恨む二階堂とともに杉元を捜索する。そんな中、アシㇼパのコタンで谷垣と遭遇し、造反に応じない谷垣を狙撃する。これにより両者は戦闘となるが、二階堂は谷垣の罠にはまり戦闘不能となる。その後、造反組を追っていた鶴見が到着すると尾形は行方を眩まし、鶴見から杉元の殺害許可を得た二階堂は第七師団へ帰還、谷垣はアシㇼパのフチ（祖母）への恩を返すためにコタンへ戻る。

### 網走監獄への潜入（6巻 ｰ 14巻）
杉元一味は、アシㇼパの父の友人でともに日本へ渡って来たアイヌ・キロランケと遭遇する。彼はのっぺら坊がアシㇼパの父親だと語り、杉元一味はその話の真偽と金塊の在処を確かめるべく網走へ向かう。道中札幌に立ち寄った杉元一味は、同物同治を信じる刺青の囚人・家永カノのホテルに滞在する。ホテルには白石との接触を試みる牛山も滞在しており彼らの間で戦闘が勃発、ホテルは大爆発を起こし牛山に救われた家永は土方一味に加わる。一方、土方と永倉は茨戸の宿場町を訪れ、刺青人皮を所有する日泥一家の用心棒となる。賭場を巡って対立する日泥一家と馬吉一味は、土方の扇動と尾形の馬吉一味への参戦により抗争へと発展。混乱に乗じて刺青人皮を奪取した尾形は、それを手土産に土方一味へ加わる。
家永から囚人の情報を得た白石は、杉元たちと日高へ向かう。そこで牧場経営者のエディ・ダンからヒグマ退治を要求された杉元一味は、ヤクザの親分である刺青の囚人・若山輝一郎とその部下・仲沢達弥に遭遇する。彼らとともにヒグマ2頭を倒した杉元一味は、ヒグマと刺し違えた若山の刺青人皮を獲得する。同じ頃、谷垣の元に女占い師・インカㇻマッが現れる。彼女の不吉な予言によってフチが寝込むと、谷垣はこれまでの恩を返すためアシㇼパを無事に連れて帰ると約束、インカㇻマッやコタンの孤児・チカパシとともに杉元一味の後を追う。
夕張を訪れた鶴見は、刺青人皮を所持していた剥製師・江渡貝弥作と接触し、彼を誑し込んで贋物の刺青人皮を6枚作らせる。これに気づいた杉元一味と土方一味は、月島基軍曹と贋物を巡って衝突、逃げ込んだ炭鉱での事故で江渡貝は亡くなるが、月島軍曹は贋物5枚を確保する。これに対抗すべく結託した杉元一味と土方一味は、贋物を判別する方法を知るため二手に分かれて贋作師・熊岸長庵の収監されている樺戸監獄へ向かう。道中、杉元・アシㇼパ・牛山・尾形は刺青囚人・鈴川聖弘が乗っ取ったコタンに滞在する。当初は詐欺師である鈴川に騙された一行だったが、最終的に彼を生け捕りにする。しかし鈴川の手で脱獄していた熊岸は流矢に当たり、判別方法の鍵を告げた後に亡くなる。
一方、土方・永倉・家永・キロランケと行動していた白石は、土方の間者であったことの露見を恐れて脱走し、第七師団に捕まってしまう。合流後、杉元・土方一味は白石奪還を図り、変装術に長けた鈴川を網走監獄の典獄・犬童四郎助に化けさせ、旭川にある第七師団本部に杉元とともに潜入させる。しかし、鶴見から犬童の情報を得ていた鯉登音之進少尉に変装を見破られ、白石の救出には成功するも鈴川はその場で射殺される。杉元・アシㇼパ・白石・尾形は、第七師団の追っ手を撒きつつ網走へ向かうため、大雪山を通って釧路へ向かう。同じ頃、「稲妻強盗」の異名を持つ刺青の囚人・坂本慶一郎とその妻・蝮のお銀、贋物の刺青人皮を用いて誘き出した鶴見は、戦闘の末に坂本の刺青人皮を獲得する。また、坂本夫婦には、土方一味に加わっていた日泥一家の元用心棒・奥山夏太郎が加勢しており、贋物は彼の手で土方一味の元へ渡る。
釧路湿原に到着した杉元たちはインカㇻマッとチカパシに遭遇し、谷垣が動物惨殺の疑いでキラウㇱらアイヌに追われていることを知る。真犯人が刺青の囚人・姉畑支遁だと知った杉元とアシㇼパは、リュウの嗅覚を利用して姉畑を発見し、刺青人皮を獲得すると同時に谷垣の疑いを晴らす。その後、一行は屈斜路湖周辺で盲目の刺青囚人・都丹庵士と戦闘になるも、土方の説得により都丹は土方一味に加わる。そして、杉元・土方一味は互いに探り合いながらも網走監獄への潜入を計画する。
土方に内通した網走監獄の看守部長・門倉利運の手引きにより監獄内に潜入した杉元・アシㇼパ・白石はのっぺら坊の元へ向かうが、独房にいたのは替え玉であった。そこへ、インカㇻマッから情報を得ていた第七師団が大湊要港部司令官・鯉登平二少将の率いる駆逐艦に乗って現れ、網走監獄を襲撃する。監獄内で第七師団と囚人たちの大規模な戦闘が繰り広げられる中、本物ののっぺら坊の監禁場所へ向かった犬童は、尾行してきた土方と戦闘の末に敗れる。一方、のっぺら坊と遭遇した杉元は、彼がアシㇼパのマキリに気づいたことでのっぺら坊とアシㇼパの父・ウイルクが同一人物であると確認するが、2人とも尾形に狙撃される。同じ頃、尾形と結託してウイルクを射殺したキロランケは、暗号解読の切り札となるアシㇼパを連れて監獄の外へ逃れ、谷垣は杉元を救出するも第七師団に確保される。さらに、キロランケの裏切りに気づいたインカㇻマッも彼に腹部を刺されて重傷を負う。ウイルクの死により、暗号の謎を解けるのはアシㇼパただ一人となってしまった。

### 樺太編（15巻 ｰ 21巻）
アシㇼパは尾形からウイルクと杉元は死んだと告げられ、傷心のままキロランケ・白石・尾形とともに樺太へ向かう。一方、第七師団に捕らえられた杉元は家永の手術で回復を果たし、アシㇼパを取り戻すべく谷垣とともに樺太行きを決意。刺青人皮を全て渡して第七師団と結託し、鯉登・月島に同行して樺太へ渡る。樺太に到着し、荷物に紛れて着いてきたチカパシ・リュウや道中で出会った樺太アイヌのエノノカを仲間に加えた先遣隊は、賭けスチェンカを行う刺青の囚人・岩息舞治と試合を行い刺青の写しを入手する。
北海道で囚人を探す土方一味は、案内人としてキラウㇱを雇入れ、人斬り用一郎と呼ばれた刺青の囚人・土井新蔵の刺青人皮を根室にて獲得する。さらに門倉とキラウㇱは阿寒湖で刺青の囚人・関谷輪一郎を追跡、関谷は土方によって仕留められる。一方、ロシア領への密入国を試みたキロランケ一行は、鶴見の密告により国境警備隊の襲撃を受けるが、尾形が国境警備隊の狙撃手であるヴァシリ・パヴリチェンコに勝利したことで無事に入国。キロランケはパルチザンのリーダーでありウイルクと自分の若い頃を知るソフィア・ゴールデンハンドをアシㇼパに会わすべく彼女の収監された亜港監獄を爆破し脱獄させる。
キロランケの思惑通り、アシㇼパはソフィアとの話しの中でウイルクに教わった暗号の鍵を思い出す。これに気づいた尾形は暗号の鍵を聞き出そうとするが、アシㇼパに拒絶される。そこへ杉元が追いつき、尾形はアシㇼパが誤射した毒矢で重症を負う。また、キロランケは谷垣・月島・鯉登との戦闘の末にアシㇼパに看取られ息を引き取る。先遣隊は尾形・月島の治療のため亜港に戻るが、尾形は隙をついて逃走。その後、南下した先遣隊だったが敷香にて何者かに狙撃される。杉元が狙撃手の元に辿り着くと、そこには尾形との再戦に燃えるヴァシリの姿があった。尾形との接触を期待するヴァシリは、事情を知り杉元たちに同行する。
第七師団では療養中であった菊田杢太郎特務曹長と有古力松一等卒が合流する。2人は登別で第七師団を探っていた都丹を二階堂・宇佐美時重上等兵とともに追い詰めるが、有古は土方の説得により土方一味へと寝返る。しかし、彼の離反に気づいた鶴見は、有古を脅迫して贋物の混ざった刺青人皮を持たせ、二重スパイとして土方一味に潜り込ませる。同じ頃、先遣隊は樺太へ残るチカパシとリュウに別れを告げ、大泊に出向いた鶴見中尉と対面する。彼の狙いがアシㇼパを監禁して暗号の解読法を独占することだと気づいた杉元らは、咄嗟の判断でその場から逃走する。

### 北海道への帰還（22巻 ｰ 27巻）
杉元・アシㇼパ・白石は鶴見の追跡を躱して樺太を脱出、北海道で再び刺青の囚人を探す。雨竜川で砂金掘り師の松田平太と出会った一行は、彼の刺青人皮を獲得する。また石狩川では、松田に支笏湖に沈んだ金塊の産地を鑑別させて金塊の最初の隠し場所を突き止めていた刺青の囚人・大沢房太郎と遭遇する。杉元一味は「海賊房太郎」の異名を持つ彼を仲間に加え、互いに探り合いながらも行動を共にする。一方、第七師団にインカㇻマッを人質にとられた谷垣は、鶴見から杉元の捜索を強要されるが、インカㇻマッを連れて逃亡を試みる。家永の命を賭した協力でアシㇼパのコタンに辿り着いたインカㇻマッは、無事に女の子を出産する。時を同じくして娼婦連続殺人事件と子供の誘拐事件が発生すると、犯人が刺青の囚人だと考えた3勢力は札幌に集結、杉元一味と土方一味は再び結託する。さらに、菊田は中央政府のスパイであることを有古に明かし、自身につくよう迫る。
石川啄木の情報から、次に娼婦が襲われる現場が札幌麦酒工場と予想した杉元・土方一味は、娼婦に変装して連続殺人犯を捕まえる作戦を立てる。しかし、同じく情報を得ていた宇佐美と工場内で遭遇すると、第七師団も交えた戦闘となる。この戦闘で、杉元・土方一味は娼婦殺人の犯人であるマイケル・オストログの刺青人皮を獲得する。また、宇佐美は尾形に撃たれながらも門倉から奪った刺青人皮を鶴見に託し、彼の腕の中で息絶える。一方、誘拐事件の犯人である上工地圭二は刺青を判読不能にするも、刺青の暗号は全て揃わずとも解読可能であったことが判明、失意と狂喜の中で転落死する。その後アシㇼパは二階堂に確保され、鶴見によって連れ去られる。杉元・白石・房太郎は彼らを追うが、房太郎は白石を庇って銃弾を受け、金塊の手掛かりを告げて亡くなる。さらに、アシㇼパを救出しようとしたソフィアも第七師団に捕らえられる。鶴見は、アシㇼパとソフィアの前で金塊の秘密について語り出す。
かつてアイヌは江戸幕府と戦うため、砂金を集めてロシアから武器を買おうとしたが頓挫した。それを聞きつけ北海道に渡ったウイルクは、6人のアイヌを集めて北海道に独立国家を作ろうと目論む。ともに渡ったキロランケと決別した後、金塊を集めたアイヌの老人・キムㇱプを発見して金塊を入手したウイルクだったが、金塊の情報を得ていた鶴見の策略によってウイルク以外の7人のアイヌは殺し合いになる。アイヌたちが皆倒れると、ウイルクは自身と遺体の顔の皮を剥がすことで自身の死を偽装し逃亡を図るが、追ってきた鶴見に気づくと逃亡を諦め自主的に網走監獄へ収監される。以降は娘のアシㇼパに自身の意志を託そうと「のっぺら坊」となって刺青を彫り続けていた。
鶴見は黄金に宿る「ゴールデンカムイ」は人を殺し続けるとアシㇼパに告げて脅し、動揺したアシㇼパは暗号解読の鍵となるウイルクのアイヌ名「ホロヶウオㇱコニ」を口にする。その直後、アシㇼパとソフィアは有古に救出され杉元や白石と合流するが、有古は月島に撃たれ戦線から離脱する。

### 最終章（28巻 ｰ 31巻）
贋物の刺青人皮の判別に成功した杉元・土方一味は、房太郎の最期の言葉を元に金塊が函館にあると推定。アシㇼパは函館行きの列車の中で暗号を解き、金塊の場所が五稜郭だと突き止める。同じ頃に暗号を解いた鶴見は、裏切り者の菊田を射殺して五稜郭へ向かう。杉元たちは、1万貫の金塊で購入された北海道の広大な土地の権利書を五稜郭の兵糧庫で発見し、残りの金塊の場所も突き止める。しかし、第七師団に包囲され大規模な戦闘となる。この戦いで鯉登少将は駆逐艦の沈没に殉じ、二階堂は杉元との戦闘で爆死する。一方、アシㇼパたちは金塊を埋め戻し、権利書を矢筒に隠して逃走。門倉・キラウㇱは砲撃を受けて戦線離脱し都丹も戦死するが、谷垣の助けで五稜郭を脱出する。その後、第七師団を足止めしたソフィアは鶴見に射殺される。
逃亡を図る杉元たちは、函館駅行きの列車に乗りこむが、その列車は第七師団兵を輸送していた。車内の戦闘で牛山はアシㇼパを庇い戦死、土方も杉元に後を託して息を引き取る。さらに尾形はアシㇼパと対峙するも、その中で自身の中にある罪悪感に気づき自殺する。アシㇼパから権利書を奪った鶴見は金塊と引き換えに権利書の放棄を要求するが、これを拒否した杉元は権利書を奪い返したアシㇼパを谷垣・白石の元へ投げ、鶴見と揉み合ったまま機関車ごと函館湾に転落する。
6ヶ月後、杉元はアシㇼパ・白石とともに東京へ向かい、梅子と再会する。その1ヶ月前、アシㇼパと杉元は箱館戦争時に権利書の土地を保証した榎本武揚を訪ね、権利書について助言を受けていた。白石が姿を消したのち、杉元とともにアイヌの故郷に戻ったアシㇼパは権利書の土地にある森を守るべく尽力、その多くはのちに国立公園や国定公園となった。さらに3年後、アシㇼパと杉元のもとに白石の顔とビルマ語が印字された金貨が届き、白石が金塊を全て持ち出して王様になっていたことが判明する。

## 登場人物
軍属や実在施設関係者や実在する異名を冠された人物については、該当人物ページへのリンクや実在との解説のない限りは作中のみの架空人物。
キャスト出典：

### 杉元一味
杉元 佐一（すぎもと さいち）
声 - 小林親弘 演 - 山﨑賢人
キャッチフレーズ - 不死身と呼ばれた男
本作の主人公。元大日本帝国陸軍一等卒、元第一師団特別支援隊隊員（白襷隊）。軍帽にマフラー、顔を縦横断する裂傷痕 が特徴の20代前半の青年。猫舌。好物は干し柿、塩をかけた野生動物の脳味噌。苦手なものはイナゴの佃煮。
鬼神のような戦闘力と強運、生への凄まじい執念、医師が見放す重篤な負傷でも翌日には治癒し戦場を駆ける驚異的な回復力から「不死身の杉元」の異名で一目置かれ、第七師団にもその名を知られている。また戦場で負った夥しい傷跡が顔を含め全身に今も残る。なお出征前の髪質はストレートだが、出征後は髪質が変わり少し癖毛となっている。
除隊後も当時の陸軍の制式装備である三十年式歩兵銃、二十六年式拳銃、三十年式銃剣で武装している他、軍帽や弾薬盒、肥後守等、軍役時の官給品を使用している。特に軍帽はほぼ常時被っており、入浴中も外すことはない。射撃の腕があまり良くないことは自覚しており、そのため持ち前の度胸を生かした銃剣による突撃や敵の刃物を奪って使うなどの接近戦を得意とする。戦闘力は高いが、不意打ちを食らったり圧倒的な戦闘力を持つ羆などと戦ったりする状況も多いため、頻繁に負傷する。仲間からは度々心配されているが、本人は全く気にしていない。
普段は気さくで茶目っ気もあり礼儀正しい。敵でない相手には穏やかで優しく情にも厚い。その一方、敵対者には躊躇なく前兆なく殺戮を行なう残忍さの二面性を併せ持つ。「殺人狂ではないが殺されるくらいなら殺す」と語り、生命の危機に際しては「俺は不死身の杉元だ！」と自らを鼓舞する。この鼓舞は同居していた彼の父親（声 - 加藤将之）が結核で死の床にあり、彼自身にも感染の恐れがあった頃から続くものである。一方で狩りで殺し損ねた鹿の必死に生き抜こうとする姿と自分を重ね狼狽したり、度々戦場での記憶がフラッシュバックし本当の自分に戻れていないと語ったりする等トラウマを抱えている。辺見和雄から、何人殺したか覚えているかと聞かれた際に「顔が見えるほど近くで殺した奴は顔だって忘れない」「忘れないでいるのが自らの償いである」と語る。アシㇼパに対しては常に「アシㇼパさん」と呼び、知識に感服するなど、敬意を払い、相棒として互いに認め合う関係である。
神奈川の農村出身で、自分以外の家族は結核に罹患し死亡。感染拡大防止のため、無人となった実家を焼き、予てから想いを寄せられていた幼馴染の梅子に暫しの別れを告げ逐電、天涯孤独となる。
1899年-1901年、東海近畿を放浪。再び故郷に戻るも梅子と寅次の婚姻を知り、今度は東京へ向かう。
東京で菊田杢太郎（当時第一師団所属の軍曹）に出会い、菊田のひらめきで、花沢勇作の見合いを破綻させる「花沢勇作童貞防衛作戦」で勇作の替え玉となる。菊田曰く杉元の顔は品があるとの事。菊田に「ノラ坊」と呼ばれ、菊田との別れ際に彼の弟の遺品である軍帽を贈られている。その後、食い扶持には困らないようにと陸軍第一師団に入隊。
旅順攻囲戦では白襷隊として夜間奇襲に参加、続く二〇三高地でも奮戦し死地から生還。
激戦で戦死者も多かった日露戦争で多大な戦功を上げ生還した英雄だが、気に入らない上官に瀕死の重症を負わせたため、軍人恩給 の資格を剥奪された。
奉天会戦において戦死した寅次の遺言を受け、寅次の妻で眼病を患った梅子の治療費を手早く得るために満期除隊 後、独り北海道へ渡り砂金採りをしていたが、ある日、アイヌの金塊の噂話を聞く。当初は与太話と疑うも、成り行きで証拠の一部を見たことで事実と確信。羆に襲われたところを突如現れたアイヌの少女・アシㇼパの機転と手助けで命拾いする。アシㇼパから金塊に携わった父に降りかかった惨事を聞き、目的は異なれど過程は同じとして共に力を合わせ北海道各地を巡る探索行が始まった。追尾を振り切り、命を狙う者共を捻じ伏せ斃し、旅の道中にて珍味・美味の馳走に与り堪能する。
網走監獄襲撃時、のっぺら坊と接触し、アシㇼパの父・ウイルクであることを確認するが、金塊に関する情報を得る前に両者とも狙撃される。咄嗟にウイルクの体を盾にしたことで即死は免れたが、左のこめかみ付近に被弾、家永の外科手術で命を取り留める（その際、脳の一部が欠け、手術時に家永に脳をつまみ食いされた）。以降は左側頭部に額当てを装着し、その上から軍帽を被っている。また網走監獄襲撃時における戦闘で左脛に二階堂の仕込み散弾銃を受けて怪我をしており、ズボンの上からも補強具を付けている。
モデルは日露戦争に出征した作者の曾祖父である。
アシㇼパ（アイヌ語: Asirpa）
声 - 白石晴香 演 - 山田杏奈、浅田芭路（幼少期）
キャッチフレーズ - アイヌの愛娘
本作のヒロイン。10代前半の利発で天真爛漫なアイヌの少女。父親譲りの緑が散った濃紺色の瞳を持つ。ポーランド人 と樺太アイヌの混血の父・ウイルクと北海道アイヌの母・リラッテの血を引く美少女ながら、頻繁に変顔をする。作中では主に北海道の自然とアイヌ文化を紹介する案内役を担う。アイヌ衣装で弓やマキリ、トリカブトを使った毒矢など古典的なアイヌの狩猟具を装備し、同じアイヌのキラウㇱから「変わった子供」だと見られている。足に履いているのはタイツ。幼名はエカシオトンプイで「祖父の尻の穴」の意、戸籍上の和名は小蝶辺 明日子（こちょうべ あすこ）。日本語とアイヌ語の二言語話者。父・ウイルクからは学校に通うことを勧められていたものの通っておらず、「迂」など読めない漢字がある。作中ではアシㇼパのリはアイヌ語の小書きリで表記されている。好物は塩をかけた脳味噌。
外見と年齢に反して、理知的で賢く豪胆な性格。「新しい（アシㇼ）年（パ）」を意味するアイヌ名を「未来」と解釈し、信仰や慣例を重んじた上で古い因習に捕われず現実的かつ合理的で柔軟な思考も持ち併せた「新しい時代のアイヌの女」を自負する。もうすぐ顔に刺青を入れる年齢だが、本人はアイヌの古い因習として刺青を嫌がっている。
弓矢の名手にして狩猟の腕も高く、北海道の気候や動植物、アイヌの文化・風習・料理に精通し、その都度、同行者に教授している。羆や大人に対して物怖じしないが、唯一ヘビが苦手である。殺人をよしとせず、他人の行為まで咎めることは多くないが自分の手では人を殺さないよう徹底している。年長の和人らに野生動物の脳髄生食を気前良く振る舞い世話を焼いているが、無礼・背任・失態を働いた者に容赦無い制裁を加える。反面、歳相応の幼さも見せる。杉元が携帯していた味噌や札幌の洋食屋で食べたカレーなど、粘性がある茶色い物体は全て「オソマ（うんこ）」と見做して嫌悪していたが、味噌の入った桜鍋を食べてからは好物となり、事あるごとに杉元に味噌をねだっている。アシㇼパが脳味噌を食べさせた描写のある相手は、杉元・白石・牛山・尾形。
小樽周辺のコタン出身。出生直後に母が病死、父の狩猟へ共に連れられ幼少期を過ごし、一人で羆を毒弓で仕留めたこともある。父を失った後も、本来ならアイヌの娘が担うべき仕事や嗜みをせずに野山を駆けていた。山中で羆に狙われていた杉元を持ち前の知識と技術で救い、アイヌの隠し金塊の話を聞かされた際に父が犠牲者の一人と打ち明けたところ、杉元に協力を要請され行動を共にすることになる。金塊探しのための脱獄囚探索中に、殺害されたはずの父が金塊強奪犯の「のっぺら坊」であると聞き、真実を知るために網走監獄へ向かうことを決意する。危険と窮地を潜り抜け、黄金を巡って取り巻く奸謀に翻弄されつつ助け合い、旅の牽引者として狩猟に勤しみ仲間たちの馳走を拵える。
刺青の暗号を解読できる唯一の人物とされるが、彼女自身は刺青を見ても心当たりがなく、彼女自身が金塊に興味がないことも相まって、のっぺら坊に金塊を託された理由を図りかねていた。網走監獄襲撃の際、のっぺら坊が父・ウイルクであることを遠くから確認したが、直後にウイルクは狙撃されて死亡する。暗号の鍵を思い出すため、アシㇼパ自身の知らない父の過去や、父が金塊を託した意図を知るべく、キロランケに伴って樺太へと渡る。父の旧知であるソフィアが収監されている亜港監獄を目指して北上し、道中の様々な少数民族との出会いや、キロランケやソフィアが語る父の過去などから、忘れていた父との思い出を断片的に思い出していった。暗号の鍵であった父のアイヌ名を忘れていたことについては、アイヌ惨殺事件による父との別れとレタㇻとの別れが重なったことによって、その時期の記憶を無意識に封じてしまっていたことによる。
携帯している小刀（メノコマキリ）はアイヌ文化奨励賞を受賞した貝澤貢男の手による物で 、のぼりべつクマ牧場が運営するアイヌ資料館「ユーカラの里」で本人から購入したとしている。
白石 由竹（しらいし よしたけ）
声 - 伊藤健太郎 演 - 矢本悠馬
キャッチフレーズ - 愛され脱獄王
強盗と度重なる脱獄で収監されていた刺青の囚人の1人。坊主頭に長いもみあげが特徴。好物は酒、飴、白米。苦手なものは鹿の脳味噌。
通称「脱獄王」の名の通り、関節を自在に脱臼させて狭い隙間を出入りできる人間離れした身体能力、脱獄のための周到な小細工を作り体の中に隠し持つ器用さ、入獄した施設の特徴や死角をいち早く見抜く優れた観察力を持ち、また口先ひとつで必要な情報を引き出したり、言いくるめたりするなどコミュニケーション能力も高いため、いざという時の潜入技と脱出術に加え間諜役としての能力を発揮し暗躍する。刺青を彫られた他の囚人たちの多くと顔見知りのため、首実検役や新たに登場する囚人の解説役を担うことも多い。
反面、思慮が浅い面もあり、言動も場当たり的で、脱獄中でありながら下心がもとで官憲の前に自ら姿を晒し、度々捕縛されるほか、飲む・打つ・買うに目がない軽薄な性格である。また、戦闘力は皆無で、犬にも負けるほど弱いため、しばしばアシㇼパらに役立たず扱いされる。作中では主にギャグパートにおけるコミックリリーフの扱いで、欲をかいて頻繁に粗相を起こす典型的な助平の与太郎として描かれる。包茎のため尿が二股に割れたり、性行為のあとに痛みがあることがある。作中に登場する動物に頻繁に頭を噛みつかれる。
赤子の頃に捨てられた寺で育ち、少年時から素行不良で幼年監獄に収容されては脱走を繰り返し、成年になって樺戸集治監に収監されてからも前歴から看守達の間から札付きと警戒されていた。同房の画家で偽札犯・熊岸長庵の描いた絵の女性・シスター宮沢に恋をし、彼女を求めて全国各地の監獄（前橋監獄、金沢監獄、秋田監獄、京都府監獄など）に服役しては脱獄を繰り返していたため「脱獄王」の渾名が付いたことに加えて、服役期間も延び、人生の大半を獄中で過ごし、最終的には脱獄不可能と言われた網走監獄に収監されることとなった。
小樽の森で杉元達に捕まり逃亡を図るも、追っ手の杉元共々真冬の川に落下、凍死間際の状況で火を熾す手段が無い中、隠し持っていた実包を提供することと引き換えに解放される。その後、小樽の師団兵舎に杉元が監禁された際に、彼を探していたアシㇼパと再会。生存していた杉元に感心し、金塊の分け前を貰うことを条件に救出に協力した。以降、杉元らと行動を共にするようになる。また、土方陣営に対しても、街で偶然鉢合わせた牛山と紆余曲折を経て接触し、強引に協力体制を結ばされる。以降は、内通者と発覚することを恐れながら杉元らと行動を共にする。
軽薄な言動ゆえに、当初は杉元から完全には信用されていなかったが、網走監獄襲撃時には自分に代わってアシㇼパの側につくよう頼まれるほどの信頼を得ることになる。襲撃後はアシㇼパ、キロランケ、尾形と共に樺太へ渡る。杉元の遺体を近くで直接確認したという尾形の言葉に驚愕するも、アシㇼパには杉元が死んでいる気がしないという心情を吐露した。
脱獄する時は一人で逃げるという信条があったが、杉元からアシㇼパのことを託されたためか、ロシア領内で指名手配犯であるキロランケと一緒にいる危険さに気付いた際には、彼女も逃亡に誘うなどの変化も見られた。
名前の由来は「昭和の脱獄王」の名で知られた白鳥由栄。

### 独立勢力
尾形 百之助（おがた ひゃくのすけ）
声 - 津田健次郎 演 - 眞栄田郷敦
キャッチフレーズ - 孤高の山猫スナイパー、孤高の凄腕スナイパー
上等兵。歩兵第27聯隊。300メートル以内であれば確実に頭部を撃ち抜くほどの凄腕の狙撃手で、2000メートル先までの射撃も可能 かのような発言もしており、とても目が良い。利き目は右。また隙を突いて敵対者の小銃の遊底を瞬時に抜き取り無力化させるなど、接近戦でもわりと強い。時折不敵な笑みを浮かべるが、基本的に無表情で飄々とし、腹の中が探りにくく、鶴見をして「兵士として卓出で、敵に回すと非常に厄介」とまで評され、またその時々の状況に応じ先んじて陣営を変わることも辞さないため「コウモリ野郎」とも呼ばれる。瞳孔が縦長風になるなど作中でたびたび猫 扱いされる。温泉入浴中など、どんな状況でも用心深く銃を傍に置き、目を離して銃を盗まれた谷垣や、銃を雑に扱って壊した杉元に嫌味を言うなど、銃に関しては一家言ある様子。装備は三十年式歩兵銃→三八式歩兵銃、ベルダン M1870 など。脱走兵（扱い）ではあるが軍服は脱がず、その上にフードの付いたポンチョ風の外套を羽織り、脚絆を着用している。好物はあんこう鍋、苦手な食べ物はしいたけ。
元第七師団長・花沢幸次郎中将とその妾の間の息子。母は浅草芸者で、父と本妻との間に男子ができたため赤ん坊の時に母子ともに捨てられ、茨城 の母方の祖父母の元で育てられた、自称・バアチャン子。少年期、冬になるとあんこう鍋を作り続ける母に、それ以外のものを作って欲しいと思い、祖父の古い銃で鳥を撃つようになるが、母はかつて父が美味しいと言ってくれたあんこう鍋を作るのをやめず、彼に目を向けることはなかった。
異母弟・花沢勇作少尉が陸軍に入隊し、同じ第七師団に配属されたことをきっかけに交流を持つようになる。軍律上は上官である勇作から「兄様」と呼ばれ慕われていたが、尾形自身は「自分とは異なり両親から祝福され愛されて育った子供」と感じて距離を置いていた。なお元第七師団ではあるが所属小隊の違うキロランケ も、尾形が「師団長の妾の子」であるということを知っており、師団内では公然の事実であった。その性格ゆえ、第七師団の一部の人間からは「山猫の子供は山猫」と陰口を言われていた。「山猫」 とは「芸者」を指す隠語である。
日露戦争終結後、鶴見中尉の指示の元、第七師団長の父を自刃に見せかけ殺害。その際に「父に捨てられ頭がおかしくなっていた母に殺鼠剤入りのあんこう鍋を食べさせたこと」「日露戦争・二〇三高地にて腹違いの弟・勇作の後頭部を撃ち抜いたこと」を告白。いずれも自分たち母子に対する父の愛情からの反応を期待しての行動であったと語るが、当の父からは「出来損ないの倅」「呪われろ」と吐き捨てられる。だが、皮肉にも彼の容姿は父親似である。殺害後に戻った馬車の中で、鶴見は「失った軍神の代わり」として第七師団が尾形を担ぎ上げるだろうと語ったが、尾形自身はその言葉に懐疑的で、その場限りの甘言を弄する鶴見に対し、内心では「『たらし』めが」と軽蔑していた。
鶴見からの造反を目論み、師団に無断で単独行動していた矢先に杉元・アシㇼパと遭遇。杉元と戦い右腕を折られ退却する途中、杉元の攻撃により昏倒し、川へ転落。滑落中に岩にぶつかり顎骨が割れる。極寒の川から自力で這い上がり低体温症で死ぬ寸前の所を鶴見の隊に救助され、手酷い負傷を被り衰弱甚だしい中、入院先で意識朦朧ながらも刺青人皮を追う存在を第七師団へ伝える。この時の負傷が元で、以降は左右下顎に縫合痕が残る。また入院中に髪が伸びツーブロックのオールバックになったため、初登場時とはやや印象が変わっている。左手で髪を撫で上げる仕草が癖になっている。
入院中に尾形襲撃犯（杉元）を捜索していた玉井伍長ら造反組の班が行方不明になった。尾形は密かに病院から抜け出し、二階堂浩平と共に杉元を捜索中、襲撃現場に一番近いアイヌのコタンにて谷垣を発見する。玉井が谷垣の造反組への引き込みに失敗し、造反計画を知った谷垣が玉井・野間・岡田の三人を殺したと判断した尾形は、口封じに谷垣の殺害を試みるも失敗する。また鶴見配下の三島らに尾行されていたこともあり鶴見への造反が露呈。直後に現れた鶴見の部隊を排除し逃亡したため、脱走兵として扱われている。
逃走後、刺青人皮の噂を聞きつけて茨戸の宿場町に現れ土方らと対峙。抗争に乗じて入手した刺青人皮を手土産に、土方の用心棒となる。夕張の江渡貝邸において、鶴見の指示で江渡貝の見張りに当たっていた月島と前山を奇襲、贋物の刺青人皮を持って逃げた江渡貝を追跡するも一歩及ばず、人皮は月島に回収される。この時に杉元らが土方一味に合流したため共に旅をするようになり、アシㇼパがのっぺら坊の娘と知って関心を抱く。
土方の用心棒である一方、出自が複雑であり目的も不明瞭であるため、同行者たちからは警戒されている。なお月島は「陸軍の反乱分子である鶴見らを売り、自らの出世を目論む、本部の飼い猫」と推測しているが、これについて尾形本人は肯定も否定もしていない。また網走監獄襲撃直前、土方に問われた際には軍に関わる気がないような発言をしている。菊田が中央のスパイとして第一師団・奥田中将から第七師団への異動を命じられた際には同席しており、尾形も同じ奥田のスパイであることが明かされている。ただし作中で鶴見との出会いは明かされておらず、真の目的は不明である。
江渡貝邸潜入時に南部大型自動拳銃（大型甲） を所持、気球隊試作機のことを知っており、配備前の三八式歩兵銃の仕様を把握しているなど、武器・装備に詳しい。
網走監獄ではキロランケと手を組み、ウイルクと杉元を狙撃した。ウイルク狙撃はキロランケの指示によるものだったが、杉元を撃ったのはウイルクから情報を聞いた可能性を考慮した、尾形自身の判断によるもの。
樺太に渡島後、キロランケに伴って北上する途中、野生のシカと間違えて現地のウイルタ民族の飼馴鹿を撃ち、ウイルタ民族との接触の機会を作った。キロランケの計画通り、ウイルタ民族に偽装して日露国境を超えた直後、国境守備隊のロシアの狙撃兵・ヴァシリから「三八式歩兵銃の持ち主」が狙撃されるものの、案内のウイルタ民族と前日から銃を交換してベルダンM1870を所持していたため命拾いした。狙撃戦には勝利したが疲労で熱を出し、回復までの間、頭部から血を流す勇作の幻覚を間近に見ていた。勇作の幻覚はその後も度々現れ、尾形を苛むこととなった。
亜港からの帰路においてアシㇼパが暗号の鍵を思い出したことを察し、聞き出そうとしたが失敗。流氷上で杉元が追いつきつつあることを知り、アシㇼパとの対話を諦めて「俺を殺してみろ」と挑発し、はずみで放たれた毒矢で右目に傷を負う。本来なら致命傷であったが、杉元が「あの子（アシㇼパ）を人殺しにはさせねえ」と右目を抉り取って救命したことで一命を取り留める。その後、一時は医者に「明日までもたない」と診断される状態であったが、間もなく隙を突いて杉元らのもとから逃亡した。北海道に帰ってきてからは右眼に義眼を入れ、土方の元で左撃ちの訓練をした。
杉元らが北海道に戻り土方一行と合流したため、土方の元からはじき出され、札幌麦酒工場以降は単独行動となった。尾形を追ってロシアからやって来たヴァシリと札幌麦酒工場で再会し、五稜郭では再戦することとなった。
ロシア語話者であり、鯉登狂言誘拐に参加した。
谷垣 源次郎（たにがき げんじろう）
声 - 細谷佳正 演 - 大谷亮平
キャッチフレーズ - 阿仁マタギ
一等卒。歩兵第27聯隊。生真面目で誠実な青年。筋肉隆々で胸毛が濃く、たびたびシャツのボタンが千切れ飛ぶ。右頬にはレタㇻ狩りの際、杉元に付けられた裂傷痕がある。元マタギと言うこともあり射撃の腕は確かで、馴染みのない北海道の山中でもその知恵と技術、経験を活かす。装備は三十年式歩兵銃→村田銃（二瓶の形見）。好物はきりたんぽ、苦手なものはしいたけ。かに座、A型。
秋田県阿仁出身で陸軍入隊 以前は故郷でマタギをしていた。マタギ仲間でもある義弟・青山賢吉の住まいが全焼し、焼け跡からは胸に刺し傷のある谷垣の実妹・フミの焼死体が発見される。谷垣は賢吉の犯行と断定し、復讐のため行方を追う最中、賢吉が第七師団に入隊したとの噂を耳にし、故郷を捨て自らも第七師団へ入隊。屯田兵村を捜すも北海道では見つからず終いであったが、日露戦争・二〇三高地にて瀕死の重傷を負った賢吉と再会。彼の口から真実を知り、復讐心だけで家族と村を捨て兵士となった今までの行動が全くの無意味で利己的だったことに懊悩、自身の役目を見失う。ちなみに、賢吉を探す最中に杉元と出会い会話を交わしているが、過去に面識があったことについてお互い気づいた描写はない。
玉井伍長の班にて野間・岡田ら4人で尾形加害犯捜査の任に就き、不審なアイヌ少女（アシㇼパ）を単独で追跡・保護しようとした時、突如現れた白銀の雄狼（レタㇻ）による牙の一振りで右足を砕かれ失神。行き倒れていた所を二瓶に手当され、行動を共にする内に己の身の処し方の選択に迫られ、軍から抜けマタギとしてやり直すことを選び、二瓶の白狼狩りに同行する。二瓶は「感情とは"匂い"となり発せられるもの」で「殺気が強いと獲物（狼）に気付かれるのかもしれない」と語る。それを聞いた谷垣は「マタギには獲物を狙う際に自分の気配を消し木になりきる"木化け"という言葉がある。今の話に木化けの本質を見つけた気がする」と答えた。
二瓶と杉元の交戦にてアシㇼパの身柄を抱えての移動中、不注意からアマッポ（狩猟罠）による矢毒を受けるも、アシㇼパの応急処置により一命を取り留める。二瓶の死亡後、アシㇼパの意向でコタンへ運ばれ療養していたが、杉元を追ってコタンを訪れた尾形らに玉井らを排除した嫌疑をかけられ対峙、二瓶の猟銃を手にマタギ出の知恵と経験を活かし撃退、直後に現れた師団兵の三島一等卒から鶴見が尾形らを泳がせていたことを知る。しかしその三島もすぐ尾形に射殺されたため、軍に戻ることは無かった。なお鶴見は彼の行動を黙認しているため、尾形と異なり脱走兵扱いではない。
尾形を撃退後はアイヌの普段着を羽織りアシㇼパのフチ（祖母）の世話を受け静養生活を送る。傷が癒えたころ、コタンに訪れたインカㇻマッの占いにより「アシㇼパの連れの男の中にアシㇼパを裏切る者がいる」と告げられる。大事な孫娘に振りかかるであろう禍事を案じ寝込んでしまったフチを安心させるため、自分の命の使い道を悟り、世話になった恩返しに孫娘を無事送り届けると約束してインカㇻマッ、チカパシと共に出立する。二人からは「谷垣ニㇱパ（旦那）」と呼ばれる。尾形からは玉井らを殺害し鶴見の手先として自身を追っていると誤解されていたが、後に姉畑の件で尾形と合流した際、玉井らの死を目撃した杉元の証言によって、尾形の誤解は解かれた様子。また姉畑の件で子熊の檻に監禁されて以降、時折「子熊ちゃん」と呼ばれる場面もある。
飛蝗から逃れて避難した小屋で杉元らとラッコ鍋を食べた後、ひとりで小屋に残っていた際に訪れたインカㇻマッと情交する。利用されているのかと疑いつつも彼女に惹かれており、網走監獄突入前には、時がきたらアイヌ式のプロポーズをしたいと告げた。
網走監獄襲撃時は、地元アイヌに扮して見回りを欺き、監獄出入口で待機していたが、杉元とウイルクが狙撃され重傷を負ったと知るとアシㇼパに脱出を促しつつ2人を救出に向かう。2人を救出後、監獄出入口でインカㇻマッがキロランケに腹部を刺され倒れているのを発見し動揺する間に、鶴見率いる第七師団に身柄を確保された。
鶴見がアシㇼパ追跡の先遣隊を派遣する際、自ら志願し、杉元・鯉登・月島と共に樺太へ渡る。その目的は「アシㇼパをフチの元まで送り届けること」で、自分と杉元だけがアシㇼパに信頼されていると語っている。流氷上でキロランケに遭遇した際には戦闘となり、鯉登らの応援も得て殺害した。鶴見から逃れるアシㇼパにフチへの伝言を頼まれる。「自分はマタギである」と確信するが、鶴見にインカㇻマッの妊娠を告げられ、インカㇻマッの解放と引き換えにアシㇼパを奪還するよう命じられる。インカㇻマッを連れて小樽のアシㇼパのコタンへ逃れ、フチの手伝いによりインカㇻマッは娘を出産する。
キロランケ（アイヌ語: Kiroranke）
声 - てらそままさき 演 - 池内博之
キャッチフレーズ - 謎の多き北の工兵
アシㇼパの父・ウイルクの古い友人で、ロシア系少数民族出身のアイヌ。ロシア語、アイヌ語、日本語、ウイルタ語、ニヴフ語などを喋れる。日本語とロシア語は読み書きも可能。樺太アイヌ独特の髪型（額からつむじ、耳付近にかけて短髪で後頭部が長髪）と蓄えられた顎髭が特徴の色男。名前の意味は「力強い（キロ）下半身（ランケ）」。
元大日本帝国陸軍第七師団工兵部隊隊員で、工兵として日露戦争に出征した。アシㇼパ・杉元・白石と出会った時点では既に第七師団を除隊しており、村（コタン）で生活している。なお、出征に必要な和名は明らかでない。
若い頃、ウイルクと共に北海道へ渡り、小樽近くのアシㇼパのコタンから少し離れた別のコタンに居住。妻と2人の幼い子供がいる。
子供のころから馬に慣れ親しんでおり、その体調や感情に通じ、どんな馬でも無下に扱うのは忍びないと考えている。そのため日露戦争出征時には軍馬の管理を一任された。知らずに食べた肉が馬の腸と知って吹き出す場面もあった。工兵だったことから爆薬の扱いにも長け、手製の手投げ弾を所持している。
女は抱き心地だとして肥満女性を好み、妻もふくよかな体型である。若い頃、樺太で逃亡中に長谷川から日本語を教わる際に「ワタシ…デブ女…スキデース」と発言したり、その後の亜港監獄で以前のスリムな体型から著しく肥大化したソフィアと再会した際にも開口一番「めちゃくちゃいい女になったな」と真顔で伝え、周りを唖然とさせた。
「のっぺら坊の正体はウイルクである」「金塊は北海道アイヌへ返すべき」と言い、その行く末を見届けるため、網走監獄へ向かう杉元らと行動を共にする。アシㇼパとはアシㇼパが赤ん坊の時に会っており、ウイルクの葬式で再会。アシㇼパからは「キロランケニㇱパ」と呼ばれているが、杉元はあまりキロランケを信用していない。土方からはロシアのアムール川流域から来た極東ロシアのパルチザンで「のっぺら坊」の仲間の一人と考えられている。また、インカㇻマッからは金塊強奪事件の犯人であり、その際、ウイルクを殺した人物と推測されている。
ウイルクは網走監獄の中で生きていたが、アシㇼパによりウイルク本人である確認が取れると、キロランケはひそかに尾形へ合図を出しウイルクを射殺させた。かつてキロランケは合理的なウイルクのことを「心から信頼して愛していた」が、ウイルクが北海道に移住し娘を得て変わってしまったことに失望しての判断だった。その後ウイルク殺害を主導したことを隠したままアシㇼパを連れて樺太へ向かい、ソフィアとの再会を目的に亜港監獄を目指す。
亜港監獄を襲撃し、脱獄させたソフィアとともに流氷を通ってロシアの大陸側に渡ろうとしたが、アシㇼパを追ってきた谷垣に見つかり、網走監獄でインカㇻマッを刺した自身のマキリで刺され深手を負い逃走。その後、月島・鯉登とも戦闘になり得意の手投げ弾で奮戦するも、鯉登にトドメを刺されるところ、止めに入ったアシㇼパに金塊の鍵を思い出したことを伝えられると、安心したかのように息を引き取った。故郷の水（アムール川）が凍ってできた流氷の上で氷葬され、ソフィアもそっと一人で別れを告げた。
昔の名前はユルバルス（ロシア語: Юлбарс, ラテン文字転写: Yulbars）。タタール語で「虎」を意味する。キロランケの出身民族かどうかは語られていないが、アムール川流域に住む少数民族のひとつ・ナーナイ族では虎は神様であり、虎を殺した者は不幸になるとされる。樺太アイヌの曾祖母 を持つタタール人。人民の意志の党員として1881年のアレクサンドル2世暗殺に関与した実行犯の一人で、ロシアの指名手配犯。暗殺から20年以上経ってもロシア側から命を狙われている。暗殺実行時には15歳。皇帝殺害後、ウイルクやソフィアとともに10年以上の逃亡を続けた末、樺太経由でウイルクと日本へ渡る。樺太ではウラジオストクで写真館を営む日本人・長谷川 幸一から日本語を学んだ。実は長谷川は日本軍のスパイとしてロシアに潜伏していた鶴見中尉の仮の姿だが、キロランケは気付いていない様子である。
携帯している小刀（マキリ）は、平取町二風谷在住のアイヌ工芸家・貝澤徹が製作したもの。
インカㇻマッ（アイヌ語: Inkarmat）
声 - 能登麻美子 演 - 高橋メアリージュン
キャッチフレーズ - 神出鬼没の見る女
苫小牧勇払のコタンに現れ居ついた、良く当たると評判の謎の占い師の女。アイヌ女性の慣習として口周囲にシヌイェ(刺青)を彫っている。名前の意味は「見る女」。細面の美女で、アシㇼパからは「イカッカㇻ・チロンヌㇷ゚（誑かすキツネ）」と呼ばれている。「顔に傷がある男性が好き」と杉元に気がある素振りを見せ、彼女をやきもきさせる描写がある。アシㇼパの父と面識があるとしているが、アシㇼパは父から彼女のことを聞かされておらず、またキロランケとの面識も無かった。
占いには「シラッキカムイ」と呼ばれる先祖伝来の白狐の頭骨を使うほか、手のひらを上に向けて第六感を働かせる「千里眼」を使ったり、ある状況が「頭にふと浮かんだ」りするが、事前に関係者と接触した場面もあるため、その能力が本物か偽物かは曖昧な描写となっている。
孤児で子供の頃から占いをしながら放浪しており、アシㇼパと同じくらいの齢の時、小樽でウイルクと出会い、共に放浪していた。ウイルクに想いを寄せていたが、彼がアシㇼパの母と出会った後に彼の元を離れた。その別れの際に、ウイルクより再会する際に判るようにと彼の母の形見の衣装を渡された。受け取る際に「二度と会うことはないと占いに出ている」と伝えたが、今もその衣装を着用している。その後、アイヌの金塊強奪事件を知ってウイルクの死を調べる中、遺留品を持つ鶴見に「ウイルクは金塊強奪の際にキロランケに殺され、のっぺら坊は金塊の在処を知るキロランケの仲間」と告げられ、それを信じている。
白石に苫小牧の競馬場に連れ出され、キロランケが参加したレース以外の馬券を占いで的中させている。これは金塊強奪事件の犯人を突き止めるため、馬券からキロランケの指紋を手に入れるためであった。
アイヌの女として金塊を取り戻すため、そしてウイルクの娘であるアシㇼパを助けるために行動していると言い、アシㇼパのコタンへ赴く前、鶴見から谷垣を利用するよう助言を受け、谷垣と共に彼女を探す旅に出る。その過程で谷垣に何度か助けられるうちに惹かれてゆき、後に相思相愛となった。
アシㇼパからは、ウイルクから彼女のことを聞かされてないこと、「杉元・白石・キロランケの中から裏切り者が出る」と忠告しフチを不安にさせたこと、谷垣を利用し追ってきたことなどから怪しまれている。また尾形には鶴見との内通を見抜かれるが、鶴見を利用しているだけだと答えている。
網走監獄襲撃時の発言から、本心ではアイヌの金塊に興味なく、アシㇼパとウイルクの身を何より案じ、杉元や土方より鶴見に信頼を置いていたことがうかがえる。また本物ののっぺら坊であるウイルクは、双眼鏡越しに自身が渡した母の形見の衣装を着た彼女を見て、少女の頃に別れたきりのインカㇻマッと認識した。インカㇻマッはキロランケが何処かへ合図を送ったのを目撃した直後にウイルクが狙撃されたことから、脱出時にキロランケと口論になり揉み合った際、キロランケのマキリが腹部に刺さったのを証拠にするため抜かずに重傷を負った。第七師団の下で治療中に谷垣の子供を宿していることがわかり、小樽の病院に移される。駆けつけた谷垣と共に脱出後、アシㇼパのコタンへ逃れ、フチやオソマの母（声 - 小島幸子）の手伝いにより娘を出産する。
携帯している小刀（メノコマキリ）は、北海道網走郡在住の彫刻家・藤戸幸夫が製作したもの。
チカパシ（アイヌ語: Cikapasi）
声 - 渡辺明乃 演 - 青木凰
疱瘡の流行により家族が亡くなったため、アシㇼパのコタンの老人たちによって育てられた少年。名前は「鳥（チカプ、陰茎の隠喩）を立てる（アシ）＝勃起」という意味で、亡くなる前の親から正式な名として付けられた。村の子供たちとあまり交流せず、狩りに興味を持っていた。谷垣はチカパシの狩りを盗み見る姿を自身の少年期の姿と重ねた。猟を見せてくれた事を切っ掛けに谷垣らを慕うようになり、旅立った彼らを追い掛け、以後同行することになる。性に興味があり、少々ませている部分がある。オチウを目撃した時には生々しさに怖気づいてしまった。谷垣とインカㇻマッが恋仲になった後は、二人が結婚して本当の家族になるよう提案している。
周囲の大人に安全なコタンへ戻るよう促されても「待ってる人がいない」「居場所がない」と語り、結果的に谷垣が身柄を預かる形となっている。釧路以降はリュウと行動を共にし、谷垣を追って樺太へ渡り、杉元一味のアシㇼパ追跡行にも同行する。
樺太で出会った同じ年のエノノカと家族になるためにリュウとともに残留。谷垣から二瓶の銃を受け継いだ。
携帯している手甲と脚絆は二風谷アイヌ工芸家・藤谷るみ子が、小刀（マキリ）は工芸家の浦川太八が製作したものである。
ヴァシリ・パヴリチェンコ（ロシア語: Васи́лий Павличенко）
声 - 梅原裕一郎
ロシアの狙撃兵、樺太の国境警備隊。金髪碧眼。日露戦争時の戦友であるイリヤらとともにアレクサンドル2世暗殺の実行犯であるユルバルス（キロランケ）を待ち構えていた。装備はモシン・ナガン小銃。その腕は確かで200m離れた場所から人間の頭部を狙撃している。
尾形との狙撃戦に敗れ、顎を撃たれた。この負傷により、以降うまく喋れなくなり、顎傷を隠すため頭巾を被っている。絵が上手く、字の代わりに絵を使って杉元と会話する場面もある。
尾形との再戦を望んでおり、脱走兵となる。日本に不法入国し、尾形をおびき出そうと敷香で白石を狙撃するが、その狙撃技術から尾形だと思い込んで強襲してきた杉元に無力化された後、ロシア語話者の月島から現状を説明される。結局、杉元らのもとに尾形が現れることを見込んで勝手に同行するようになり、その後杉元らが他勢力と合流・離脱しても構わずついてきている。当人が喋れないせいもあって名前が知られておらず、「頭巾ちゃん」と呼ばれている。
大沢 房太郎（おおさわ ふさたろう）
声 - 関智一
元人夫で素潜りの達人。海賊 房太郎（かいぞく ぼうたろう）の異名をもつ。膝まで伸びた長髪に面長のサスペンダー姿で、足袋を履いた男性。大柄な体格に加え、足のサイズが36cmもあり、手の指の間には水掻きが発達している。これにより、水深200mを30分にわたり潜水し続けることができる。自動車の運転や、ワニのように水中から急浮上し、船に上がる事もできる。水中では自身の髪を相手の首に巻き付け、絞殺に使用した。白石の能力を評価している。
子供の頃から木材を川で運搬する人夫として働いていたが、人を水中へ引き込み溺死させる強盗に手を染めるようになる。55件の強盗殺人のほか、多数の傷害、放火、窃盗を犯した重犯罪者。14人家族だったが疱瘡で全員死に、村八分にされた過去から、追い出されない居場所を求め、東南アジアの島に自分の王国を作る事を野望としている。
網走監獄の脱獄後の1907年、札幌で出会った若山の刺青人皮を狙い、色仕掛けで彼に近づくが、正体を見破られる。その際、若山から入墨の暗号はもう解けないと聞かされたため、松田平太の協力を得ながら支笏湖に沈んだウイルクの木舟を確認し、そこに積まれていた砂金の産地を鑑別させる。その後、網走監獄から樺戸監獄に輸送されていた権藤ら数名の部下たちを脱走させ、アイヌの村々を回って金塊の隠し場所を知る人物を捜索。キムㇱプの弟・リヤㇷ゚イぺに辿り着くと、彼から金塊の最初の隠し場所を聞き出す。杉元一行と遭遇すると、一度は杉元らと交戦するが、独自に集めた情報を握っていることから、刺青人皮を失った状態で鶴見・土方勢力を出し抜くための手段を求めた杉元らと協力する。

### 土方一味
土方 歳三（ひじかた としぞう）
声 - 中田譲治、中村悠一（若年期）
演 - 舘ひろし
キャッチフレーズ - 新撰組鬼の副長
実在した人物。元新撰組副長の旧幕府軍志士。通称「鬼の副長」。
銀白色の長髪に顎髭をたくわえ、既に齢は70を越しているが、眼光鋭く血気劣らぬ若々しい様子から人魚の肉を喰らい不老不死になったと噂されるほどである。一方で気配を隠し、一介の老人を装って行動することもある。好物は細かく刻んだ漬物を乗せたお茶漬け。
史実では箱館戦争にて戦死しているが、本作では戦況の悪化した箱館から秘密裏に落ち延び、素性を隠し政治犯の模範囚として長らく月形樺戸集治監に幽閉されていたという設定になっている。作内では土方を幽閉した典獄・犬童によって後に網走監獄へ移送された。
刺青の囚人たちの脱獄を主導した主犯格で、金塊の噂を聞いた一部の若い屯田兵達が囚人24名の身柄を強引に移送した際、軍刀を奪取して屯田兵らを殺害、脱獄を成功させてその正体を明かす。かつて志半ばで潰えた蝦夷共和国の構想を踏襲するが如く、「のっぺら坊」と一致する何らかの目的に向けて周到な計画を企て、銀行を襲撃し活動資金や目的の物を得ると共に手始めに第七師団撃砕を目論み、密かに杉元一味の動向を追いつつ行く先々で刺青人皮の情報と同志を募る。その真の目的は、ロシアの南下に伴う日本侵略を防ぐため、ロシアに程近い北海道を「緩衝国」として独立させ、移民を募って多民族国家を築き北方の護りを委ねることにある。
銀行強盗で愛刀・和泉守兼定を奪還した他、ウィンチェスター・モデル 1892を装備している。
「のっぺら坊」と深くかかわっている囚人であったことから、杉元・土方一味の全員から怪しまれている。また、永倉からは死地を求めているのではと考えられている。
永倉 新八（ながくら しんぱち）
声 - 菅生隆之、中井和哉（若年期）
演 - 木場勝己
キャッチフレーズ - 新撰組最強剣士
実在した人物。新撰組元隊士で、渾名はガムシン（我武者羅な新八）。普段は落ち着いた禿頭の好々爺だが、新撰組時代の血の気の多さと隊内最強と謳われた撃剣の技量、奥義「龍飛剣」 は健在で、老境になって尚、抜刀するや昔の血が滾り、複数人に囲まれようと一切の反撃を許さず、瞬時に斬り捨てる一流の剣豪。好物はウナギの蒲焼。
史実では慶応4年（1868年）の鳥羽・伏見の戦いの後に新撰組と袂を分かち松前藩へ帰参、明治期に北海道の小樽へ移り住み、結婚の際婿養子に入り「杉村義衛」に改名。警察官僚・月形潔の招きで樺戸集治監の剣術師範を1882年（明治15年）から4年間務めた。
作中では看守への剣術指導の関係で年末に樺戸集治監を訪問した際、かつて袂を分かった土方と鉢合わせ、彼がずっと虜囚で収監されていたと知る。この時の樺戸集治監・典獄が犬童四郎助であり、犬童の移動とともに土方が網走監獄に移送させられることを知る。
土方の網走監獄脱獄後は、家主の亡くなった親戚の家屋や資金、ロシア商人から試供品として入手した銃火器を土方へ提供し、同志として共に行動している。

なお、本作中では上記の史実と異なり、一貫して改名前の「永倉新八」で呼ばれる。
牛山 辰馬（うしやま たつうま）
声 - 乃村健次 演 - 勝矢
キャッチフレーズ - 不敗の柔道王
刺青の囚人の一人。額のはんぺんを貼り付けたような四角いタコと柔道耳が特徴の背広の巨漢。そのタコは五寸釘も通さぬ硬さを持つ。手先も柔道家独特のタコが無数にある。かつて10年間無敗の柔道家として最強の座に君臨していた、通称「不敗の牛山」。好物はモモ、ビール。
建物の壁を難なくぶち破り、馬や羆ですら足払いで投げ飛ばすなど、常人離れした怪力と強靭な肉体を持つ。現役時代は毎日10時間を超える鍛錬を欠かさず行い、死人が出るほど過酷と言われた網走監獄の刑務作業に対しても稽古に及ばないと退屈していた。普段は温厚で紳士的で仲間想いだが、裏切り者には容赦ない。また定期的に性交しないと理性を失い、人の姿をしている者なら見境無く力に任せて犯そうとする獣のような性欲の持ち主でもある。女好きではあるが普段は分別を弁えており、相手のいる女性にまで手を出すことはなく、見境を無くすのは性欲を抑えられなくなった状況に限られる。
柔道師範の妻に欲情し姦通したことが原因で受けた一門の制裁を返り討ちにし、師を殺害し上門下生10人に重傷を負わせた咎で服役していた。脱獄後に潜伏先を掴んだ土方と一戦交えて金塊の分け前目当てに手を組み、周辺を探っていた同房仲間の白石を取り押さえ、土方と密約させることに成功する。その後に、互いの素性を知らず札幌にて杉元一味と遭遇、柔道耳を切掛に組み合った彼の強さを気に入り会食に誘い、酒席でアシㇼパに紳士の陰茎の見定め方を講義したことから彼女に「チンポ先生」と呼ばれ慕われる。
樺戸集治監近くのコタンでは偽アイヌを圧倒し、その膂力を以て羆さえ撃退、その強さを見たアイヌの女たちから秋波を送られ本人も乗り気だったが、杉元に止められた。
モデルは「不敗の牛島」の名で知られた牛島辰熊。
家永 カノ（いえなが かの）
声 - 大原さやか 演 - 桜井ユキ
キャッチフレーズ - 殺人ホテルの支配人
口元のホクロが特徴の妖艶な若い美女に見えるが、正体は女装した天才外科医の老人男性。「カノ」は偽名で、本名は親宣（ちかのぶ）。
身体の不調部と同じ部位の食材を食べることにより回復が得られるという「同物同治」に確たる信念を持ち、「最高の自分」に固執している。同物同治は中国医学の概念のひとつで、通常は食用家畜の該当部位を食するが、家永は人間の該当部位を食することに固執する。普段は礼儀正しい温厚な人物だが、食人に関しては見境ない一面もある。老齢もあって身体能力は低く、拠点で留守を預かる場面や長距離移動で乗馬する場面が多い。なお獲物を捕らえる際には、主に隙を突いてガスや薬品等で眠らせ拘束する。
患者を殺害しては遺体を利用していた罪で収監されていた。脱獄後は「札幌世界ホテル」の所有者を消し、若く妖艶な外見の女将に身をやつし、ホテルに施した隠し通路や仕掛けを使い、欲する部位を持った宿泊客に目星を付けてはガスで眠らせ地下室に監禁して拷問の末殺害、バラバラに解体して「同物同治」の餌食としていた。
牛山がホテルを訪れ、間を置かずに杉元らが来客し、牛山の強靭さとアシㇼパの瞳を狙うことにする。刺青を巡って騒動になるのを懸念して白石を監禁するも、結局身元が割れ、脱出した白石から手投げ弾で反撃され、眠るアシㇼパの瞳に手を出そうとしたことに激高した杉元と、酔いと性欲で我を失った牛山の大乱闘に巻き込まれる。収拾つかず観念した家永がホテルを焼失させる装置を作動させたことに加え、白石が誤って地下室に落としたキロランケの爆薬と合わさり大爆発してしまい、寸でのところで牛山に救出される。同じ刺青脱獄囚の若山 輝一郎が男娼を伴い宿泊していた情報を明かし、その後は牛山と共に土方一味に合流する。
網走監獄襲撃時、永倉新八と一緒にコタンで待機していたところを第七師団に捕縛され、杉元救命のため脳外科手術を行った。その際に杉元の脳をつまみ食いした影響からか「アシㇼパさぁん」と叫ぶこともある。
小樽の病院から身重のインカㇻマッを逃がそうとした際、月島に射殺された。
奥山 夏太郎（おくやま かんたろう）
声 - 羽多野渉 演 - 塩野瑛久
元は茨戸の日泥一味の若衆。日泥組の袢纏を着ている。
茨戸にて、日泥一味の若衆として雇われていたが、馬吉一味との抗争で土方の姿に惚れ込み、同じく日泥一味の若衆であった亀蔵とともに土方の手下となる。小樽の隠れ家で留守番をしていた際、東松屋商店で行われている賭場に持ち込まれた刺青人皮の噂を聞いたため、土方に認められる働きをしようと寝込み強盗を行うことを亀蔵と共に画策する。下見の最中、同じ目的を持つ坂本慶一郎と蝮のお銀が現れると、彼らと手を組んで東松屋商店に押し入るが、第七師団の罠に嵌って戦いに巻き込まれる。亀蔵が死亡すると、お銀とともに東松屋商店を脱出。手に入れた刺青人皮（第七師団が仕込んだ贋物）をお銀からを渡されると、これを土方に届ける。以降も、土方・杉元らの旅に同行する。
キラウㇱ（アイヌ語: Kirawus）
声 - 前野智昭
釧路付近のコタンに住むアイヌの男性。常にマタンプㇱ（アイヌ伝統の鉢巻）を巻いている。名前の意味は「角がついている」で、子供の頃に鹿の角をつけて遊んでいたことに由来する。当時のアイヌ同様、払い下げの軍用銃を猟に使っている。二瓶とは知り合いで、10年以上前 に一緒に狩りをしたことがある。エゾシカ惨殺犯が二瓶の銃を持っていたことから、持ち主の谷垣を犯人と勘違いし追っていた。後に姉畑の行為を仲間のアイヌと共に目撃したため誤解が解け村長に説明し、谷垣とは和解する。
杉元一味がコタンを去った後、コタンが蝗害に遭ってしまう。そのため食い扶持を稼ぐべく鰊漁場で働いていたところ、土井新蔵の一件で土方一味と知り合い、共に行動することになる。
携帯している小刀（マキリ）は、工芸家の浦川太八が製作したものである。
門倉 利運（かどくら としゆき）
声 - 安原義人
元は網走監獄の看守部長。初老の男性。バツイチ。集団脱獄以前から看守を勤める一番の古株で常任7年。実父が土方と共に戦った旧幕府軍の一員であり、彼自身も土方と繋がる内通者である。仕事に不真面目なタヌキを演じることで看守からはずされぬよう努めてきたと話すが、実際にも不真面目で雑な面が見られる。しかし土方に対する忠義心は高い。土方の後ろから杉元に睨みを効かせていたり宇佐美のことを恐れたりする小者。極端に運が悪いが、生命の危機においては異常な幸運を発揮する「凶運」の持ち主。中学校を出ている。囚人ではないながら、のっぺら坊が24番目（最後）に彫った刺青を持つ。
鶴見の網走監獄の襲撃では、土方の指示に従い杉元らを五翼放射状平家舎房に先導するも裏切り、およそ700人の囚人を解放し鶴見らと交戦させる。犬童が遺した資料から実は土方の内通者と知られていた様子。
網走監獄が第七師団の襲撃を受けた際に生き延びて、土方と行動を共にしている。同じ土方陣営のキラウㇱから「尻の穴覗くニㇱパ」という渾名をつけられている。
都丹 庵士（とに あんじ）
声 - 水島裕
按摩。盲目の老人。耳に左右で向きが違う集音用の覆いを付けており、舌を鳴らして反響した音を拾うことで周囲の状況を把握し盲目ながら常人と大差なく行動できる。その舌を鳴らす音は下駄の音に似ており、近隣の住民からは「天狗の下駄音」と恐れられる。聴覚が異常に発達しているため、常人以上に爆発音等の騒音に弱い。チョッキを着ており、装備はモーゼルC96。白石、土方と面識があり、後者には敬語で接する。
罪状および収監以前の経歴は不明だが、1896年（明治29年）まで囚人の手で行われた硫黄山での硫黄採掘によって失明し、その後に暗号の刺青を彫られた。脱獄後は、犬童が秘密裏に再開した硫黄採掘によって失明し脱走した囚人たちを率いる盲目の盗賊団の親玉として、屈斜路湖周辺で強盗を繰り返しており、杉元らを犬童や硫黄山の鉱山会社からの刺客と勘違いして襲撃したが、その最中に土方の仲裁が入り、犬童への報復のため土方に従い網走監獄の侵入に協力した。犬童の攻撃により重傷を負うが復帰する。
有古 力松
第七師団の項の有古 力松を参照。

### 第七師団
北海道を本拠とし旭川に本部を置く大日本帝国陸軍の師団。通称「北鎮部隊」。かつて屯田兵と呼ばれた組織を前身とした部隊で、戦争帰りの将兵が多く、瀕死の重傷であっても反撃を試みたり、不意な襲撃にもすぐに対応するなど、個々の能力は高い。日露戦争時、第七師団は4個の歩兵聯隊 のほか、騎兵聯隊や砲兵聯隊など約2万人の兵で構成されていた。聯隊（中佐）は3個の大隊、大隊（少佐）は3個の中隊、中隊（大尉）は4個の小隊（中尉）を持つ。作中では「第七師団」といった場合、師団全体よりも鶴見ら歩兵第27聯隊を指すことが多い。
鶴見 篤四郎（つるみ とくしろう）
声 - 大塚芳忠 演 - 玉木宏
キャッチフレーズ - 反逆の情報将校
中尉。歩兵第27聯隊所属の小隊長で情報将校。両目の周囲の皮膚が剥け、常にホーロー製の額当を装着し、口髭を蓄えた異様な姿の男。装備はボーチャードピストル。アイヌ埋蔵金を付け狙う第七師団における主導者であり、師団内の反乱分子の主犯格。好物は和菓子、苦手なものは酒類。
頭蓋骨前面の欠損と前頭葉の一部の損傷のため、感情が亢ぶると何らかの体液が額から漏れ出す体質に加え、奇矯で突飛、残忍な言動が目立ち、頭に血が上りやすい。自身の怪我については極めて前向きで、男前が上がったと称し、笑いのネタにすることもある。その反面、巧みな話術で他者の身の上話を聞き出したり相手の心情に寄り添って魅了したりする人心掌握術に優れ、そのカリスマ性に部下たちの中には彼に心酔する者も多い。手下は物語開始時点で100人ほどで、小隊の定員数より多い。網走監獄強襲には63人の部下を引き連れていた。歩兵第27聯隊長である淀川 輝前中佐の弱みに付け込み、不完全ながら歩兵第27聯隊の事実上の指揮権を握る。また鯉登父子を取り込み、陸軍ながら犬猿の仲とされる海軍の雷型駆逐艦を自身の目的のため動かせる。
新潟本土の生まれ。母親の旧姓はハセガワ。越後長岡藩の名門士族出身。元は裕福な育ちで洋琴の演奏も習得している。明治26年時には第二師団（新潟）に所属したが、自身の馬が上司の息子を蹴り殺した（実際は宇佐美の殺人の隠蔽）ことから日清戦争後の明治28年には特務機関のある第七師団・札幌の月寒へ転属（左遷）、情報将校としてロシアに行く。転属前の階級は少尉。
日露戦争の旅順攻囲戦において、二〇三高地攻略に反対し、献策したが全て揉み消され、やむなく自らを先頭に吶喊攻略。小隊長として二〇三高地山頂に国旗を突き立てた。続く奉天会戦で頭部に砲弾の破片の直撃を受け大怪我を負い、野戦病院に搬送。以後、額当を付けるようになる。日露戦争には勝利したものの、多くの戦死者を出したことで参謀長でもあった花沢中将は自害、勲章や報奨金はおろか陸軍のなかで第七師団は冷遇されるようになる。こうした背景から鶴見は戦友や戦死者遺族の窮状を救うため、自らが指導者となり北海道に軍事政権を実現させるべく、軍資金として刺青人皮及びアイヌ埋蔵金を追う。しかし日露戦争終結前からアイヌの金塊を狙う「計画」を持っていた描写がある。
よく背景に描かれる花は芥子（アヘンの原料）。北海道の寒冷地に適した芥子の栽培を進めており、農地を広げるべく金策に走っている。
アイヌ殺害事件の遺品を回収、所持している。軍服の下には「33人を殺害した津山」という殺人犯の刺青人皮製の自作肌着を身に纏い、常に情報を収集して師団内の造反者を炙り出し、江渡貝に製作させた贋物刺青人皮を用いて金塊を追う他の存在に揺さぶりをかける。
ロシアとのパイプがあり、キロランケ・尾形に関して「皇帝暗殺の実行犯が日露の国境を越える」「密入国犯は遊牧民族（ウイルタ）に紛れるだろう」とロシア側に伝える。
若い頃、スパイ・長谷川 幸一としてウラジオストクに潜伏、写真館を営みながら現地の女性と結婚し、女児が生まれていた。長谷川を捕まえに来たオフラーナと、ウイルク・キロランケ・ソフィアの戦闘に巻き込まれて妻子を亡くす。
日清戦争で多くの兵士が殺人に抵抗を持ち、発砲するふりをして避けていたことを問題視していたが、宇佐美との一件がきっかけとなり、自身の中で答えを見つける。指揮官の課題は部下との「愛」を育みどんな汚れ仕事でも従う兵士を作ることであり、兵士は指揮官との「愛」で殺人への罪悪感を乗り越えられるとの考えに至ると、新発田の道場の師範・武田に話す。月島・鯉登・宇佐美・尾形に目を付け、秘密を共有する、窮地を救う、肉親を殺害させるなどの手段で自分を慕うよう仕向けた。ただし、尾形には本性を見抜かれ離反されている。
鯉登音之進が14歳の夏に鹿児島市を訪れ、西郷隆盛の墓参りをしている。鯉登平二を取り込むため、部下たちに16歳の鯉登を狂言誘拐させ、その対応のために函館の鯉登邸を尋ねた際には「月寒の特務機関から派遣された」と語る。
尾形 百之助
独立勢力の項の尾形 百之助を参照。
谷垣 源次郎
独立勢力の項の谷垣 源次郎を参照。
月島 基（つきしま はじめ）
声 - 竹本英史 演 - 工藤阿須加
キャッチフレーズ - 第七師団の良心、死神の右腕
軍曹。歩兵第27聯隊。鶴見の側近。目元のしわと低い鼻が特徴。任務にストイックな男で、団員の中では比較的温厚で常識人。ロシア語を習得している。背は高くない が、喧嘩や白兵戦は強い。好物はいごねり。
新潟・佐渡出身。父親が悪い噂の多い島中の嫌われ者だったため「人殺しの息子」「悪童」などと呼ばれ島に居場所がなく、新発田の第二師団 に入隊した。唯一、くせっ毛の髪質から「いご草」とからかわれていた幼なじみ・春見ちよとは心を通わせており、日清戦争への出征前に、生還したら駆け落ちしようと約束する。しかし帰郷すると彼女は行方不明で、島では月島戦死のデマが広まっていた。いご草ちゃんがデマを信じ自殺したと考え、激情に任せデマの出処である実父を殺害し死刑囚となる。死刑を受け入れ陸軍監獄に服役していたが、第二師団で上官だった鶴見から「実はいご草は生きており、縁談がまとまり両親と共に関東に居る」と聞かされ、生きる気力を取り戻す。また、近く起きるであろう日露戦争に備え、第七師団・札幌月寒に転属が決まった鶴見は、月島をロシア語の堪能な信頼できる部下と称して連れて行きたいと考え、その鶴見の方便のため全く喋れなかったロシア語を死んだ気になって習得した。
9年後の日露戦争・奉天会戦の戦場で偶然会った同郷の兵士から「いご草の遺体が月島の実家から発見された」と知らされ、激情に駆られ鶴見に詰め寄っていた最中、共にロシア軍の砲撃を食らう。咄嗟に鶴見を庇い両者とも重傷を負ったが、野戦病院に運ばれる際に工兵の作った橇を譲られたため、両者とも無事治療を受けられた。鶴見の弁によれば「いご草の遺体が月島の実家で発見されたというのは、月島の刑を軽くするための偽装工作」であり「いご草が生きているのは本当だ」とのことである（後年、花沢勇作童貞防衛作戦の際に、東京の財閥に嫁いだと見られるいご草の様子が描写されている）。この一件で、鶴見は月島の忠誠心が揺らがぬものと確信した一方、月島自身はこの出来事が彼を試すための「鶴見劇場」であったことに後になって気づいている。
物語の序盤、上官である和田大尉に鶴見の射殺を命じられるが、逆に和田を射殺。前山一等卒と共に贋物刺青人皮制作を委託した剥製所に詰める任務に就くが、場を離れた隙に尾形から襲撃され前山は射殺される。襲撃から逃れるため贋物刺青人皮を持って炭鉱内へ逃げ込んだ江渡貝を追いかけ、炭鉱爆発に巻き込まれる混乱の中、江渡貝から贋物刺青人皮を託され辛うじて脱出、鶴見に極秘の伝言を伝える。
ベテラン軍曹として新任の鯉登少尉の補佐を担うことになるも、鶴見を前にすると対話不能状態になってしまう彼に、一々会話の通訳をさせられ心中辟易している。樺太先遣隊となって大泊（現在のコルサコフ）に着いた際は、鯉登少尉の荷物の中に潜んでいたチカパシとリュウに対し「これ以上子守をする気はない」と述べており、鯉登については子守りをしているつもりであることがうかがえる。
網走監獄襲撃後、杉元、谷垣、鯉登と共に、鶴見の命で樺太先遣隊としてアシㇼパ捜索に向かう。鶴見から現地における一行の判断を任されており、変わり者ばかりのメンバーに手を焼きながらも、持ち前の技能で一行をサポートしている。
函館での鯉登狂言誘拐に参加している。
二階堂兄弟（にかいどう）
声 - 杉田智和
演 - 栁俊太郎、八木拓海（ボディダブル）
一等卒の双子。歩兵第27聯隊。静岡出身。浩平が先に、洋平が後に生まれた。眉のない角張った顔が特徴。兄弟仲が良く、兄弟共に嗜虐欲や殺人衝動が強い。鶴見中尉に対する忠義心は薄い。浩平が巻きゲートル、洋平が短ゲートルを使用しているため足元を見れば区別できるが、コマごとにゲートルの種類が変わってることもある（第33話「呪的逃走」では浩平が短ゲートルを使用しているが第34話では巻ゲートルに変わっている）。
洋平（ようへい）
浩平と共に娼館街で刺青の情報を探っていた杉元を攻撃して連行し、兵舎内に拘禁した杉元を殺さないよう厳命されていたにも関わらず、杉元の挑発に怒り独断で拷問の上で殺害しようとする。しかし杉元と二人切りになったとき、白石により既に枷を解かれていた杉元に声を挙げる間も無く返り討ちにされ死亡、さらに臓物を抜き取られ、彼の兵舎脱柵の偽装に利用されてしまう。
浩平（こうへい）
キャッチフレーズ - 復讐の双子片割れ
杉元に洋平を殺されてからは杉元に復讐心を抱き執着している。好物はみかん。
常日頃から兄弟共に行動していたが洋平の死後、同じく造反組である尾形と谷垣を追跡。谷垣が仕掛けた囮に気を取られ、襲撃してきた羆に爪で叩きつけられ、頭皮をめくられ左耳を削り取られる。尾形の援護射撃で何とか生還するも、直後に反乱分子の動向を追っていた鶴見の隊に捕縛され、造反の疑いで右耳を削がれる拷問を受けるが、「杉元を殺させてやる」という取り引きに応じて小宮が仲間であると告げ、鶴見の下に戻る。削がれた耳は常に携帯し、それを洋平に見立てて会話するという奇癖が生じており、たびたび鶴見の癇に障っていたが、江渡貝より口元にその耳を付けられた人皮製ヘッドギアを製作され装着するようになる。鶴見の左耳が洋平（実は自分の耳）に似ていると言い、片方では可哀相なので欲しがる。鶴見が死亡した時は左耳をくれてやると約束を取り付けている。
夕張での贋物刺青人皮作製の証拠隠滅時、杉元への執着が仇となり土方の一撃で右足を失う。その後は鎮痛剤のモルヒネの過剰服用により情緒不安定で幼児のような発言が目立つ。有坂中将により、右足には散弾を仕込んだ義足を装着するようになった。網走監獄襲撃時に杉元を追跡し、一対一で戦うが、今度は耳と会話する奇癖が仇となり、義足の散弾を杉元に利用され右手を失い入院。見舞いに訪れた鶴見から「杉元は網走で死んだ」と聞かされ、生きる意味を見失い傷心となる。有坂中将から箸入りの義手を贈られ、元気になるようにと有坂の友人の長井が発見したメタンフェタミンを投与される。
鯉登 音之進（こいと おとのしん）
声 - 小西克幸 演 - 中川大志
少尉。歩兵第27聯隊。父親は大日本帝国海軍大湊要港部司令官・鯉登平二少将。士官学校卒の新任 で、上級指揮官への道が約束されたエリート。鶴見お気に入りの薩摩隼人で自顕流の使い手。父親譲りの褐色肌と、母親譲りの独特な眉毛を持つ。華のある整った顔立ちで、将校でも坊主頭が基本の帝国陸軍において、髪を伸ばしている。鶴見に心酔しており、月島にねだって手に入れた鶴見のブロマイドを胸ポケットに忍ばせ時折眺めている。興奮すると猿叫を上げる、聞き取れないほど早口の薩摩弁になってしまう等、鶴見との会話に支障が出るため、月島に仲介させている。良くも悪くも坊ちゃん育ちで少々子供っぽく、杉元に負けず劣らず血の気が多いが、部下思いでもある。鶴見から詰めの甘さを度々指摘されている。船酔いする体質だが、バランス感覚や体幹、体力に優れ身体能力は高い。
父親が親友同士の尾形については、彼が鶴見を裏切ったことや自身をボンボンと呼び陰口を言っていることから、大嫌いだと言い切る。
白石と熊岸の交換のために旭川に来たという犬童と対面し、鶴見から得ていた情報から偽物と気づき銃殺、気球隊 の試作機を強奪し逃走を図る杉元や白石を追跡し同機に飛び乗る。自顕流による猛襲で杉元を追い込むが、アシㇼパの矢や白石の飛び蹴りを受けて森に落下し、彼らの逃走を許す。その後、鶴見に小樽での囚人狩りへの随行を命じられ、稲妻強盗の刺青人皮の入手に多大な貢献を果たした。
網走監獄襲撃後、鶴見の命令で杉元たちと共に樺太へ渡りアシㇼパを追跡することになる。豊原では曲馬団「ヤマダ一座」の公演に軽業芸で出演、貴公子然とした容姿と軽業の神様とまで評された才能で観客を魅了し、山田座長から曲馬団への残留を請われたが、鶴見への忠義心から断った。
13歳年上の兄・鯉登 平之丞海軍少尉を日清戦争の黄海海戦で亡くしており、船に乗ると兄の戦死時の状況を思い浮かべてしまい、酔うようになった。
14歳の夏、鹿児島で鶴見と出会い、西郷隆盛の墓地まで案内する（兄・平之丞の墓も同じ墓地内にある）。墓地にて鶴見から月寒あんぱんを貰い、一緒に食べながら自身の悩みを打ち明け、別れ際に鶴見から「また偶然会えたら、お互い友人になれという天の声に従おう」と言われる。その後は海軍兵学校を受験するために海城学校に通っていたが、16歳の夏に函館でロシア人に誘拐される。兄のような息子になれなかったことを電話で父親に詫び、国のために死を覚悟していたところを、月寒あんぱんの人・鶴見に助け出され、運命だと感じたことで進路希望を海軍から陸軍に変更し、陸軍士官学校を受験して合格する。実はその誘拐は、鶴見が配下の菊田・月島・尾形を使って実行した狂言誘拐だった。覆面をした誘拐犯に言われた「барчонок」（金持ちの子、ボンボンの意）と、樺太からの帰路で尾形に言われた「барчонок」が一致したことから狂言誘拐を察し、鶴見に疑問を持つようになる。
宇佐美 時重（うさみ ときしげ）
声 - 松岡禎丞
上等兵。歩兵第27聯隊。明治28年に14歳。鶴見に心酔する青年。大きな目に鼻筋の通った色白の美男子。目尻のまつげや両頬の大きいホクロが特徴的の左右対称な顔つき。武闘派で、鶴見に反する者には容赦がない。常に微笑を貼り付けたような表情だが、鋭い洞察力を持ち、猟奇殺人を犯す人間の心理をも理解する。好きなものは馬と月寒あんぱん。嫌いなものはしいたけ。
父（声 - 水越健）、母（声 - 加藤美佐）、姉（声 - 千本木彩花）、弟たちと暮らしており、家族仲は円満であったが、農家生まれであることをコンプレックスに感じており、そのことを揶揄われると激昂する。鶴見によれば、攻撃性が高く忠実で、後悔や自責の念を感じない「生まれながらの兵士」。
網走監獄に新人看守として潜入していたが門倉に正体がバレてしまい、武装した囚人たちに殺されそうになるも返り討ちにして脱出。任務失敗の罰として鶴見に両頬のホクロを頭に見立てた棒人間を描かれたが、逆にそれを喜び、消えぬよう刺青にしている。
鶴見と同郷で新潟出身。同じ新発田の柔道道場に通っていた鶴見に当時から心酔し、彼から「今まで見た子供たちの中で一番才能がある、同年代でかなう奴はいない」と認められていたことだけを糧としていたが、12歳の時に鶴見をめぐる嫉妬から友人・高木智春を殺害。しかし鶴見は自分の馬が蹴り殺したとして宇佐美を庇い、2人は秘密を共有する共犯関係となる。結果、高木の父が第二師団で鶴見より高い地位にいたため鶴見は第七師団に左遷された。
尾形より少し年上で、共に日露戦争へ従軍している。
菊田 杢太郎 （きくた もくたろう）
声 - 堀内賢雄
特務曹長。オールバックの壮年の男。作中で数少ない常識人。二丁拳銃使い。鹵獲癖があり、上着の下には日露戦争の際にロシア将校から鹵獲した多数の銃（ナガンM1895）を纏い、登別温泉での都丹庵士戦以降は彼から奪ったスカーフを首に巻く。日露戦争の傷を癒やすため、陸軍の保養所のある登別温泉で療養している。
野良坊菜の生産地（東京近郊）の出身。家が貧乏という理由で帝国陸軍に入隊、日清戦争にも参加している。その際に同じく従軍していた弟を病気で亡くし、その死を自分が軍へ誘ったためであると後悔している。1901年頃、第一師団所属の軍曹で陸軍士官学校の候補生の指導をしていた。その頃に東京に出てきたばかりの杉元に出会っている。杉元を「ノラ坊」と呼び、品のある顔立ちの彼を花沢勇作の見合いの替え玉として使う事を思いつき、帝国ホテルへ見合いに行かせた。見合いの一件が終わり、別れ際「もう自分を許して前に進んだら？」と言う杉元に弟の姿を重ね、弟の遺品の軍帽を杉元に贈った。その後第七師団に異動を命じられ、鶴見の配下となり、函館での鯉登狂言誘拐やアイヌの金塊強奪事件の現場に立ち会う。
実は中央のスパイで、異動は鶴見の監視が目的であり、また金塊を入手したら鶴見を暗殺する指令を受けている。
有古 力松（ありこ りきまつ）
声 - 水中雅章
有古力松は和名であり、本名はイポㇷ゚テ（アイヌ語: ipoptep）。有古イポㇷ゚テと表記されることもある。
一等卒。北海道アイヌ。褐色の肌やポニーテール、顔を斜めに通る裂傷痕が特徴。登別温泉近くに自分のコタンがある。
日露戦争の2年前、青森で起こった八甲田雪中行軍遭難事件の遭難者遺体を捜索したアイヌ隊の一人で、日露戦争に参加した63人のアイヌのうちの一人でもある。帰属意識は低い。奉天会戦では塹壕に菊田と残された。戦後、菊田とともに登別温泉で療養している。
父親がアイヌ惨殺事件の被害者であることで土方に勧誘され、鶴見を裏切り刺青人皮を奪おうとするも気づかれる。鶴見に家族を人質に取られ、偽物と本物を混ぜた刺青人皮を土方の元に持って帰るように指示された。以降、二重スパイのような状態になっている。
尾形と土方陣営で再会した際、鶴見たちを裏切るとは意外だと言われ、有古も尾形が裏切るとは思わなかったという会話を交している。
和田 光示（わだ こうじ）
声 - 稲田徹 演 - 堀部圭亮
大尉。
上官として鶴見中尉の尻拭いをしてきたが、彼が旭川から大量の武器弾薬を持ち出し、部下を5人損失させたことを咎めるため、月島軍曹を伴って鶴見中尉のもとを訪れる。しかし、激昂した鶴見中尉に指を食い千切られ、月島軍曹に鶴見中尉の射殺を命じるが、逆に射殺される。遺体は、鶴見中尉の命で地面に埋められた。
玉井 芳蔵（たまい ほうぞう）
声 - 手塚ヒロミチ 演 - 山内圭哉
伍長。造反組の一人。
鶴見中尉の掲げる大きな理想に反発し、第七師団長・花沢幸次郎中将の息子である尾形と共に反旗を翻す。単独行動を取っていた尾形が山中で瀕死の重傷を負った姿で発見されると、野間・岡田・谷垣と共に犯人の捜索を開始。杉元とアシㇼパを発見し、彼らが二手に分かれると野間・岡田と共に杉元を追う。その後、杉元を追い詰め、追っていた男が「不死身の杉元」であり、彼が尾形に重傷を負わせた犯人であることに気づくが、杉元がヒグマの巣穴に飛び込んだ為、飛び起きたヒグマにより顔面を激しく損傷する。最期は、所持していた拳銃でヒグマを撃ち殺し、力尽きる。
亡くなる以前に、谷垣に対しても造反組に加わるよう説得していたが、失敗している。
野間 直明（のま なおあき）
声 - 田所陽向 演 - 青木健
一等卒。造反組の一人。左頬に、日露戦争で負った大きな傷跡がある。祖父は山で炭焼きの仕事をしており、ヒグマに殺されている。
尾形に瀕死の重傷を負わせた犯人を捜すため玉井伍長ら3人と行動し、杉元とアシㇼパを発見すると杉元を追跡して追い詰める。旅順の野戦病院で杉元の姿を見ていたことから、追っていた男が「不死身の杉元」であり、尾形に重傷を負わせた犯人であることに気づく。その直後、杉元がヒグマの巣穴に飛び込んだことで玉井伍長が重傷を負い、岡田一等卒が亡くなると、祖父から教わったヒグマの対処法を実践する。しかし、骨が分厚い頭部を撃ったことでヒグマを怒らせてしまい、銃剣を使って最期まで抵抗するも殺される。
岡田 文夫（おかだ ふみお）
声 - 笠間淳 演 - 成松修
一等卒。造反組の一人。
玉井伍長・野間一等卒と共に杉元を追跡し、これを追い詰める。しかし、ヒグマに襲われた玉井伍長の銃から発射された銃弾によって頭部を撃ち抜かれ、即死する。
小宮 幾太郎（こみや いくたろう）
声 - 綿貫竜之介 演 - 青柳尊哉
一等卒。
第七師団から脱走し鶴見中尉に捕まった二階堂浩平から造反組の仲間であると名指しされ、鶴見中尉に耳と鼻を削がれ粛清される。しかし、彼が本当に造反組だったかどうかは、作中では言及はされていない。
三島 剣之助（みしま けんのすけ）
声 - 石谷春貴 演 - 濱正悟
一等卒。
鶴見中尉の命令で病院から脱走した尾形を尾行するが、尾形が谷垣と戦闘の末に撃たれたため、谷垣の前に姿を現す。その後、谷垣に事情を話して鶴見中尉の下へ戻るよう勧めるが、弾が双眼鏡に当たったことで生きていた尾形に射殺される。
前山 一夫（まえやま かずお）
声 - 石狩勇気 演 - 松嶋健太
一等卒。
月島軍曹とともに江渡貝の剥製所に詰め、贋物の刺青人皮を製作する彼に発破をかけるが、月島軍曹が場を離れた隙に尾形の襲撃を受け、射殺される。
淀川 輝前（よどがわ てるちか）
声 - 木下浩之 演 - 石丸謙二郎
陸軍中佐。歩兵第27聯隊長。
日露戦争にて、作戦の欠陥を指摘した鶴見中尉の進言を何度も揉み消した結果、多数の死傷者が出てしまったため、戦後は鶴見中尉に逆らえなくなり彼の計画に協力している。また、日露戦争後に中佐だった他の聯隊長は次々と大佐へ昇進する中、自身は未だに中佐の聯隊長であることに焦っている。
旭川にある第七師団の本部に捕らわれた白石を救出するため犬童典獄に変装した鈴川聖弘と杉元がやってくると、鈴川から「戦争時に敵国の贋札をバラ撒き経済を混乱させる手段は非常に有効である」と吹き込まれると同時に昇進できていないことを指摘され、大きな手柄を得るために天才贋作犯の熊岸長庵と白石を交換しようとする。その後、駆け付けた鯉登少尉によって自身が騙されていたことを知ると激怒、鶴見中尉から殺さぬよう指示されていたにも関わらず、白石を射殺しようとする。その結果、杉元や白石を取り逃がしてしまう。

### 鶴見中尉の協力者
江渡貝 弥作（えどがい やさく）
声 - 内田雄馬 演 -古川雄輝
キャッチフレーズ - 夕張の服飾怪物
「江渡貝剥製所」代表の青年。奈良県出身で、剥製作りに適した環境を求め夕張に移住した。
母の歪んだ愛情を受けて育つ。母に作品を褒められたことは無く、唯一の理解者だった父は母に殺され、その父に似てきたとして母に去勢されている。心臓発作による母の死後も、その歪んだ愛情が人格の一部を占め、母の剥製を作製し、母の声の幻聴に行動を支配されている。動物の剥製制作の他、炭鉱事故で土葬された遺体を盗み、人肉剥製や人体部位を素材にした被服やガジェットを多数製作している。
鶴見中尉から墓荒しの容疑を受け一度は白を切るが、亡母を始めとする人間の剥製を鶴見に発見されてしまう。だが鶴見が軍服の下に纏った刺青人皮を見せたことで心を開き、また作品を褒められ才能を讃えられたことで、鶴見を激しく慕うようになる。鶴見に諭され、亡母の剥製を撃って支配から解放された後、偽の刺青人皮作製を依頼され、試行錯誤の末に6枚分の刺青人皮の贋物を完成させる。しかし動向を探っていた尾形の襲撃を受け、完成品を鶴見に届けるべく逃走し、炭鉱に逃げ込むも、発破をきっかけとしたガス爆発による落盤で身動きが取れなくなり、偽刺青人皮とその識別方法を教えるための鶴見への伝言を月島に託し、炭鉱内で死亡する。
有坂 成蔵（ありさか なりぞう）
声 - 島田敏 演 - 浅野和之
陸軍中将。作中における三十年式歩兵銃（有坂銃）・二十八珊米榴弾砲 を生んだ天才的銃器開発者。長年の兵器開発の影響で騒音性難聴となっており、内容にかかわらず大声で話す癖がある。
自らの発明品を賛美する鶴見に友好的で、部下の南部が設計した新型武器の三八式機関銃 や三八式歩兵銃などの銃器供給を度々行っている。また、鶴見から依頼されて、右足・右手を失った二階堂に仕込銃付きの義足や箸入りの義手を贈った。
鯉登 平二（こいと へいじ）
声 - 大川透
海軍少将。大湊要港部司令官。鯉登音之進の父。薩摩藩の出身で薩摩弁を話す。英雄。
親友の花沢中将の自刃を第七師団の責任とした中央（日本政府・陸軍省・海軍省の総称）へ強い不信を持っている。
日清戦争の黄海海戦において、松島に乗艦していた長男の平之丞を亡くして以降、次男の音之進との交流が減っていたが、誘拐事件をきっかけに親子関係が修復される。
鶴見中尉の要請で網走監獄の襲撃時に雷型駆逐艦を出したり、登別温泉では共に打たせ湯をするなど、陸軍・海軍の垣根を超えた交流がある。

### 網走監獄
周囲三方が山に一方が網走川に囲まれた日本一厳重な監獄。北海道網走という土地柄、冬場は多くの囚人が死亡するほど過酷な環境である。「のっぺら坊」を狙った第七師団の攻撃に備え、犬童が密かに集めた資金により、看守全員がモシン・ナガン小銃で武装し、マキシム機関銃を常備する。作中独自の設定として後年に建てられた五翼放射状平家舎房や教誨堂が既にある。五翼放射状平家舎房には囚徒700人以上が収監可能で、全体を見渡せる位置に六角形の中央見張り所がある。
犬童 四郎助（いぬどう しろすけ）
声 - 土師孝也 演 - 北村一輝
網走監獄典獄（監獄長）。土方からは、厳格で潔癖な規律の鬼でありながら土方を私情で幽閉する矛盾を持ち合わせていると評される。また武器購入の資金確保のため違法に囚人を硫黄山で働かせたり、偽ののっぺら坊を作るなど目的のためなら非人道的なことも厭わない。下戸。樺戸集治監典獄時代に薩摩弁を修得している。実兄を箱館戦争で亡くしたため土方に恨みを持っており、樺戸に収監された土方を秘密裏に幽閉していた。全てを奪った彼の瞳から光が失われた時に処刑しようと企み、自分が網走監獄に転属する際も土方を網走に移送した。
鶴見の網走監獄の襲撃では、教誨堂にて土方と交戦し敗北、土方の手によって断頭される。
人斬り用一郎の探索に元看守らを派遣。明治政府にツテがあり、用一郎が幕末に暗殺した要人の遺族らに声をかけ、複数の刺客が用一郎を狙っていた。
門倉 利運
土方一味の項の門倉 利運を参照。
宇佐美 時重
第七師団の項の宇佐美 時重を参照。

### 「のっぺら坊」と刺青の脱獄囚
「のっぺら坊」と呼ばれる男により、身体にアイヌの金塊の隠し場所に関する暗号が記された刺青を彫られた囚人たち。中には金塊に興味がなく、脱獄を目的として刺青を入れた者もいる。小樽へ向かうよう指示され、暗号を解くため、脱獄当初は全員が一緒に行動していたようだが、殺し合いが始まったことで、逃亡者が出て、散り散りになった。
脱獄囚は総勢24人いるとされ、最終回までに、下記の20人の他、第七師団に捕縛・殺害されたのち鶴見が刺青人皮として身につけている「33人を殺害した津山という囚人（津山 睦雄〈つやま むつお〉）」、「茨戸で刺青人皮として取引きされていた囚人〈宝井 哲夫（たからい てつお〉）」、「夕張の炭鉱事故で死亡した囚人（船橋 荘六〈ふなばし そうろく〉）」の存在のみ言及されている3人を含めた、計23人が登場。残りの1人は、脱獄囚ではなく看守部長であった門倉。
のっぺら坊（のっぺらぼう）
声 - 東地宏樹、相馬康一（偽のっぺら坊）
演 -  井浦新
網走監獄の「第弐拾四房」に収監されている死刑囚。本名は不明で、頭部全体を含む皮膚と顔面の耳や鼻が剥脱・欠損した異様な風貌のためこの名で呼ばれる。アイヌが秘密裏に蓄えていた金塊を、和人に抵抗する軍資金として持ち出した際にアイヌ7名を殺害・強奪したとされ、金塊を隠した後に、支笏湖で警察に捕まり網走監獄に収監。金塊の隠し場所を知ろうとした看守から片足の腱を切られ、行動の自由を奪われたため、監獄の外にいる仲間に金塊の隠し場所を伝えるべく、同房になった囚人らの身体に刺青を彫り「脱獄に成功した者には金塊の半分をやる」と脱獄を促した。しかし、彫られた刺青は分割された暗号になっており、皮を剥いで全て繋ぎ合わせなければ解読できないため、脱獄囚達は「刺青人皮」として最後には殺害される役回りである。目的が一致している土方に対してのみ、実際の埋蔵金は他囚人に語った量の千倍である2万貫（約75トン、2015年時換算で約8千億円）と告げた。
彼が金塊を託した相手が「小樽の小蝶辺明日子」、すなわちアシㇼパだったこともあり、キロランケが彼の正体はアシㇼパの実の父・ウイルクであると杉元一味に語り、それを確認するために一味は網走へ向かうことになった。一方で、インカㇻマッの占いではウイルクではないと出ていたが、網走に近づくにつれ占いの結果は変わってゆき、最終的に五分五分になっていく。土方は金塊強奪後の移動経路から、彼とその仲間は極東ロシアのパルチザンと推察している。
網走監獄典獄・犬童は、彼の身柄を確保し邪魔者を排除するため囮の偽物まで用意していた。本物の正体はウイルクだったが、網走監獄襲撃時に頭部などを狙撃され死亡した。遺体は、重傷を負った杉元とインカㇻマッと共に第七師団に回収された。

後藤 竹千代（ごとう たけちよ）
声 - 青山穣 演 - マキタスポーツ
殺人犯で、泥酔して妻子を刺殺した罪で服役していた。酒代稼ぎに少量の砂金を採っていた飲兵衛の男で、砂金が採れずに不貞腐れていた杉元へ、酔いに任せてアイヌの金塊に纏わる噂を語った翌日、話した内容に怖気づき杉元の口封じを試みるも失敗し、山へ逃亡するが羆に首の骨を折られて捕食され、羆を倒した後の杉元によって刺青人皮となる。網走監獄襲撃後は、杉元と結託することになった第七師団へ渡った。
笹原 勘次郎（ささはら かんじろう） 
声 - 山本兼平 演 - 島津健太郎
刺青の脱獄囚の一人。罪状は不明。小樽にて、刺青の囚人に関する聞き込みを行っていた杉元らを見つけ後を追うが、逆に彼らが仕掛けた罠に捕らえられた。囚人が脱走中に殺し合いとなり、散り散りになったことと、刺青を彫った人物が「のっぺら坊」であることを杉元に伝えた瞬間に尾形に射殺され、杉元によって刺青人皮となる。白石は刺青人皮を見ても彼の存在を知らず、「ただの雑魚だろう」と言った。網走監獄襲撃後は、杉元と結託することになった第七師団へ渡った。
白石 由竹
杉元一味の項の白石 由竹を参照。
土方 歳三
土方一味の項の土方 歳三を参照。
牛山 辰馬
土方一味の項の牛山 辰馬を参照。
二瓶 鉄造（にへい てつぞう）
声 - 大塚明夫 演 - 藤本隆宏
多弁にして豪放磊落、単独で過去200頭超の羆を屠り、入山先の羆を全て仕留めると謳われ、同業者界隈から「冬眠中の羆も魘される悪夢の熊撃ち」と名が通り恐れられている初老の猟師。猟の伴としてアイヌ犬のリュウを連れ、日清戦争で戦死した一人息子の形見で銃床に7つの傷の入った旧式の十八年式単発銃を愛用する。口癖は「勃起！！」。
知力と体力を駆使して動物・人間問わず獲物を狩る興奮に執着する。自身を山で生きる獣同様に考えており、「殺すか殺されるか」の覚悟を決めた一発勝負を羆に挑むべく、単発銃ながら予備弾を用いない信念を持つ。10年以上前に道東アイヌのキラウㇱと共に羆を狩ったことがあり、彼から「この山の熊がすべていなくなるかと思った」と言われるほど、その腕前を賞賛されていた。恐れ知らずのように見えてたびたび「女は怖い」と語る。妻と15人の子供がいるが絶縁状態である。なお戦死した一人息子以外の14人は娘である。
数年前、猟師を銃殺し獲物を横取りしては金を稼いでいた輩3名に物陰から狙われ、憤慨して殺害したため網走監獄に収監された。金塊の在処には頓着無く、狩りの果てに山で命尽き、その身が獣に喰われ排泄物と化す終の生き方を率先すべく、刺青を入れて脱獄に加わる。山中、行き倒れていた谷垣を救助した際、既に絶滅したと思われていたエゾオオカミの存在を知って猟師魂が猛り、最後の血脈に留めを刺し途絶えさせた猟師としての偉勲を立てるべく全てを賭して獲物を追うが、勝利を確信した直後、背後から現れた雌のエゾオオカミに首を噛み切られ致命傷を負う。狩りは未遂に終わるも、充実した己の有様に満足しつつ息絶えた。その後、杉元の手により刺青人皮となる。網走監獄襲撃後は、杉元と結託することになった第七師団へ渡った。
辺見 和雄（へんみ かずお）
声 - 関俊彦 演 - 萩原聖人
連続殺人犯。一見温厚な性格の漁師の成人男性だが、その本性は100人以上を殺害してきた快楽殺人者。子供のころに弟が巨大な猪に襲われて喰い殺される様を目撃して以降、必死の抵抗に命の煌めきを感じ、また同時に虚しく死にゆく人の虚ろな目と姿に欲情と憧憬を抱いている。
弟のような死に様を求めて殺人衝動に駆られ、また自身を殺してくれる圧倒的な強者を見つけるべく犯行を重ねながら各地を放浪。脱獄後は鰊番屋で寝起きし鰊漁に従事する季節労働者である「ヤン衆」として潜伏しつつ、治安組織から追跡されるよう刺殺体にわざと痕跡を残していた。
鰊漁出航時にクジラの激突で船から転落、溺死寸前のところを杉元に救助されたが、同房だった白石が別行動中だったため刺青の脱獄囚とは気づかれなかった。出征経験のある杉元の人を殺めることへの覚悟に共感し、この人に殺されたいと理想の死を遂げるべく杉元の襲撃を決意する。
自身を追ってきた第七師団から杉元を匿おうと手引し師団兵を殺害するが、反撃を受け被弾。その身を案ずる杉元に手を取られ浜辺を逃走中、鉢合わせした白石に正体を暴露されると背後から杉元を強襲。すぐさま反撃した杉元にトドメを刺されるその瞬間、突如現れたシャチに攫われ、想像を超えた本懐を遂げる煌きの中で嬲られながらも歓喜の声を上げ昇天する。その遺体は杉元に回収され刺青人皮となる。網走監獄襲撃後は、杉元と結託することになった第七師団へ渡った。
家永 カノ
土方一味の項の家永 カノを参照。
若山 輝一郎（わかやま きいちろう）
声 - 銀河万丈 演 - 渋川清彦
ヤクザの親分で博徒。逆手に握った仕込み刀の一閃で並居る商売敵を斬り伏せ伸し上がったほどの剣客でもある。上半身には倶利伽羅紋々があるため、他の脱獄囚と違い、暗号の刺青は下半身に彫られている。
脱獄後、すぐに宝井を殺して刺青人皮を1枚手に入れていたが、上工地が自身の入墨を判別不可能に書き換えていることを知ると、日泥の賭場で大負けした際に借金のかたとして刺青人皮を手放す。また、房太郎が自身の命を狙うと、入墨の暗号は解けないことを教える。茨戸で賭場争いが起こると、日泥一家の支援に子分を送り込みつつ、自身は若い男娼と共に家永の営む札幌世界ホテルに滞在した後、日高の牧場で馬を買い、苫小牧競馬場で八百長を命じる。しかし、代役騎手のキロランケが八百長の指示を無視したため大損、キロランケを追い日高の空き家で一服していたところ、赤毛羆に追われるキロランケたちと遭遇する。即興で家主に成りすますも、若山の男娼買いに気分を害していた部下・仲沢の当て付けにより企てが破綻する。3頭の赤毛羆に包囲され撃退可能な装備を失った窮地の中、杉元らとの丁半博打で負けた若山が屋外に落ちている銃弾を回収したが、土饅頭となり餌にされかかるも逃れて機関銃を携え再登場、最期は羆に襲われた仲沢を助けるため深手を負いながらも羆を討ち斃した末、仲沢と手を握り合いながら死亡した。見届けた杉元の手で刺青人皮となる。網走監獄襲撃後は、杉元と結託することになった第七師団へ渡った。
鈴川 聖弘（すずかわ きよひろ）
声 - 楠大典 演 - 山路和弘
老齢の詐欺師で、変装の達人。身体能力が低いため当初は雑魚と思われていたが、事前の周到な下準備と相手の心理を突いた巧みな話術で相手を信用させる能力を持ち、杉元たちを感心させた。アメリカ軍大佐になりすまし、富裕層の女性に対する幾つもの結婚詐欺の咎で服役していた。薩摩弁を習得している。
脱獄後、政府の高官に扮して樺戸集治監を訪れ、内部から多くの囚人の脱獄の手引きをした。その後、樺戸近くのアイヌのコタンを襲い男を全員殺害、女は脅して妻役とし、コタンを乗っ取って熊岸に偽札作りを命じていた（偽アイヌ村事件）。自身は「村長・レタンノ エカシ」を名乗り、他のアイヌに扮した囚人らと共に、訪れる旅人の寝込みを襲い殺害していたが、杉元らとの乱戦で捕縛される。
その後、第七師団に捕えられた白石奪還への協力を命じられ、網走監獄の典獄である犬童に扮し、杉元と共に旭川の司令部に向かう。熊岸長庵と白石の交換を持ち掛け、淀川中佐を騙す寸前まで行くも、鶴見の命を受けて駆けつけた鯉登少尉に見破られ射殺される。死後、彼の刺青人皮は第七師団の手に渡る。
坂本 慶一郎（さかもと けいいちろう）
声 - 山寺宏一
「稲妻強盗」と呼ばれる連続強盗犯。象皮のような足裏を持ち、韋駄天のごとき健脚で、素足で一日に約200キロも走り続け逃げ切ったとされる。
一度は樺戸に収監されたが脱走、途中で同じく強盗の蝮のお銀と出会い、夫婦になった。二人で銀行や郵便局を襲うことで、夫婦は反権力の象徴として世間の注目を集める。網走からの脱走後にお銀と再会すると、小樽にて土方の部下を従え賭場を襲撃、刺青人皮を手に入れようとするが、第七師団に建物ごとを包囲される。自らを囮に夫婦で脱出を果たすが、鯉登の追跡を振り切ることができず、鶴見に機関銃で射殺された。刺青人皮は第七師団の手に渡る。
モデルは、明治時代の強盗犯、坂本慶次郎。
姉畑 支遁（あねはた しとん）
声 - 堀秀行
学者。北海道の動植物を調査する傍ら野生動物と獣姦したり、穴が開いた樹木でオナニーを行う歪んだ性嗜好の持ち主。動物を愛していながらも、獣姦した後の動物を殺すなど身勝手な一面を持つ。
各地で家畜を殺し回り、見つけた牧場主に大怪我を負わせた罪で服役していた。脱獄後は、羆を誘き出すべく北海道東部のアイヌにとってカムイであるエゾシカを穢し惨殺したため追われる身となる。偶然出会った谷垣らが油断したところで彼の村田銃を奪い、カムイを穢す犯人に仕立て上げた。釧路の大湿原で3日彷徨いようやく羆を見つけ、獣姦を成し遂げるも過度な興奮により腹上死、杉元の手で刺青人皮となる。網走監獄襲撃後は、杉元と結託することになった第七師団へ渡った。
都丹 庵士
土方一味の項の都丹 庵士を参照。
岩息 舞治（がんそく まいはる）
声 - 三宅健太
格闘家。坊主頭で大きな瞳を持ち、眼鏡をかけ、日本人離れした屈強な肉体をもつ巨漢。殴ることを自己表現と考えており、人生の大半を監獄で過ごす。網走監獄でまともに戦える相手は牛山ぐらいで、殴り合いだけなら勝ったこともあると語る。また殴られても「良い良い良いッ」「全員同時に（殴って）来て欲しい」「もっとォ」と叫ぶなど、殴られることをむしろ喜んでいる節もある。
収監された詳しい経緯は不明だが、暴力沙汰が原因と思われる描写がある。アイヌの金塊には興味がなく、脱獄後は海を渡り南樺太に逃亡し、現地で賭け格闘技のスチェンカを始めた。アシㇼパを追って樺太へ渡った杉元・鯉登らとスチェンカで闘うが和解。刺青人皮を写させた後、金塊を狙う者の手の届かない大陸の西方面へ向かう道中、ソフィアと出会う。
土井 新蔵（どい しんぞう）
声 - 清川元夢、小野大輔（若年期）
かつて幕末の京都などで活躍していた人斬り。名前は偽名で、幕末の頃は人斬り用一郎（よういちろう）として恐れられていた。そのため、暗殺した人物の親族などから仇として常に命を狙われている。収監の経緯は不明だが、勤皇派の「先生」が唱える身分差別のない理想の国を作るために汚れ仕事を請け負っていたが、その先生から切り捨てられ、捕縛されたと思しき描写がある。公式ファンブックでは土佐国出身。
30年ほど前に根室のコタンに流れ着きアイヌの女性と出会って結婚し、人としての生活を取り戻したが、8年前、土井に恨みを持つ者に妻が人質として囚われたため、犯人を斬り殺して網走監獄に入った。妻の命が長くないことを知って脱獄し、妻の最期を看取った後はすっかり老いさらばえ、ヤン衆の中などでひっそりと暮らしていた。失禁や幻覚など、認知症のような行動が見られるものの、剣客としての腕前は今なお健在。
エトピリカを手掛かりに釧路から追いかけてきた土方と相対し敗北。大傷を負うが、「楽にする」という土方からの斬首の申し出を断り、絶命。妻の死を看取れたことに満足している。好物はチタタㇷ゚。
関谷 輪一郎（せきや わいちろう）
声 - 加瀬康之
阿寒湖近くに潜伏している元家畜獣医。戦闘力はないが狡猾であり、網走監獄収監までにストリキニーネ、青酸カリ、ヒ素、フグ毒などを使って30人の殺人を犯したと話す。刑期中も囚人を毒殺し、若山と同房だったこともある。
過去に日曜日に教会に通う道中、幼い娘を落雷事故で亡くし自分は生き残ったことから、神の存在を試すようになり、その毒殺は運次第で生き残れるロシアンルーレットのような形をとる。
土方・牛山・門倉に毒を飲ませることに成功するが、土方は若い頃に薬売りしていた時の知識を活かしトリカブトとフグ毒の拮抗作用を利用して生還。虚を突いた土方に致命傷に負わせられるも、その様を見て「神はいた」「ようやく自分に裁きを与えた」と満足して死んでいった。
松田 平太（まつだ へいた）
声 - 石田彰
砂金採りの名人で、ぎょろ目の小柄な男性。万年筆のペン先の材料としてにわかに価格が高騰していた砂白金を獲って1日50円を稼いだこともある。杉元に命を救われたことで砂金採りのコツを教える。アイヌの煙草入れとヒグマの毛皮を持ち歩いている。杉元達からは「平太師匠」と呼ばれる。
実は網走監獄に収監されていた死刑囚の一人。多重人格者で、自身のほか、父親（声 - 古賀明）、兄・嵩（声 - 落合福嗣）、次兄・次郎（声 - 藤井隼）、姉・ノリ子（声 - 中原麻衣）の家族四人分と、ウェンカムイ（人喰いのヒグマ）の5つの人格を持ち合わせており、「道東のヒグマ男」と言われて恐れられていた。ウェンカムイ状態にトランスすると元の人格は失われ、人体を食いちぎり、杉元を容易に投げ飛ばす程の怪力を発揮して襲い掛かる。その人格からカニバリズムも行う。
少年時代から砂金採りをしていたが、自身の家族はその金を浪費しその日暮らしをしていた。欲深い家族に罰を与えたいという思いから、ヒグマの習性を利用してヒグマの食い残しを自宅まで持ち帰り、家族は羆害に遭い死亡、自身だけ生き残った。
幼い頃に聞いたウェンカムイの話について誤った解釈をしており、「人間を罰する悪い神様」だと思っている。成人してもその考えは変わらず、ずっとウェンカムイの妄想に取り憑かれている。上記のように脳内には殺された家族がおり、常に一緒に行動していると思い込んでいる。脳内で家族が一人一人熊に殺され、最後に自分自身が殺されて「ウェンカムイ」の人格に成り替わり、罪のない人間を食い殺し、肉が爆散して元の自身に戻るのだと収監中に門倉に語っていた。
杉元一行と砂金探しをしていたが、アシㇼパに看破された事で、ウェンカムイの人格となり杉元を攻撃。しかし、揉み合っている際に元の人格へ戻り、アマッポ（アイヌの狩猟の仕掛け弓矢）の紐を自ら引いて撃たれ、死に際に「あいつに勝った」と言って自身の生い立ちを語り、杉元達に感謝しながら息を引き取った。
大沢 房太郎
独立勢力の項の大沢 房太郎を参照。
上エ地 圭二（うえじ けいじ）
声 - 檜山修之
道化師。顔含めた全身にお手製の刺青をしている。三つ編み。男児の殺害願望を持つ。相手の残念がる顔が見たいが為に常習的に嘘をつく。父親は箱館戦争で武功を挙げた新政府軍の軍人。金塊には興味がなく、自らの入墨を判別不可能に上書きしており、それを争奪戦の真っ只中で明らかにすることで失望を誘おうとするが、その頃には杉元・鶴見・土方らは必ずしもすべての囚人の刺青人皮が必要ではないことがわかっており、まるで興味を持たれなかった。思い通りに事が運ばなかったことに癇癪を起こした直後に煙突から足を滑らせ、窓に写った自らの残念がる顔を見て狂喜しながら頭を打ちつけて死亡した。
マイケル・オストログ
声 - 三上哲
日本における外国人初の死刑囚。カール髭の50代くらいの見た目の白人男性。国籍不明で片言の日本語を話す。下腹部から性器にかけて生まれつき痣がある。貿易船で密入国を果たし横浜で娼婦を多数殺害し網走に収監された。その正体はジャック・ザ・リッパー。自身を聖母マリアにおけるイエス・キリストのように処女から生まれた神の子だとし、脱獄後、札幌にて自身の道理から外れる娼婦を断罪の意味を込めて殺害し現場で聖なる水・精液を残し清めるという連続殺人を行っていた。実際には自身が娼婦の息子というコンプレックスであった。赤子の時、寺院に拾われている。
鶴見・土方の両勢力から狙われることとなり、逃れる最中にアシㇼパを見つけて襲うが、交戦中に現れた杉元に銃剣で腹を割かれて内臓を引き出されたまま窓から蹴り落とされ、落下場所に居た牛山に頭部を粉砕された。
なお、マイケル・オストログは、ジャック・ザ・リッパーの容疑者の一人として取り沙汰された実在の人物の名前である。

### 刺青の脱獄囚の関係者
渋川 善次郎（しぶかわ ぜんじろう）
声 - 新垣樽助
最近になって樺戸集治監を出所した盗賊団の頭。土方、白石、熊岸とは集治監内で面識があり、土方に関しては樺戸にいた頃から本性を見抜いていたと語る。
手下を集めて小樽に潜伏していたところ、その情報を掴んだ土方一味を来訪され、仲間に加わるよう頼まれる。しかし、交換条件として土方の刺青人皮を要求したために交渉は決裂。土方一味の殺害を命じるも直後に土方に射殺され、手下も一人残らず殲滅させられた。
仲沢 達弥（なかざわ たつや）
声 - 田中秀幸 演 - 木村知貴
若山の子分で、男色の相手でもある凄腕の壺振り。親分・若山に同行し一服していた空き家にて杉元らと遭遇、即興で家主に成りすますも、若山が自分を差し置いて男娼を買ったことに憤慨しており、彼の企みを当て付けで破綻させる。羆の襲撃から逃れ、杉元らと共にダンのフォード・モデルTに乗り込んで空き家を脱出するも、走行中の車から落下した若山の仕込み杖を取ろうとした際に車外に転落し、羆の餌食になる寸前の仲沢を「姫」と呼んで救出せんと立ち向かった若山共々致命傷を受け、手を握り合いながら死亡する。
熊岸 長庵（くまぎし ちょうあん）
声 - 古川登志夫 演 - 徳井優
偽札犯で贋作師。元画家。女性の美醜に関する感受性に一般の感覚と乖離がある。
絵画だけでは稼げず、高級絵画の贋作や紙幣偽造などを手がけ、無期徒刑で樺戸集治監に収監される。樺戸集治監に収監されていた白石とは旧知の仲で、家永とも面識のあるような描写がある。白石に頼まれ、春画としてシスター宮沢の描いたことから、白石が「脱獄王」と呼ばれる原因を作ってしまう。
鈴川の集団脱走計画に加わって逃亡すると、他の脱獄囚らが乗っ取ったアイヌ村で偽札製造を任される。贋作師という性質から、土方・杉元一味は偽刺青人皮の判別ができることを期待して彼を探しており、村で捕まったアシㇼパの監視役が彼に任されたことで偶然発見される。しかし程なくして村の異常に気づいた杉元らの乱戦の最中、脱獄仲間が誤って放った毒矢が腹に当たり対処不能の致命傷を負う。苦しみ悶える中、剥製屋の江渡貝について「自分と同じく、贋作には真作を超えたいがための拘りがあるはず」ということを伝えて息を引き取る。
蝮のお銀（まむしのおぎん）
声 - 三石琴乃
坂本慶一郎の妻であり、女盗賊。千枚通しを使い、幾人もの旅人を殺害して金品を強奪する。右肩から腹部にかけて蝮の刺青を施している。
夫婦で、北海道各地の銀行や郵便局を襲撃する。小樽で夫の坂本や夏太郎らと共に賭場を襲撃、刺青人皮を手に入れようとするが、第七師団に包囲される。坂本と一緒に脱出を図るが、目の前で坂本は鶴見により銃撃される。鶴見の殺害を試みたところを鯉登によって斬首されるも、頭のみで鶴見の靴に噛み付く執念を見せた。荷物の中に隠されていた夫婦の赤子は鶴見の計らいにより、養育費と共にアシㇼパのフチに預けられている。
モデルは江戸時代から明治初期に活動した伝説の人物「蝮のお銀」。また、実在の強盗犯・坂本慶次郎の妻は作中の蝮のお銀と同じ殺害方法を用いた。
権堂 公二郎（ごんどう こうじろう）
声 - 荒井勇樹
大沢房太郎の部下の一人。
網走監獄から樺戸監獄へ輸送中、房太郎の手引きで数名の部下たちと共に脱走する。その後は房太郎と共にアイヌの村々を回って金塊の隠し場所を知る人物を捜索する。活動資金を稼ぐために船を襲った際、杉元一行と遭遇して戦闘となり、石狩川に投げ出された後、船の外輪に巻き込まれて死亡する。

### パルチザン
ソフィア・ゴールデンハンド（ロシア語: София Золотая Рука）
声 - 斉藤貴美子、湯屋敦子（若い頃）
パルチザンのリーダー。前歯がすきっ歯の大柄な年配の女性。義賊でもあり、法廷でつけられた「黄金の手（ゴールデンハンド） 」の愛称で呼ばれ、その豪胆さに心酔した男たちも多い。剛腕の持ち主でもあり、拳のみで戦う事が多い。
ウイルクやキロランケが実行犯だったアレクサンドル2世暗殺事件の首謀者だが、証拠がないため処刑されておらず、アレクサンドロフスカヤ監獄（通称・亜港監獄）に収監されている。
元はロシア貴族出身で、ロシア語のほかフランス語と片言の日本語を喋る。若い頃の容姿は現在とは似ても似つかぬ細身の美女であった。
ウイルク
過去に関わる人々の項のウイルクを参照。
キロランケ
独立勢力の項のキロランケを参照。
マンスール（ロシア語: Мансур）
ソフィアの仲間の1人にして砲撃手。
アイヌの隠した金塊を手に入れるため、ソフィアや仲間たちと共に北海道に乗り込み、杉元たちに協力する。五稜郭にて、金塊を狙う第七師団との壮絶な戦闘が開始されると、キラウシや門倉とともに函館山へ向かい、艦砲射撃を行う敵の駆逐艦を箱館戦争時に回天丸の主砲として使われていた旧式の大砲で撃破するという大殊勲を挙げる。しかし、沈みゆく駆逐艦からの反撃の砲弾によって片手を失う重傷を負い、戦線離脱した。
10年後、キラウシや門倉とともにアメリカへ渡り、サイレント西部劇を撮影するも大コケした。

### 旅で出会った人々

#### 北海道アイヌ
ススポ（アイヌ語: Susupo）
声 - 一城みゆ希 演 - 大方斐紗子
アシㇼパの母方の祖母でアイヌの老女。19歳の頃からイコインカㇻマッ（取り上げ女、産婆の意）をしている。アシㇼパからはフチ（おばあちゃん）と呼ばれている。口の周囲に彫った刺青も大きく、コタン一番の実力者で、親族でない谷垣やチカパシからもフチと呼ばれ慕われる。アイヌ語話者で日本語は判らないため、孫たちの通訳を介して和人と会話する。孫娘のアシㇼパを自分の宝と思っている一方で、アイヌの女としての嗜みを身につけようとせず、狩猟に精を出している様を嘆き将来を心配している。
孫娘が初めて客人を連れて来たことを喜び、快く和人を迎え入れ、矢毒で息も絶え絶えの谷垣を手厚く看病するなど、人情に厚い性格。アイヌ人としての伝統と因習を重んじているため、大事な孫娘に凶事が振りかかるという占いを信じ込み、床に伏してしまうが、アシㇼパを無事に連れて帰ってくると約束を告げた谷垣に涙し、カムイの加護を捧げ見送る。その後に、鶴見によって捨て子の形で坂本とお銀の子を託され、大切に育てている。
北海道各地のコタンに多くの兄弟姉妹や親族がおり、杉元一味の旅の助けとなっている。
ススポの意味は、「柳の花穂」を意味する。
オソマ（アイヌ語: Osoma）
声 - 朝井彩加 演 - 永尾柚乃
アシㇼパの従妹。父であるマカナックル似の少女。アイヌ独特の命名法に沿い、病魔除けの幼名として「オソマ（糞）」という汚い言葉を命名されている。和人の耳に興味津々で日がな一日遊戯に明け暮れ、谷垣に懐き常に付き添い、幼い身ながら窮地に助力、谷垣出立時には未完成ながらも自作のテクンペ（手甲）を手渡し涙ぐんで見送った。
マカナックル（アイヌ語: Makanakkuru）
声 - 斧アツシ 演 - 秋辺デポ
アシㇼパの母方の叔父でオソマの父。アシㇼパからはアチャポ（叔父さん）と呼ばれている。和人相手に商売をしているため、日本語の読み書きができる。杉元のことは賢い姪のアシㇼパが懐いていることから一応の信頼を寄せている。先祖のアイヌらが集めた砂金の存在を知っており、川からの恵みを尊んで川を汚さないようにしてきたアイヌの生き方から外れていたものであることから「呪われたもの」と評している。実写版では大叔父に変更されている。
 イカリポポ
声 - 所河ひとみ
有古力松の母。
カルルス温泉で見た妙な柄の服を着た怪しい人物を探す息子に、見たのは刺青だと教える。
リヤㇷ゚イぺ
声 - 前田弘喜
キムㇱプの弟。
金塊が最初に隠された場所を知っており、大沢房太郎に大量の米俵を積まれると、その場所を教える。

#### 樺太アイヌ
エノノカ（アイヌ語: Enonoka）
声 - 市ノ瀬加那
樺太アイヌの少女。名前の意味は「フレップ（コケモモ）」、フレップをたくさん食べてすべて吐いたことに由来する。チカパシと同じ齢だが、しっかり者で物怖じしない性格。日本語も達者な上、そろばんが使える。
祖父と共に犬橇で大泊（現在のコルサコフ）へ行商に来ていたが、帰り道で犬橇から落ちるも祖父に気づかれず置いて行かれてしまい、一人で森を抜けようとしていたところを「見慣れないアイヌの少女」を追う杉元たちに助けられた。チカパシと仲良くなり、よく行動を共にするようになる。
ヨーヤンケ（アイヌ語: Yoyanke）
声 - 杉崎亮
犬橇の所有者。孫娘のエノノカからはヘンケ（おじいちゃん）と呼ばれている。アイヌ語話者で日本語が判らず、また耳が遠い。
行商からの帰路、孫娘が橇から落ちたことに気づかなかったものの、エノノカが杉元たちに助けられた後に合流し、杉元たちをコタンへ案内した。鯉登の意向で犬橇の操者として彼に雇われ、エノノカと共に杉元たちのアシㇼパ追跡行に同行することになる。
ヨーヤンケの意味は、「冗談を言う」である。

#### 北海道で出会った人々
妓夫太郎（ぎゅうたろう）
声 - 山本格 演 - ボブ鈴木
小樽の売春宿の呼び込み。遊女街の出身で、喧嘩っ早いが遊女に手を上げる者は許さず、彼女たちのために体を張る。アイヌに対しては差別意識がある。
小樽で聞き込みをしていたアシㇼパを見下す発言をし、杉元の怒りを買う。その後、牛山によって遊女が大怪我をさせられると、杉元にこの情報を教え、犯人を見つけてほしいと頼む。白石を追跡する牛山と遭遇すると、遊女の仇を取るため殴り掛かるが、一瞬で跳ね飛ばされる。
武之助（たけのすけ）
声 - 相馬康一
渋川善次郎の手下の一人。
来訪した土方一味に対し、真っ先に襲い掛かる。しかし、牛山によって投げられ、天井に突き刺さって絶命する。
トーマス（英語: Thomas）
声 - 梅津秀行 演 - ドン ジョンソン
武器商人。港町で鶴見と月島に武器を引き渡す。その際、鶴見が金塊を得て武器工場を作った暁には、質の良い日本製武器を買い付けてヨーロッパ などに売ると話す。
山本（やまもと）
声 - 柳田淳一
「山本理髪店」店主。茨戸の宿場町に店を構える。
業務の傍ら町の情勢を教える一市民であったが、永倉の強要により抗争の取り引きの片棒を担ぐハメになる。しかし、無事生き残る。
日泥 保（ひどろ たもつ）
声 - 飛田展男
茨戸で賭場を開帳していた小規模な鰊場の親方で、婿養子。立場上、妻に頭が上がらない、うだつの上がらない男。一番子分であった久寿田との抗争の最中、妻に自分が実は子供のできない身体であることを明かされ、息子の出自について謀られていたことを知って逆上する。これにより、こまざらいで妻を滅多打ちにして殺した挙句、血が繋がっていない事を知っていた息子に対しても蔑んだ末に銃を向けるが、尾形により射殺された。
日泥保の妻
声 - 橘U子
日泥一味を実質的に取り仕切る女将で、冷酷非情な業突く張りの守銭奴。馬吉との取引に応じた振りをして、夫や息子を含めた一同を欺くが、放火された番屋に隠していた刺青人皮を運び出そうとする場で新平の真実を暴露、逆上した夫により滅多打ちにされ殺される。
日泥 新平（ひどろ しんぺい）
声 - 上田燿司
日泥保の息子だが血の繋がりはない。当初は悪ぶっていたが、実際は意気地の無い小心者で、本人もそれを自覚している。
父の妾・千代子との間に子供ができた。抗争勃発に怖気づき、愛する者達のため身の丈にあった未来図を描く。抗争終結後、新天地で一からやり直すため、千代子と共に茨戸を後にする。
千代子（ちよこ）
声 - 大地葉
日泥保の妾。
妊娠しているが、実は日泥保には子種が無く、その息子・新平との間の子である。馬吉一味に人質として利用されそうになるが、この計画を逆手に取った土方・永倉によって匿われ、抗争の様子を山本理髪店から見守る。抗争終結後、新平と共に茨戸を後にする。
久寿田 馬吉（くすだ うまきち）
声 - 高木渉
大きな離れた黒目をはじめ、名前の通りの馬のような顔が特徴。元は日泥保の一番の子分であったが、日泥が賭場を息子の新平に譲ってしまったことに激怒し、近所に新たな賭場を開き対立する。抗争の際、永倉の手により子飼いの警官隊共々斬り伏せられる。
江尻 又助（えじり またすけ）
声 - 武虎
茨戸分署の警察署長。ケツアゴが特徴で、尾形からは「ケツアゴ署長」と呼ばれる。茨戸の抗争を揉み消してきたが、あるときから突然馬吉に肩入れするようになる。しかし、札幌本署に贈賄する日泥には手を出せず、抗争前に手下を増やそうとする。日泥が持つ刺青人皮を狙うが、土方に撃たれ死亡する。
エディー・ダン（英語: Eddie Dun）
声 - 金尾哲夫 演 - モーリー・ロバートソン
来日25年になるアメリカ人牧場経営者で、希少な物品の蒐集が趣味。不心得者からアイヌ伝来の花嫁衣装を買い取り、買い戻しに来たアシㇼパらに元の買値の数倍にもなる売値を提示した。一触即発の事態となったが、牧場経営を脅かす赤毛羆の出没に頭を痛めていたため、その駆除を条件に取り引きに応じる。杉元らが羆を退治したことで約束の品物を引き渡すと共に、羆退治の際に弓を壊してしまったアシㇼパに代わりの弓を贈る。さらに、和彫りとは違った刺青の存在が夕張にあるという情報を一味に伝える。「友人のフォード君」から貰った試作品のフォード・モデルTを所有。
大島 又輔（おおしま またすけ）
樺戸集治監四代典獄。
樺戸に来た永倉と家永に、熊岸が脱獄しようとして射殺されたことを告げる。しかし、実際には熊岸は鈴川の手引きで脱獄に成功しており、処分を免れるため脱獄を隠蔽し、囚人らは死んだことにしていた。
青原（あおはら）
詐欺師。超能力者・三船千鶴子の義兄。
千鶴子の能力を金儲けのタネにしようとするが、自身はその能力を全く信じていない。
千鶴子に逃げられ困っていた際、占いをするインカラマッを見つけて替え玉とする。その後、インカラマッによって詐欺を働いていたことがばらされたため彼女を殺そうとするが、駆けつけた谷垣とチカパシによって返り討ちに遭う。
三船 千鶴子（みふね ちづこ）
超能力者。かつて熊本の炭鉱会社の依頼で万田炭鉱を発見した。自分の能力を金儲けのタネにしようとする青原の詐欺の片棒を担ぐ罪悪感から、彼の許を脱走していた。インカㇻマッに「東に向かえば追っている男に殺される」と忠告する。
亀蔵（かめぞう）
元は茨戸の日泥一味の若衆。日泥組の袢纏を着ている。
夏太郎と共に土方の手下となる。東松屋商店で行われている賭場に刺青人皮が持ち込まれたとの噂を聞き、夏太郎と共に寝込み強盗を画策。同じ目的を持つ坂本慶一郎と蝮のお銀と手を組んで東松屋商店に押し入るが、第七師団の罠に嵌って戦闘に巻き込まれ、慶一郎に銃弾の盾にされて死亡する。
石川 啄木（いしかわ たくぼく）
声 - 鳥海浩輔
実在した人物。本作では史実と少し異なる時期に釧路新聞社の遊軍記者となっている。酒色を好み、白石とは馬が合う。
土方から写真付き新聞記事で世論を動かすための依頼を受ける。札幌で切り裂きジャックを模倣したと思われる連続殺人事件が発生すると、小遣いを得るため土方一味に情報を提供する。また、犯人が切り裂きジャック本人であることを見抜き、ホワイトチャペルの犯行現場と札幌の地図を比較し、最後の犯行場所を札幌麦酒工場と特定する。
田本 研造（たもと けんぞう）
声 - 津田英三
実在した人物。かつて土方の写真を撮った。彼からの依頼により杉元・土方一味の写真を撮影する。
チヨタロウ
声 - 小林由美子
釧路の炭鉱会社のボンボン。幼年ながらも自らの町を守りたい思いがある。函館で異人の踊りを見たことがあり、ゲロリ（下駄スケート）を履いて氷上で舞う。
村の子供たちからいじめられ、木に縛り付けられていたところを、関谷のチョウセンアサガオの毒に侵され意識障害のまま彷徨っていた牛山に助けられる。モモの乾物で牛山を手懐け「怪人オベンチョ」と名付けるも、いじめっ子を攻撃させた際に牛山の凶暴を目の当たりにしたため、彼は危険すぎる兵器であると認識。勇気を振り絞って抹殺を決意し、操って湖に落下させた。その後は、牛山の影響によりいじめられなくなった。
野沢 仁平次（のざわ にへいじ）
声 - 小山力也
郵便配達人。郵便配達歴35年のベテラン。当時の郵便配達人は拳銃で武装していたが、本人は一度も発砲したことがない。
蒸気船に乗っている際、海賊房太郎の襲撃に遭う。この際、初めて銃を発砲したことに加え、ヴァシリが倒した敵を自身の手柄だと勘違いしたことでタガが外れ、無闇に銃を連射する。その後、アシㇼパに蹴られ、船から石狩川へと落とされる。

#### 樺太で出会った人々
長吉（ちょうきち）
声 - 田村睦心
ヤマダ一座の軽業師の少年。ヤマダ一座が面倒を見ている孤児の一人たが、窃盗癖がある。
岩息の刺青人皮が入った杉元の背嚢を置き引きし、軽業師の技術を駆使して逃走するも鯉登の追跡を振り切ることが出来なかったことから、鯉登に軽業の才能があると最初に見抜く。これにより、杉元一行に公演への出演を提案する。
山田（やまだ）
声 - 辻親八
杉元らが南樺太で会った曲馬団「ヤマダ一座」の座長。実は元陸軍将校のスパイであり、日露戦争前からロシア各地を巡業しながら情報を陸軍の特務機関に報告していたため、ロシアから命を狙われている。樺太公演を終えるとアメリカ巡業に行く予定。
山田 フミエ（やまだ ふみえ）
声 - くじら
山田座長の姉。ヤマダ一座内の踊り子、少女団の振り付けの先生。芸に厳しく情に厚い。山田座長と同じくスパイで、座長のことを三流スパイと一蹴する。
紅子（べにこ）
声 - 本泉莉奈
ヤマダ一座の少女団の一員。谷垣より年下だが、彼からは「紅子先輩」と呼ばれる。谷垣のことを「ゲンジロちゃん」と呼び、目をかけている。
全員が孤児である少女団は各地を巡業する傍ら里親を探しており、杉元らの滞在中に曲馬団を卒業し、谷垣と涙ながらに別れを惜しんだ。
イリヤ
声 - 堀総士郎
樺太の国境警備隊。ヴァシリは日露戦争時の戦友。
ヴァシリらとともにアレクサンドル2世暗殺の実行犯であるユルバルス（キロランケ）を待ち構えていたが、尾形に腹部を狙撃され、キロランケの前で息を引き取る。
スヴェトラーナ（ロシア語: Светлана）
声 - 渡辺弥咲
ロシア人の若い女性。樺太でホワイトアウトにあった先遣隊が辿りついた燈台守夫妻の娘。日露戦争で日本軍がやってくる以前、ロシア軍脱走兵が燈台に来てしばらくすると行方不明になってしまった。燈台 のおかげで命拾いした杉元が「お礼に」と捜索を約束し、アシㇼパの写真と交換で写真を預かった。
亜港監獄に収監されており、ソフィアからサンクトペテルブルク（ロシア帝国首都）の話を聞きたがっている。夫妻は「連れていかれた」と思っていたが、実際は燈台を訪れたロシア軍脱走兵と逃避行し、二人で強盗したため捕まり、監獄に収監されていた。そのため親に見せる顔がないと思っており、連絡もしていなかった。ソフィアが脱獄した際にどさくさに紛れて脱獄し、流氷上で座り込んでいるところを月島に保護された。
何もない島での退屈な暮らしに嫌気がさし、都会に行きたかったと語っている。月島に説得されてからは両親に手紙を書き、「成り上がって両親を呼び寄せたい」と言い、大陸に向かう岩息と同行する事にした。その後、大陸で彼と共に大冒険を繰り広げることが示唆されている。
稲葉 勝太郎（いなば かつたろう）
声 - 伊丸岡篤
活動写真の興行主。ジュレールとともに「シネマトグラフ」を用いて北海道アイヌや樺太アイヌの活動写真を撮影する。シネマトグラフを発明したフランスのリュミエール社からは日本で上映する興行権を得ている。
樺太アイヌの狩りを撮影中、杉元一行と出会う。クズリに襲われた際、アシㇼパによって助けられたため、アイヌの昔話の撮影に協力する。
ジュレール
撮影技師。活動写真の興行主である稲葉勝太郎と共に、「シネマトグラフ」を用いて北海道アイヌや樺太アイヌの活動写真を撮影する。
昔撮影した活動写真にアシㇼパに似た女性がいたことから、アシㇼパにその映像を見せる。そこに映っていたのは、アシㇼパを産んですぐに亡くなった母・リラッテであり、ウイルクやキロランケたちも映されていた。

### 過去に関わる人々
剣持寅次（けんもち とらじ）
声 - 内匠靖明 演 - 泉澤祐希
故人。第一師団。杉元と梅子の幼馴染で、梅子の夫。
負けん気は強かったが、杉元には何をやっても尽く勝てなかった。しかし、自身の方が梅子をより幸せに出来ると想いを打ち明けて結婚し子を儲けた。その後、視力を失いつつある妻の眼病を治すため北海道で砂金を採りアメリカへの渡航を考えていたが、日露戦争・奉天会戦で杉元を庇って致命傷を負い、杉元に妻子を託し戦死する。遺骨は指の骨だけになったが杉元により遺族へ渡された。
剣持 梅子（けんもち うめこ）
演 - 高畑充希
旧姓は柿崎（かきざき）。杉元と寅次の幼馴染。清楚な佇まいながら気丈な性格をしている。
杉元に想いを寄せており、杉元家に結核罹患者が出た際には駆け落ちも辞さぬつもりでいたが、杉元の説得で地元に残る。その後、自分に惚れていた寅次と結婚し、寅次似の息子を授かる。しかし、のちに目を患ったうえ、寅次が日露戦争で戦死したことで、戦争未亡人となる。
杉元が金塊を探す動機となった人物であり、原作では杉元の回想の中で最序盤から登場しているが、アニメ一期には登場しない。
剣持寅太郎（けんもち とらたろう）
演 - 塚尾桜雅
寅次と梅子の長男。容姿は父似で、少々乱暴な面はあるが心優しい。目の見えない母を気遣う。
ウイルク（ポーランド語: Wilk、ロシア語: Вилк）
声 - 東地宏樹 演 - 井浦新
アシㇼパの父。アシㇼパからはアチャ（父さん）と呼ばれている。顔面に縦横数本の裂傷痕と口髭が特徴。アシㇼパ同様深い青色の目を持ち、ポーランド人の父と樺太アイヌの母の子でキリスト教徒。ロシア語、日本語、アイヌ語を話す。普段は温和だが、常人なら躊躇するような行為でも必要とあれば最短経路で決断し実行できる精神性の持ち主。アシㇼパ曰く、杉元同様羆の洞穴に飛び込んだことがある。南樺太出身で樺太・千島交換条約で樺太全島がロシア領になった際、彼のコタンの住人の多くが北海道に移住し、彼は出自（ポーランド人の父を持つこと）を理由に樺太に残らざるをえなかったが、故郷のコタンは解体された。若い頃はキロランケらの少数民族と共に帝政ロシアからの解放運動をしていた。15歳のキロランケと共に1881年・アレクサンドル2世暗殺を実行。顔の裂傷痕はその時の爆風によるもので、ロシアから指名手配される。ソフィアから思いを寄せられている。その後、樺太経由で北海道へ渡り、小樽に辿り着いてインカㇻマッやアシㇼパの母に出会い生活を共にし、北海道アイヌの信仰や文化を学ぶ。アイヌの金塊強奪事件で死亡したとされる。
しかしキロランケは「金塊強奪事件でアイヌを殺戮したのっぺら坊がウイルクである」と語ったため、それを確かめるために杉元一味が網走へ向かうこととなる。一方で、インカㇻマッは占いにより「のっぺら坊はウイルクではなく、キロランケこそが金塊強奪事件の犯人であり、ウイルクを殺害した」と信じている。
独房に収監されていた「のっぺら坊」は替え玉で、網走監獄典獄・犬童により教誨堂地下に閉じ込められていた「本当ののっぺら坊」こそがウイルクであった。娘のために彫ったメノコマキリ（小刀）を持っていた杉元をアシㇼパの友人だと信用し、「アイヌ殺しは自分ではない」「金塊」と伝えている最中に尾形に頭部を狙撃され死亡した。その狙撃を合図したのはキロランケである。ロシア極東や樺太、北海道の少数民族を中心とした「極東連邦」の成立を目指して活動していたが、アシㇼパが生まれてからは、海に囲まれ比較的守りやすい北海道のみを独立させようという考えに変わった。性格も軟化した。これがキロランケとの仲違いを生み、射殺される要因となった。
ウイルクという名前はポーランド語で「狼」を意味する。これは幼少期に群れからはぐれた狼が、弱った自分を殺してもらうために仲間を呼び、群れに不要という理由で仲間の狼に殺されるのを見て、そのように合理的で気高くなりたいと狼の毛皮をかぶって遊んでいたため、ポーランド人の父により名付けられたものである。後にこの話を聞いたアシㇼパの母・リラッテから「ホㇿケウオㇱコニ」（アイヌ語: Horkew oskoni、アイヌ語で「狼に追いつく」の意）というアイヌ名をもらった。この名前はウイルク、リラッテ、アシㇼパの3人しか知らない。
青山 賢吉（あおやま けんきち）
声 - 佐々木啓夫  演 - 阿部翔平
故人。第一師団。谷垣のマタギ仲間で1歳上の義弟。谷垣の妹・フミを娶り山奥の小屋で慎ましく暮らしていたが、妻が疱瘡に罹患し、他の村人への感染と谷垣家への風評被害を防ぐため自身を殺して離村するよう妻に乞われ、苦渋の末、フミに手を掛けた後、小屋に火を点け誰にも真実を告げず独りで離村する。
疱瘡が発症しなかったときは命の使い道を探すよう妻に諭されたためか、村を出た後、関東第一師団へ入隊し、日露戦争に出征。二〇三高地での戦闘中、自陣に自爆攻撃を仕掛けてきた敵兵に飛びかかり、爆発の巻き添えで目も耳も潰れ瀕死の中、傍に居た何者かに、妻の殺害に至った過去を語り、事の真相を故郷の遺族に伝えるよう懇願。最期にクルミ入りのカネ餅を食べさせられたことで告白の相手が義兄・源次郎であったことを察し、安堵した表情を浮かべて戦死した。
第一師団で同じ小隊にいた杉元と交流があり、それが谷垣に見つけられるきっかけのひとつとなった。
青山 フミ（あおやま ふみ）
声 - 浅野真澄 演 - 李そじん
故人。旧姓は谷垣（たにがき）。青山賢吉の妻。谷垣源次郎の妹。
山奥で夫婦二人きりで静かに暮らしていたが、疱瘡に感染してしまう。自分と一緒に死のうとする賢吉に、皆に伝染す前に自分を殺して村を離れてほしいと頼み、「もし感染していなければ、その命をどうやって使うか、自分の役目を探しなさい」と言い残す。その後、長く苦しまぬよう、賢吉に心臓を刺してもらい亡くなる。
シスター宮沢（しすたーみやざわ）
声 - 島本須美
教誨師として全国の監獄に出入りしている修道女。
偽札犯・熊岸長庵の描いたシスター宮沢に白石が恋をし、白石が全国の監獄に収監、脱獄を繰り返し、「脱獄王」となるきっかけとなった。
尾形 トメ（おがた とめ）
元第七師団長・花沢幸次郎の妾。尾形百之助の母。元浅草芸者。
近衛歩兵第一聯隊長であった幸次郎に見初められ、百之助を授かる。しかし、幸次郎とその本妻・ヒロとの間に男子が生まれたため、赤ん坊の百之助と共に捨てられ、母親の勧めで実家のある茨城に戻る。精神が不安定となり、冬になるとかつて幸次郎が美味しいと言ってくれたあんこう鍋を作り続けるようになったため、百之助に殺鼠剤の入ったあんこう鍋で毒殺された。
幼い百之助には、父親のような立派な将校になるよう言い聞かせていた。
花沢 幸次郎（はなざわ こうじろう）
声 - 宝亀克寿
故人。陸軍中将。元第七師団長にして尾形百之助の実父。尾形と同じ目と眉をしている。薩摩藩の出身で、父親も軍人の家系（士族）。鯉登平二少将とは旧知の仲。
近衛歩兵第一聯隊長時代に、浅草の芸者であったトメとの間に尾形を儲けるが、本妻・ヒロとの間に勇作が生まれると尾形ら母子にぱったり会いに行かなくなる。勇作には聯隊旗手になってほしいと望んでいたが、妻・ヒロがこれを阻止するための工作を行っていることに気づくと、自身の妻が愛国心を疑うような行動を取っていたことが発覚すれば第七師団全体の士気に関わると考え、薩摩と長州の派閥争いのある陸軍内で中立の立場を取る小倉藩出身の第一師団長・奥田秀山中将に相談する。
日露戦争・旅順攻囲戦では参謀長を務める。日露戦争後は、南満州鉄道株式会社の経営について激しく抵抗していたが、二〇三高地攻略で多大な被害を出したことの責任を取って自刃する。しかし実際には、満州を日本の領土にしたいと考える鶴見中尉の謀略によって実の息子である尾形に殺されており、その死は自殺に偽装されてた。死の直前、嫡男の勇作が二〇三高地で戦死したことに対し「愚かな父の面目を保ってくれた」と書いた手紙を鯉登少将に送っている。
花沢 勇作（はなざわ ゆうさく）
声 - 畠中祐
故人。第七師団歩兵第27聯隊。陸軍少尉で聯隊旗手。花沢幸次郎の息子で尾形の腹違いの弟。尾形の回想に登場するが常に目元が影で隠されており、詳しい顔立ちは不明。第七師団入隊後に異母兄の尾形と初めて対面した際には「ひとりっ子育ちのため、ずっと兄弟が欲しかった」と語り、階級が下である尾形を「兄様」と呼び慕った。そうした立ち振る舞いを含め尾形は「高潔な人物」、「眉目秀麗、成績優秀、品行方正」と評した。
聯隊旗手に選ばれたのは見た目や能力、人柄に優れていたことに加え、弾が当たらないという験担ぎの意味がある童貞であったためである。日露戦争への出征前に、尾形から遊廓で童貞を捨てるように誘われたが、断っている。旅順攻囲戦に出陣、あくまでも敵兵を殺さないという父の言いつけを守ったものの、その後戦死した。尾形は父の殺害時、勇作の最期について「（二〇三高地にて）自分が（勇作の）後頭部を撃ち抜いた」と語っている。
樺太の旅中、尾形が狙撃戦の疲れから発熱した際、頭部から血を流す勇作の姿を間近に見たほか、札幌のビール工場での狙撃戦の最中、側に出て驚かせるなど、しばしば彼の前に幻影として現れる。
春見 ちよ（はるみ ちよ）
声 - 貫井柚佳
佐渡の出身。月島の幼馴染。くせっ毛の髪質をしており、島では「いご草」とからかわれていた。通称は「いご草ちゃん」。
月島とは心を通わせており、日清戦争への出征前に、生還したら駆け落ちしようと約束する。しかし、彼が帰郷する少し前から音信不通となり、帰還する10日前に行方不明となる。これを聞いた月島は、自分が戦死したというデマが流れたことによって彼女は自殺したと考えていたが、実際には佐渡鉱山を買い取った三井の幹部の息子に気に入られたことで縁談話が持ち上がり、両親が月島の父親に金を渡して流させた「月島戦死」のデマを信じ、縁談を受け入れて両親と共に関東に移っていた。
後に、三井財閥の令嬢である金子花枝子の口から、幸せな結婚生活を送っていることが明かされる。
長谷川 幸一（はせがわ こういち）
声 - 中野泰佑
ウラジオストクの日本人街から離れた場所で長谷川写真館を営む眼鏡をかけた青年。ロシア語に堪能で、ロシア人の妻・フィーナと娘・オリガ（ロシア語: Ольга、ラテン文字転写: Olga）と暮らす。樺太に渡る以前のウイルク・キロランケ・ソフィアに依頼され、3人に日本語を教えることとなった。ウイルクを大久保利通、キロランケを木戸孝允、ソフィアを西郷隆盛の「維新の三傑」に例えている。ウイルクたちの正体に薄々勘付いていながらも関係を続けた。
実際は日本陸軍のスパイだったが、ロシア側に身元が特定され、オフラーナとの銃撃戦になり、妻子を失った。妻子の命を奪った銃弾がウイルクのものだったことに気づいている。長谷川幸一は偽名で、正体は鶴見篤四郎。
フィーナ
声 - Lynn
故人。長谷川幸一の妻。
長谷川に言われて娘・オリガと共に写真館を出るが、その道中で手配書を見たことで写真館にいる3人が指名手配犯だと知り、夫のもとへ引き返す。これにより、オフラーナと長谷川たちとの銃撃戦に鉢合わせてしまい、ウイルクの拳銃から発射された銃弾によってオリガと共に亡くなる。死の間際、長谷川から彼の本当の名前である「鶴見篤四郎」を告げられる。
鯉登 平之丞（こいと へいのじょう）
故人。海軍少尉。鯉登少将の長男で、音之進の13歳年上の兄。色白で、音之進からは「桜島大根」とからかわれていた。
日清戦争で松島に乗艦し、黄海海戦にて戦死する。
鯉登 ユキ（こいと ゆき）
声 - 田中杏紗
鯉登平二の妻で、平之丞と音之進の母。独特な形の眉毛が特徴的で、平之丞や音之進にも受け継がれている。
函館で誘拐された音之進の安否を心配する。
リラッテ
故人。アシㇼパの母。
アシㇼパに似て活発な女性。
ウイルクに、北海道アイヌの信仰や文化を教える。また、彼に「ホㇿケウオㇱコニ」というアイヌ名を与える。アシㇼパを生んですぐに亡くなっており、フチはその直前に娘が熊に送られている夢を見ている。
彼女の姿は、撮影技師・ジュレールが撮影した活動写真におさめられており、樺太を訪れていたアシㇼパたちが見ることとなった。
武田（たけだ）
声 - 蒼谷和樹
新発田にある道場の師範。少尉時代の鶴見からは「先生」と呼ばれる。
少年時代の宇佐美や、その友人・高木智春を指導する。また、日清戦争より帰還した鶴見少尉からは、上官や同志のために罪悪感を捨ててどんな汚れ仕事でも従う兵士を作るには「愛」が必要であるとの見識を告げられる。
高木 智春（たかぎ ともはる）
声 - 小林裕介
新発田出身。父は陸軍第二師団に所属しており、当時第二師団に所属する少尉だった鶴見よりも上の階級であった。同郷であり、同じ学校に通う宇佐美を「時重」と呼び、親友と慕う。また、鶴見に憧れを抱いている。
宇佐美とは同じ柔道場に通っており、東京にある陸軍幼年学校へ進学する前に、柔道で一度も勝てなかった宇佐美に対し最後の勝負を挑む。しかし、今まで鶴見との二人きりの時間を奪われてきたことへの不満や、「気持ちの強さは時重くんに負けていない、その気持ちをずっと持っていればきっと智春くんのほうが強くなる」という鶴見の言葉が聞こえたことで嫉妬と怒りに狂った宇佐美により、首を踏みつけられて絶命する。
 キムㇱプ
疱瘡痕のある老人。金塊を集めたアイヌの一人。チカパシの祖父。
1860年頃、和人に対抗しアイヌの金塊でロシア海軍から兵器を購入しようと画策するも失敗。金塊を隠し山の中でひっそりと生活をしていたが、1902年にシロマクルに発見されたのを機にアイヌの埋蔵金の捜索に巻き込まれる。
シロマクル
アイヌ惨殺事件の当事者のひとり。和名不明。有古力松の父。
息子とともに八甲田雪中行軍遭難事件の遭難者遺体の捜索に参加した過去を持つ。ウイルクに協力して埋蔵金を探すが、途中でメㇱラやイレンカなどの気の荒い仲間たちに嫌気が差し、アイヌの金塊の捜索から抜ける。その後、鶴見少尉たちから脅された挙げ句、アイヌの仲間たちとも殺し合いとなり、殺害される。
 メㇱラ
アイヌ惨殺事件の当事者のひとり。沙流出身。
スクタ
アイヌ惨殺事件の当事者のひとり。
イレンカ
アイヌ惨殺事件の当事者のひとり。
ラッチ
アイヌ惨殺事件の当事者のひとり。
オㇱケポロ
アイヌ惨殺事件の当事者のひとり。
花沢 ヒロ（はなざわ ひろ）
花沢幸次郎中将の妻で、勇作の母。
日清戦争時に広島予備病院で看護婦をしており、戦争の恐ろしさを体験している。そのため、息子・勇作を聯隊旗手にと望む夫に対し、息子を死亡率の高い聯隊旗手にはさせたくないと考えている。しかし、「軍人の妻」という立場柄、口が裂けても本心が言えないことから、夫には内緒で結婚媒介所に連絡。三井財閥の令嬢・金子花枝子に目をつけると連絡を取り、息子との見合いで聯隊旗手の暗黙の条件である童貞を奪えと指示する。さらに、あわよくば花枝子を妊娠させ、その責任を取らせる形で彼女との縁談を進めることで、陸軍から財閥に引き込もうと画策する。
金子 花枝子（かねこ かえこ）
華族女学校に通う令嬢。三井財閥の幹部の娘で、春見ちよの夫とはいとこ同士。凛々しい顔立ちの美女であり、見合い写真を目にした杉元も「美人さん」と言うほどである。しかし、非常に面食いであり、菊田からは「性格のキツさが顔に出ている」と評される。他の友人たちが縁談を決めて退学する中、なかなか縁談が決まらず「行き遅れ」になることに焦り、中退していった友人を見返すために素敵な男性を捕まえ、自分の優秀さを証明しようと考えている。
結婚媒介所を通して、花沢ヒロ夫人から息子・勇作の童貞を奪って財閥に引き込んでほしいと依頼されると、これを承諾。1度目のお見合いで、相手が替え玉となった杉元だとは気が付かぬまま、自身の話を静かに聞いてくれるうえに顔が良い杉元に好意を抱く。女中・山村ハマ子からの後押しを受けると、2度目のお見合いでは杉元に無理やり行為を迫るが、鶴見少尉の妨害や勇作本人の登場により失敗する。その後、杉元の正体を知ってもなお彼と結婚しようとするが、杉元やハマ子の言葉で思い直し、最後は陸軍に入ろうと考える杉元を見送る。
後に財政界の大物と浮名を流し、「女帝」と呼ばれるまでの存在になる。日露戦争では婦人会で帰国する傷病兵の看護や戦争未亡人への援助に尽力するなど、多方面で活躍した。
山村 ハマ子（やまむら はまこ）
金子花枝子のお付きの女中。花枝子のことを「お嬢様」と呼び、身の回りの世話を行う。
彼女の性格を熟知しており、見合いの際は適切なアドバイスを送る。「卒業までに縁談が決まらない女学生は行き遅れ」という考えを古いと言い捨て、花枝子はお飾りの男など必要のない素晴らしい女性だと伝える。
奥田 秀山（おくだ ひでのぶ）
陸軍中将。第一師団長。小倉藩の出身。
1901年、花沢幸次郎中将からその妻・ヒロの工作についての相談を受けると、これを妨害するよう第一師団所属の菊田軍曹に命じる。陸軍内で中立の立場にあると思われていたが実際には長州閥におり、以前から北海道にいる花沢中将の手にアイヌの金塊が渡ることで陸軍内での薩摩閥の力が強くなることを懸念していたため、花沢中将が見せた弱みに付け込んで金塊を手に入れようと画策。情報収集能力が高く評価されており、北越戦争を機に長州や薩摩を憎んでいる長岡藩出身でもある鶴見少尉に金塊を探させ、花沢家の醜聞を揉み消したことを盾にして鶴見少尉の上官である花沢中将からの妨害を防ごうとする。さらに、鶴見少尉に権利書を見つけさせ、中央政府がアイヌと結んだ不都合な契約も破棄しようと目論む。
その後、鶴見少尉が暴走しないよう菊田軍曹を第一師団から第七師団に転属させて監視させ、情報を中央に報告するよう命じる。また、第七師団長の座を狙う尾形にも、菊田軍曹と共に中央のスパイとして鶴見少尉を監視するよう命じる。
榎本武揚（えのもと たけあき）
子爵。元蝦夷共和国総裁。
アシㇼパに土地の権利を認める。

### 動物
レタㇻ（アイヌ語: Retar）
キャッチフレーズ - 最後のホㇿケウカムイ
白銀の毛並みを持つ雄のエゾオオカミ。アイヌ語で「ホㇿケウカムイ」と呼ばれる。幼獣の頃に親狼と共に熊に襲われた所をアシㇼパが保護、アイヌ語で「白」の意を持つ名をつけ育てられた。なおアシㇼパが駆け付けたとき親狼は既に死んでおり、毛皮はアシㇼパの防寒具となっている。家族同様の扱いでアシㇼパに付き従っていたが、成獣になると本能が勝り、アシㇼパの下から巣立ち、番いのメスのエゾオオカミとの間に4匹の仔を儲ける。
アシㇼパの元から離れ、小樽付近の森に消えた後もアシㇼパの危機を臭いから察し、火急の事態に馳せ参じ、その身を呈してアシㇼパを護る。
19世紀後半には明治政府の方針によりエゾオオカミは害獣指定され、道内全土で徹底的な駆除が行われており、本編当時には記録的な大雪害による餌不足も相まって既に絶滅していたと考えられていることから、作中では猟師でもある二瓶と谷垣から「最後のエゾオオカミ」として狙われたこともある。
リュウ
アイヌ人に育てられ二瓶が猟犬として連れていたアイヌ犬。よく訓練され羆も恐れない優秀で勇敢な忠犬だが、見慣れない強敵のエゾオオカミやクズリには本能的に臆してしまう。二瓶とのレタㇻ狩りの際にはレタㇻの匂いを嗅ぎ取るとオロオロして使い物にならなくなり「湯たんぽ代わり」や「駄犬」と罵られるが、主人の二瓶が窮地に追いやられると果敢に立ち向かう。二瓶の死後は遺品の猟銃と共にアシㇼパが引き取り、コタンで保護された。それまで宿敵だった白石と信頼関係を築き、牛山捜索に協力。無事アジトにいた牛山を見つけるが、牛山の急襲に遭うと一目散に逃走し、白石にクソ犬呼ばわりされる。
その後、しばらく登場はなかったが、釧路湿原にいた姉畑支遁を探す杉元らの前にひょっこり現れた。谷垣へ渡り姉畑に盗られた二瓶の愛銃の匂いを健気に追ってきたと杉元が涙するが、差し出した手に噛み付きバカ犬と叩かれる。姉畑を発見すると真っ先に二瓶の銃に飛び付き奪還。その脚で谷垣の元へ届けた。以降は主にチカパシと行動を共にする。
屈斜路湖の旅館の露天風呂で、杉元らが入浴中に都丹庵士らの急襲に遭った際に都丹を襲うが、音で察知され木に縛られる。チカパシに助けられ、土方を彼を慕う都丹の元へ導き、仲間にするきっかけとなった。
チカパシとともに鯉登少尉の荷物に入り込み樺太に渡り、現地で犬ぞり犬としての活躍が認められ先頭犬となる。そしてチカパシと二瓶の愛銃と共にエノノカのコタンに残留した。
作者が飼っていた雑種犬と同名。

## 用語・設定
アイヌの金塊
1860年代、幕府に対して蜂起するための軍資金として、キムㇱプを含む一部の過激な北海道アイヌたちが集めた砂金。ロシアの領事を買収したアイヌたちは、徳富川、空知川、沙流川、知内川など北海道各地から何年もかけて集めた大量の砂金を、村ごとに選ばれたアイヌの代表者たちに船で箱館山にあるロシア領事館の地下室へと運ばせた。最終的に、2万貫の砂金が集まることとなった。
ロシア軍艦カレバラ事故
作中で語られる架空の海難事故。幕府に対する武装蜂起を企む北海道アイヌの過激派は、集めた金塊2万貫で、帝政ロシアの海軍大佐から横流しされた軍艦や武器弾薬を購入しようとしていた。しかし1867年、ロシア側の関係者が乗船していたカレバラ号が、ウラジオストク沖で客船と衝突して沈没したため、計画は取引直前になって頓挫した。
土地の権利書
武器購入に失敗したキムㇱプを含むアイヌたちは、このころ建国された蝦夷共和国の総裁・榎本武揚を頼り、北海道各地の開拓の進んでいない土地を金塊で購入する契約を交わす。榎本は契約の場に英、仏、普、蘭、伊、米の各国大使を立ち会わせて蝦夷共和国解体後も明治政府に契約が引き継がれるようにし、アイヌ側は明治政府に金塊の半分にあたる1万貫を支払って権利書と残りの金塊を使われなくなったロシア領事館に隠した。それから約30年後の1902年、キムシプの案内で権利書と金塊を見つけたウイルクたちは、他者に発見される可能性を恐れて権利書を五稜郭の兵糧庫へ、金塊を埋め立てられた井戸の中へ移動させた。
アイヌ7人殺人事件
1902年、金塊を巡ってアイヌ7人が殺され、「のっぺら坊」が逮捕・服役することとなった事件。殺されたのは、ウイルクの仲間だったシロマクル、メㇱラ、スクタ、イレンカ、ラッチ、オㇱケポロの6人と、金塊の在り処を知る老人・キムㇱプ。
アイヌによる北海道独立を目指すウイルクたち7人のアイヌは、山中に潜伏していたキムㇱプを発見し、金塊の隠し場所を聞き出して権利書とともに五稜郭へ移動させる。同時期、ウイルクは意見の対立するキロランケと決裂し、シロマクルも過激な行動を起こす仲間から距離を置く。一方、キムㇱプの情報を得ていた鶴見中尉は、息子が第七師団に入隊しているシロマクルを脅して揺さぶりをかけ、ウイルクは革命運動の資金目当てでロシアから日本へ渡ってきたのだと吹き込む。その結果、キムㇱプを含む8人のアイヌは仲間割れの末に殺し合いになり、ウイルク一人が生き残る。
ウイルクは、存在が曖昧なキムㇱプの死体を利用し、仲間の死体から顔の皮を剥いで自分の顔の皮を被せることで、自分も殺されたかのように偽装工作をする。その結果、アシㇼパは殺人犯の娘とはならず、キロランケも一旦は金塊を諦める。その後、逃走を図ったウイルクはロシアへ向かうため支笏湖を渡ろうとするも、追跡してきた鶴見中尉に阻まれ失敗。土方と接触するため、囚人を違法に労働させる監獄部屋に自ら駆け込み、網走監獄の犬童典獄に金塊の隠し場所を知っていると名乗り出る。これにより、第七師団と犬猿の仲の犬童たちがウイルクを網走監獄へ移したことで「のっぺら坊」が誕生する。
刺青人皮
のっぺら坊が、網走監獄に収監された23人の囚人と看守部長・門倉の身体に彫った刺青。線と漢字で構成されており、金塊と土地の権利書の在り処を示す暗号となっている。刺青は、獣の毛皮を剥ぐときに入れる切り込みのように、胸や腕にも廻り込んだ線のすべてが身体の正中線で途切れるよう彫られており、囚人たちを殺して皮を剥がす事が前提になっていることから「刺青人皮」という名が付けられた。囚人たちが暗号を書き換えたり刺青が分からぬほど死体が損壊した場合が考慮されているため、24人全員でひとつの暗号になっているわけではなく必ず必要となる刺青は土方と門倉のみであり、その他はある程度集めれば解けるようになっている。アシㇼパに向けた暗号であるが、漢字の読めない彼女が和人である土方と協力して暗号を解くよう、あえて漢字で彫られている。
暗号を解く鍵は、アシㇼパの母・リラッテが付け、現在はウイルクとアシㇼパしか知らない「ホㇿケウオㇱコニ」というウイルクのアイヌ名である。刺青人皮には「ホㇿケウオㇱコニ」のいずれかの音と同音の漢字が1枚当たり4文字以上彫られており、同音の漢字同士を重ね合わせ、無数にある線の中でどの線とも交わらず他の線を突っ切る線同士を結ぶと、五稜郭の形（☆）が浮かび上がるようになっている。
金塊の隠し場所を誰にも伝える暇も無く網走監獄に収監されたのっぺら坊は、看守に盗まれず、獄中から娘のアシㇼパだけに金塊と土地の権利書の在処を伝えるべく、同房になった24人の囚人たちの体に金塊の隠し場所を示した刺青を彫る。刺青は、囚人の労働の1つであった炭焼きで手に入れた炭を唾液に混ぜて隠し持った針で彫られ、金塊を狙う犬童典獄もこれを黙認していた。同時期、土方と噂される男との会話から彼が本物の土方であると確信したのっぺら坊は、権利書の存在を知る榎本武揚と深い関係にあり、アイヌにも恩がある土方ならばアイヌを救ってくれると考え、土方の身体に土地の権利書が埋められた兵糧庫の位置を示す「神」という漢字を、彼と内通する看守部長・門倉の身体には金塊が隠された馬用の井戸を示す「馬」という漢字を彫ることとなる。
ゴールデンカムイ
鶴見中尉による造語。
アイヌの文化には「万物にカムイが宿る」という思想があるが、黄金は宝物や日用品に加工されることはないため生活の役に立たないものであり、これのカムイを示す言葉は存在しない。鶴見中尉は「もし黄金にカムイが宿るとすれば、それはアイヌに災厄をもたらす醜悪かつ凶暴にして眩いほどに美しく輝くカムイである。このカムイによって様々な者たちが殺し合い、アシㇼパの愛する人間もみんな殺されるだろう」という自説を述べて捕縛したアシㇼパを脅し、彼女の口から暗号を解く鍵を引き出した。

## 書誌情報

### 漫画
- 野田サトル『ゴールデンカムイ』集英社〈ヤングジャンプ・コミックス〉、全31巻
  1. 2015年1月24日発行（1月19日発売[集 1]）、ISBN 978-4-08-890082-7
  2. 2015年2月24日発行（2月19日発売[集 2]）、ISBN 978-4-08-890105-3
  3. 2015年5月24日発行（5月19日発売[集 3]）、ISBN 978-4-08-890192-3
  4. 2015年8月24日発行（8月19日発売[集 4]）、ISBN 978-4-08-890240-1
  5. 2015年12月23日発行（12月18日発売[集 5]）、ISBN 978-4-08-890325-5
  6. 2016年3月23日発行（3月18日発売[集 6]）、ISBN 978-4-08-890372-9
  7. 2016年4月24日発行（4月19日発売[集 7]）、ISBN 978-4-08-890451-1
  8. 2016年8月24日発行（8月19日発売[集 8]）、ISBN 978-4-08-890493-1
  9. 2016年11月23日発行（11月18日発売[集 9]）、、ISBN 978-4-08-890554-9
  10. 2017年3月22日発行（3月17日発売[集 10]）、ISBN 978-4-08-890589-1
  11. 2017年8月23日発行（8月18日発売[集 11]）、ISBN 978-4-08-890639-3
  12. 2017年12月24日発行（12月19日発売[集 12]）、ISBN 978-4-08-890779-6
  13. 2018年3月24日発行（3月19日発売[集 13]）、ISBN 978-4-08-890888-5
  14. 2018年6月24日発行（6月19日発売[集 14]）、ISBN 978-4-08-891048-2
  15. 2018年9月24日発行（9月19日発売[集 15]）、ISBN 978-4-08-891098-7
    - アニメDVD同梱版 同日発売[集 16]、ISBN 978-4-08-908315-4

  16. 2018年12月24日発行（12月19日発売[集 17]）、ISBN 978-4-08-891176-2
  17. 2019年3月24日発行（3月19日発売[集 18]）、ISBN 978-4-08-891229-5
    - アニメDVD同梱版 同日発売[集 19]、ISBN 978-4-08-908356-7

  18. 2019年6月24日発行（6月19日発売[集 20]）、ISBN 978-4-08-891334-6
  19. 2019年9月24日発行（9月19日発売[集 21]）、ISBN 978-4-08-891368-1
    - アニメDVD同梱版 同日発売[集 22]、ISBN 978-4-08-908358-1

  20. 2019年12月24日発行（12月19日発売[集 23]）、ISBN 978-4-08-891437-4
  21. 2020年3月24日発行（3月19日発売[集 24]）、ISBN 978-4-08-891501-2
  22. 2020年6月24日発行（6月19日発売[集 25]）、ISBN 978-4-08-891582-1
  23. 2020年9月23日発行（9月18日発売[集 26]）、ISBN 978-4-08-891704-7
    - アニメDVD同梱版 同日発売[集 27]、ISBN 978-4-08-908375-8

  24. 2020年12月23日発行（12月18日発売[集 28]）、ISBN 978-4-08-891737-5
  25. 2021年3月23日発行（3月18日発売[集 29]）、ISBN 978-4-08-891813-6
  26. 2021年6月23日発行（6月18日発売[集 30]）、ISBN 978-4-08-892011-5
  27. 2021年9月22日発行（9月17日発売[集 31]）、ISBN 978-4-08-892074-0
  28. 2021年12月22日発行（12月17日発売[集 32]）、ISBN 978-4-08-892162-4
  29. 2022年4月24日発行（4月19日発売[集 33]）、ISBN 978-4-08-892243-0
  30. 2022年6月22日発行（6月17日発売[集 34]）、ISBN 978-4-08-892294-2
  31. 2022年7月24日発行（7月19日発売[集 35]）、ISBN 978-4-08-892370-3
- 野田サトル『ゴールデンカムイ カラー版』 集英社〈ヤングジャンプ・コミックスDIGITAL〉（電子書籍のみの販売）
  1. 2021年6月1日発売 [集 36]
  2. 2021年6月1日発売 [集 37]
  3. 2021年6月1日発売 [集 38]
  4. 2021年6月1日発売 [集 39]
  5. 2021年6月1日発売 [集 40]
  6. 2021年6月1日発売 [集 41]
  7. 2021年6月1日発売 [集 42]
  8. 2021年6月1日発売 [集 43]
  9. 2021年6月1日発売 [集 44]
  10. 2021年6月1日発売 [集 45]
  11. 2022年10月19日発売 [集 46]
  12. 2022年10月19日発売 [集 47]
  13. 2022年10月19日発売 [集 48]
  14. 2022年10月19日発売 [集 49]
  15. 2022年10月19日発売 [集 50]
  16. 2022年10月19日発売 [集 51]
  17. 2022年10月19日発売 [集 52]
  18. 2022年11月17日発売 [集 53]
  19. 2022年11月17日発売 [集 54]
  20. 2022年11月17日発売 [集 55]
  21. 2022年11月17日発売 [集 56]
  22. 2022年11月17日発売 [集 57]
  23. 2022年11月17日発売 [集 58]
  24. 2022年11月17日発売 [集 59]
  25. 2022年12月19日発売 [集 60]
  26. 2022年12月19日発売 [集 61]
  27. 2022年12月19日発売 [集 62]
  28. 2022年12月19日発売 [集 63]
  29. 2022年12月19日発売 [集 64]
  30. 2022年12月19日発売 [集 65]
  31. 2022年12月19日発売 [集 66]
- 野田サトル 『ゴールデンカムイ』集英社〈集英社ジャンプリミックス〉、全14巻
  1. 2020年10月9日発売[集 67]、ISBN 978-4-08-113896-8
  2. 2020年10月23日発売[集 68]、ISBN 978-4-08-113897-5
  3. 2020年11月06日発売[集 69]、ISBN 978-4-08-113898-2
  4. 2020年11月20日発売[集 70]、ISBN 978-4-08-113899-9
  5. 2020年12月04日発売[集 71]、ISBN 978-4-08-115001-4
  6. 2020年12月18日発売[集 72]、ISBN 978-4-08-115002-1
  7. 2024年4月5日発売[集 73]、ISBN 978-4-08-115215-5
  8. 2024年4月19日発売[集 74]、ISBN 978-4-08-115216-2
  9. 2024年5月10日発売[集 75]、ISBN 978-4-08-115217-9
  10. 2024年5月24日発売[集 76]、ISBN 978-4-08-115218-6
  11. 2024年6月7日発売[集 77]、ISBN 978-4-08-115219-3
  12. 2024年6月21日発売[集 78]、ISBN 978-4-08-115220-9
  13. 2024年7月5日発売[集 79]、ISBN 978-4-08-115221-6
  14. 2024年7月19日発売[集 80]、ISBN 978-4-08-115222-3

- 大型試読キャンペーン
  1. 100話無料（2018年4月5日～2018年4月9日[130]、2018年4月8日～2018年4月23日[131]、2020年3月12日～2020年3月26日[132]）
  2. 200話無料（2020年9月18日～2021年10月5日[133]）
  3. 全話無料（2021年7月29日～2021年9月17日[134]、2022年4月7日～2022年4月28日[135][136]、2022年4月29日～2022年5月8日[137]、2024年1月1日〜2024年1月31日[138]）

### 特別版
シルバーカムイ
原作第15巻発売を記念して、敬老の日にちなみ特設サイトで主要人物を老人化したリメイク『シルバーカムイ』が配信された。リメイクされたエピソードは第20話「食い違い」、第51話「殺人ホテルだよ全員集合!!」、第52話「無い物ねだり」、第53話「不敗の牛山」、第54話「ことづて」、第115話「蝗害」、第116話「青い目」の7話分となる。
シルバーカムイ 年末年始版
週刊ヤングジャンプ 2019年4＆5号特別付録。第101話「鯉登少尉叱られる」、第148話「ルーツ」、第127話「本当のチタタㇷ゚」の3話が2〜4ページでリメイクされた。

### 関連書籍
- 野田サトル『ゴールデンカムイ公式ファンブック 探究者たちの記録』集英社〈ヤングジャンプ・コミックス〉、2020年11月24日発行（2020年11月19日発売[公式ファンブック 1]）、ISBN 978-4-08-891732-0
- 中川裕 文・解説、野田サトルイラスト『アイヌ文化で読み解く「ゴールデンカムイ」』集英社〈集英社新書〉、2019年3月発行（3月15日発売[解説本 1]）、ISBN 978-4-08-721072-9 - オリジナル描き下ろし漫画（杉元佐一探検隊）6ページ収録
- 中川裕 文・解説、野田サトルイラスト『ゴールデンカムイ 絵から学ぶアイヌ文化』集英社〈集英社新書〉、2024年2月発行（2月16日発売[解説本 2]）、ISBN 978-4-08-721302-7

### 日本国外版
- 中国語（繁体字）版
  - 出版社 尖端出版 - 発行地域・台湾
  - 1〜31巻 （電子版あり）[140]

- 韓国語版
  - 出版社 大元C.I. - 発行地域・韓国
  - 1〜31巻 （電子版あり）

- フランス語版
  - 出版社 キューン（フランス語版） - 発行地域・フランス
  - 1〜31巻

- イタリア語版
  - 出版社 BD出版 - 発行地域・イタリア
  - 1〜31巻

- スペイン語版
  - 出版社 ミルキーウェイ出版 - 発行地域・スペイン
  - 1〜31巻

- 英語版
  - 出版社 ビズメディア（英語版） - 発行地域・アメリカなど8か国
  - 1〜31巻

- ドイツ語版
  - 出版社 MangaCult（ドイツ語版） - 発行地域・ドイツ
  - 1〜31巻

- タイ語版
  - 出版社 Siam Inter Comics（タイ語版） - 発行地域・タイ
  - 1〜31巻

## ゴールデンカムイ展

### 概要
東京・京都・福岡・札幌・函館・仙台・新潟の6都道府県7都市で開催された『ゴールデンカムイ』を体感できる大規模な展覧会。
本展では120点を超えるイラストのほか、作中に登場した民具などの関連資料が展示された。また、杉元佐一の軍帽・アシㇼパのマキリ・鶴見篤四郎の軍服のモデルとなった資料など、野田が所有するこの展覧会だけでしか見ることのできない資料も多数展示された。
野田は本展の開催発表時に寄せたコメントにて、「描き下ろしの原稿や作者の作画資料　そして公式ファンブックにもないゴールデンカムイの新たな情報など足を運んだ皆様に喜んで頂けるものを準備しております。」と述べている。
全7会場で開催された本展の来場者数は、累計で40万人を超えた。

### 沿革
- 2021年12月16日、本展が東京にて開催され、京都・福岡など全国巡回する予定であることが発表された。また、それに伴い野田サトル直筆のコメントも発表された[142]。

- 2022年2月17日、野田サトルが描き下ろした本展のキービジュアルが公開された[146]。

- 同年5月10日、京都会場の詳細情報が解禁された[147]。

- 同年7月15日、福岡会場の詳細情報が解禁された[148]。

- 同年6月26日、本展の北海道開催が発表された[149]。

- 同年10月13日、北海道での開催が札幌と函館の2ヶ所であることが発表されるとともに、札幌会場の詳細情報が解禁された[150]。

- 2023年1月19日、函館会場の詳細情報が解禁された[151]。

- 同年7月20日、仙台での開催と会場の詳細情報が解禁された。また、最終会場として新潟でも開催されることが発表された[152]。

- 同年12月22日、新潟会場の詳細情報が解禁された[153]。

- 2024年7月7日、本展の巡回が終了した[145]。

### 開催会場

#### 東京会場
日程：2022年4月28日〜6月26日（会館中無休）
場所：東京ドームシティ Gallery AaMo（ギャラリー アーモ）
来場者特典として、野田サトル描き下ろしの「日替わり描きおろしミニ色紙」が配布された。また、グッズ付きチケットの特典として「アクリル万年カレンダー」が数量限定で配布され、限定フォトスポットも登場した。
- 毎週火曜15：00〜　鶴見中尉ナイト

- 毎週木曜15：00〜　脱獄王 白石由竹ナイト

毎週火曜日と木曜日に「鶴見中尉ナイト」「脱獄王 白石由竹ナイト」と題したイベントが開催され、該当の時間の来場で火曜日には鶴見中尉または鯉登少尉のお面が、木曜日には白石のお面が配布された。また、開始時刻は17:00→16:00→15:00に変更となった。

#### 京都会場
日程：2022年7月9日〜9月11日（休館日：月曜日）
場所：京都文化博物館
限定フォトスポットは東京会場と同様であり、グッズ付きチケットの販売はされなかった。「ミニ色紙」は休館日である月曜日を除いて配布された。
- 毎週金曜10：00〜　脱獄王 白石由竹フライデー＆鶴見中尉フライデー

東京会場での「脱獄王 白石由竹ナイト」「鶴見中尉ナイト」を「脱獄王 白石由竹フライデー」「鶴見中尉フライデー」に名称変更し、開始時刻を10時に変更して実施。お面の配布は東京会場と同様で、「脱獄王 白石由竹フライデー」「鶴見中尉フライデー」は交互に開催された。

#### 福岡会場
日程：2022年10月15日〜11月27日（休館日：水曜日）
場所：福岡アジア美術館　企画ギャラリーA·B·C
グッズ付きチケットの販売と限定フォトスポットの設置は東京会場と同様に行われ、「ミニ色紙」は休館日である水曜日を除いて配布された。
- 毎週金曜16：30〜　脱獄王 白石由竹ナイト

- 毎週土曜16：30〜　鶴見中尉ナイト

お面の配布は東京会場と同様に実施された。

#### 札幌会場
日程：2023年4月28日〜5月21日（会館中無休）
場所：丸井今井札幌本店　大通館9階 催事場
「ミニ色紙」の配布、グッズ付きチケットの販売、限定フォトスポットの設置は東京会場と同様に実施された。
- 毎週金曜10：30〜　脱獄王 白石由竹フライデー

- 毎週日曜10：30〜　鶴見中尉サンデー

東京会場での「脱獄王 白石由竹ナイト」「鶴見中尉ナイト」を「脱獄王 白石由竹フライデー」「鶴見中尉サンデー」に名称変更し、開始時刻を10：30に変更して実施。お面の配布は東京会場と同様に行われた。

#### 函館会場
日程：2023年7月22日〜9月10日（会館中無休）
場所：丸井今井函館店　7階 催事場
「ミニ色紙」の配布、グッズ付きチケットの販売は東京会場と同様に実施された。フォトスポットは東京会場と同様の限定フォトスポットに加え、「名所フォトスポット」と題して函館市内の全9か所の名所にも設置された。7月15日〜9月10日には、函館市内で「ゴールデンカムイ展ラッピング電車」が運行され、箱館五稜郭祭には土方歳三フォトスポットが登場した。
- 毎週金曜10：00〜　脱獄王 白石由竹フライデー

- 毎週日曜10：00〜　鶴見中尉サンデー

札幌と同様「脱獄王 白石由竹フライデー」「鶴見中尉サンデー」に名称を変更して実施。お面の配布は東京会場と同様に行われた。

#### 仙台会場
日程：2024年2月10日〜3月24日
場所：TFUギャラリーミニモリ
「ミニ色紙」の配布と限定フォトスポットの設置は東京会場と同様に実施され、グッズ付きチケットの販売はされなかった。また、2024年2月10日から3月24日まで、「CROSS B PLUS」にてコラボカフェが開催された。さらに、本展からの新規展示も行われた。
- 毎週金曜10：00〜　脱獄王 白石由竹フライデー

- 毎週日曜10：00〜　鶴見中尉サンデー

札幌と同様「脱獄王 白石由竹フライデー」「鶴見中尉サンデー」に名称を変更して実施。お面の配布は東京会場と同様に行われた。

#### 新潟会場
日程：2024年5月25日～7月7日（休館日：月曜日）
場所：新潟市新津美術館　企画展示室
「ミニ色紙」は休館日である月曜日を除いて配布され、グッズ付きチケットの販売はされなかった。また、会場には新潟会場限定のフォトスポットが設置された。
- 毎週水曜10：00〜　脱獄王 白石由竹ウェンズデー

- 毎週土曜10：00〜　鶴見中尉サタデー

東京会場での「脱獄王 白石由竹ナイト」「鶴見中尉ナイト」を「脱獄王 白石由竹ウェンズデー」「鶴見中尉サタデー」に名称を変更して実施。お面の配布は東京会場と同様に行われた。

## THE SNOW COMIC
「THE SNOW COMIC」は北海道在住のスノーアーティスト・梶山智大協力のもと、約100m×70mという規模の絵を、歩いて雪を踏みしめることで描いたもの。2022年4月28日、連載完結記念として、「THE SNOW COMIC」と題されたWEB動画および駅広告などによるビジュアル が公開された。
完成した「THE SNOW COMIC」をドローンで空撮したグラフィック・映像を使用した記念広告は、品川・新宿・札幌・帯広にて掲出された。広告には「ふたりの足跡は、北の大地に刻まれている。」というキャッチコピーが添えられた。

## テレビアニメ

### 概要
第一期～第四期までがTOKYO MXほかにて放送され、ナレーションは立木文彦が担当した。
第一期～第三期は、監督を難波日登志、シリーズ構成を高木登、キャラクターデザインを大貫健一、アニメーション制作をジェノスタジオが務めた。
第四期からは、シリーズ構成を務める高木登以外のメンバーが一新され、チーフディレクターをすがはらしずたか、キャラクターデザインを山川拓己が務め、ブレインズ・ベースがアニメーション制作を担うことになった。

### 制作
キャスティングについて難波日は、「主役の杉元とアシㇼパはオーディションを行いました。（中略）他のキャラはアニメにした時のイメージに合う役者さんをオファーさせていただいています」と語っている。また、白石役の伊藤もオーディションであった。声優を選ぶ基準については難波日が、「複数の候補を立て」た中から「原作のイメージに合う方」を、「有名無名関係なく」選んだと語っている。
本作の製作にあたり、アイヌの民具やチセなどは映像として動かすために一つずつ監修を受けた上で描かれている。また、アイヌの曲は中川が監修し、プロの奏者が演奏した新規の音源を使用している。さらに、アイヌ文様はアニメーションで動かすため原作の文様から省略されているが、この省略についても監修が行われている。アイヌ文化の描写について難波日は、「アイヌ文化(食べ物、言語、服、慣習など)はできるだけ逃げずに映像化したつもりです」としている。
第一期の実作業に入る前には、監督と数人のスタッフが小樽・札幌・旭川・網走など、作中に出てくる主だった舞台を実際に訪れ取材を行った。さらに、原作者である野田サトルがシナリオや絵コンテのチェックを行い、集英社も原作用の資料を提供している。
アイヌ語やロシア語、方言には監修がつき、発音についてはあらかじめテープに録ったものが用意され、キャストはそれを聴いて覚えている。また、収録時に監修担当者が適宜指導を行っている。さらに、秋田弁や薩摩弁など方言を話す登場人物には、その方言をネイティブに話せる声優が起用された。
本作は2クール（第一期・第二期）で網走監獄までを描くことが決定していたため、尺の都合でカットされたエピソードが多数存在する。エピソードのカットにより話に齟齬が生じた部分には、連載中の原作に支障がないよう集英社サイドと確認を重ねた上で、構成の高木が考案したオリジナルのエピソードが追加された。また、本編で映像化されなかったエピソードはDVD・Blu-rayの同梱版としてアニメ化された。
第三期のアフレコはコロナ禍で行われたため分散収録の形が取られ、杉元側とキロランケ側でチームごとに分かれての収録となった。
第四期の制作中、メインスタッフ1名が逝去した。その影響により、第四十三話以降の放送・配信が半年間延期された。

### 沿革

#### 第一期
- 2017年10月16日、テレビアニメ化決定が発表され[215]、メインスタッフ情報が解禁されるとともに[193]、アニメ版ビジュアルが公開された[216]。

- キャスト情報は数回に分けて発表され、2017年11月27日に第1弾が[47]、2018年1月22日に第2弾が[48]、同年2月5日に第3弾が[49]、同年2月19日に第4弾が発表された[50]。また、追加キャストの発表が、2018年3月24日[51]、同年4月23日[52]、同年6月11日[53]、同年6月22日に行われた[54]。

- キービジュアルは、第1弾が2017年11月27日に[217]、第2弾が2018年3月5日に解禁された[218]。

- PVは、第1弾が2017年12月14日に[219]、第2弾が2018年3月24日に解禁された[220]。

- 2017年12月14日、放送時期・放送局・配信情報が公開された[221]。

- 2018年1月15日、オープニングとエンディングを担当するアーティストが発表された[222]。

- 同年3月5日、2018年4月9日より放送が開始されることが発表された[218]。

- 同年4月9日から6月25日まで、全12話が放送された[218]。

#### 第二期
- 2018年6月25日、第一期の最終話のラストで制作が発表された[223]。

- 同年8月5日、オープニングが発表された[224]。

- 同年8月22日、エンディングが発表された[225]。

- 同年8月5日、2018年10月8日より放送が開始されることが発表された[226]。

- 追加キャストの発表が、2018年9月3日[56]、同年9月10日に行われた[57]。また、2018年10月9日[58]、同年10月22日[59]、同年10月29日[60]、同年11月26日[61]、同年12月18日には[62]、新キャラクターの本編登場後にキャストによるコメントを公開するという形で追加キャストが発表された。

- 2018年9月21日、PVが解禁された[227]。

- 同年9月28日、キービジュアルが解禁された[228]。

- 同年10月8日から12月24日まで、全12話が放送された[226]。

#### 第三期
- 2019年7月7日、有楽町よみうりホールで開催されたスペシャルイベントの昼の部で制作が発表された[229]。

- PVは、第1弾が2020年3月14日に[230]、第2弾が同年9月7日に解禁された[231]。

- キービジュアルは、第1弾が2020年6月19日に[232]、第2弾が同年9月14日に解禁された[233]。

- キャスト情報は数回に分けて発表され、2020年8月17日に第1弾が[66]、同年8月24日に第2弾が[67]、同年11月2日に第3弾が[68]、同年11月9日に第4弾が[69]、同年11月16日に第5弾が[70]、同年11月23日に第6弾が[71]、同年11月30日に第7弾が発表された[72]。

- 2020年9月7日、オープニングテーマとエンディングテーマが発表されるとともに[234]、同年10月5日より放送が開始されることが発表された[231]。

- 同年10月5日から12月21日まで、全12話が放送された[231]。

#### 第四期
- 2021年12月5日、制作の発表とともにPVが公開され、メインスタッフ情報が解禁された[195]。

- PVは、第1弾が2022年3月27日に[235]、第2弾が同年9月2日に解禁された[236]。

- キャスト情報は数回に分けて発表され、2022年8月5日に第1弾が[73]、同年8月12日に第2弾が[74]、同年8月19日に第3弾が[75]、同年9月2日に第4弾が[76]、2023年5月15日に第5弾が[77]、同年5月29日に第6弾が[78]、同年6月12日に第7弾が[79]、同年6月19日に第8弾が発表された[80]。

- 2022年9月2日、オープニングテーマとエンディングテーマが発表されるとともに[237]、2022年10月3日より放送が開始されることが発表された[236]。

- 同年9月16日、キービジュアルが解禁された[238]。

- 同年10月3日、放送が開始された[236]。

- 同年11月8日、メインスタッフ逝去による放送・配信延期が発表された[214]。これに伴い、11月14日以降はOAD第一弾と第三十七話〜第四十二話が放送された[239]。

- 2023年3月1日、2023年4月3日より改めて第三十七話から放送を再開することが発表された[240]。

- 2023年4月3日から6月26日まで、全13話が放送・配信された[240]。

#### 最終章
- 2023年6月26日、「第四期最終話放送記念！キャスト出演同時視聴会」の中で制作が発表された[241]。また、最終章製作決定ビジュアルも解禁された[242]。

- 2025年7月16日、放送時期が発表されるとともに、テレビ放送に先駆けて、最終章の序章で構成された「札幌ビール工場編」を全国の劇場にて前後編で公開することが発表された[243]。また、その公開日・主題歌・特報映像が解禁された[244]。
- 同年8月20日、「札幌ビール工場編」の本予告が公開された[245]。

- 同年10月10日、「札幌ビール工場編 前編」が公開される予定[243]。

- 同年10月31日、「札幌ビール工場編 後編」が公開される予定[243]。

### スタッフ
|                                                             | 第一期                               | 第二期                               | 第三期                               | 第四期                                  | 最終章                              |
| ----------------------------------------------------------- | ------------------------------------ | ------------------------------------ | ------------------------------------ | --------------------------------------- | ----------------------------------- |
| 原作                                                        | 野田サトル                           | 野田サトル                           | 野田サトル                           | 野田サトル                              | 野田サトル                          |
| 監督 （第一 - 三期） チーフディレクター （第四期 - 最終章） | 難波日登志                           | 難波日登志                           | 難波日登志                           | すがはらしずたか                        | すがはらしずたか                    |
| 助監督                                                      | 川越崇弘                             | 川越崇弘                             | N/A                                  | N/A                                     | N/A                                 |
| シリーズ構成                                                | 高木登                               | 高木登                               | 高木登                               | 高木登                                  | 高木登                              |
| キャラクターデザイン                                        | 大貫健一                             | 大貫健一                             | 大貫健一                             | 山川拓巳                                | 山川拓巳                            |
| サブキャラクター デザイン                                   | N/A                                  | 日向正樹                             | 小園菜穂 福士真由美                  | N/A                                     | N/A                                 |
| メインアニメーター                                          | 羽山淳一                             | 羽山淳一                             | N/A                                  | N/A                                     | N/A                                 |
| 銃火器設定                                                  | 渡辺浩二                             | 渡辺浩二                             | N/A                                  | N/A                                     | N/A                                 |
| プロップ設定                                                | 浅沼信也                             | 浅沼信也                             | 渡辺浩二 岡戸智凱                    | 小川浩                                  |                                     |
| 動物設定                                                    | 墨佳遼                               | 墨佳遼                               | 廣江啓輔                             | N/A                                     | N/A                                 |
| 美術監督                                                    | 森川篤                               | 森川篤                               | 森川篤                               | 古賀徹 藤本智 (第四十四話 - 第四十九話) | 澁谷幸弘 三宅真央                   |
| 美術設定                                                    | 大久保知江                           | 大久保知江                           | 大久保知江                           | N/A                                     |                                     |
| 色彩設計                                                    | 茂木孝浩                             | 茂木孝浩                             | 茂木孝浩                             | 福田由布子                              | 福田由布子                          |
| 撮影監督                                                    | 戸澤雄一朗                           | 戸澤雄一朗                           | 長田雄一郎                           | 織田頼信                                | 織田頼信                            |
| CGディレクター                                              | 奥村優子、濱田康平                   | 奥村優子、濱田康平                   | 宍戸光太郎                           | 織田頼信                                | 織田頼信                            |
| 編集                                                        | 定松剛                               | 定松剛                               | 定松剛                               | 池田康隆                                | 池田康隆                            |
| 音響監督                                                    | 明田川仁                             | 明田川仁                             | 明田川仁                             | 明田川仁                                | 明田川仁                            |
| アイヌ語監修                                                | 中川裕                               | 中川裕                               | 中川裕                               | 中川裕                                  | 中川裕                              |
| ロシア語監修                                                | N/A                                  | N/A                                  | Eugenio Uzhinin                      | Eugenio Uzhinin                         | Eugenio Uzhinin                     |
| 音楽                                                        | 末廣健一郎                           | 末廣健一郎                           | 末廣健一郎                           | 末廣健一郎                              | 末廣健一郎                          |
| 音楽制作                                                    | NBCユニバーサル・エンターテイメント  | NBCユニバーサル・エンターテイメント  | NBCユニバーサル・エンターテイメント  | NBCユニバーサル・エンターテイメント     | NBCユニバーサル・エンターテイメント |
| プロデューサー                                              | 髙橋和彰、森亮介、鈴木寿広、藤山直廉 | 髙橋和彰、森亮介、鈴木寿広、藤山直廉 | 髙橋和彰、森亮介、鈴木寿広、藤山直廉 | 髙橋和彰、森亮介、鈴木寿広、藤山直廉    |                                     |
| プロデューサー                                              | 田中聡、鵜飼利恵                     | 田中聡、鵜飼利恵                     | 田中聡、鵜飼利恵                     | 谷舞                                    |                                     |
| プロデューサー                                              | 長谷川俊介                           | 陶山幸敏                             | 工藤レイ、黒田健史                   | 工藤レイ、黒田健史                      |                                     |
| アニメーション プロデューサー                               | 大高健生                             | 大高健生                             | 佐藤公章                             | 小沢十光                                |                                     |
| アニメーション プロデューサー                               | N/A                                  | 松浦一郎                             | 佐藤公章                             | 小沢十光                                |                                     |
| アニメーション制作                                          | ジェノスタジオ                       | ジェノスタジオ                       | ジェノスタジオ                       | ブレインズ・ベース                      | ブレインズ・ベース                  |
| 製作                                                        | ゴールデンカムイ製作委員会           | ゴールデンカムイ製作委員会           | ゴールデンカムイ製作委員会           | ゴールデンカムイ製作委員会              | ゴールデンカムイ製作委員会          |
| 配給                                                        | N/A                                  | N/A                                  | N/A                                  | N/A                                     | WOWOW                               |

### 主題歌

#### 第一期
「Winding Road」
MAN WITH A MISSIONによるオープニングテーマ。作詞はKamikaze BoyとJean-Ken Johnny、作曲はKamikaze Boy、編曲はMAN WITH A MISSIONとKohsuke Oshima。
「Hibana」
THE SIXTH LIEによるエンディングテーマ。作詞はRay、作曲はReiji、編曲はReijiとTsuyoshi Sato。

#### 第二期
「レイメイ」
さユり & MY FIRST STORYによるオープニングテーマ。作詞はさユりとHiro、作曲はさユりとSho、編曲はMY FIRST STORY。
「時計台の鐘」
eastern youthによるエンディングテーマ。作詞は吉野寿、作曲・編曲はeastern youth。

#### 第三期
「Grey」
FOMAREによるオープニングテーマ。作詞はアマダシンスケと田中秀典、作曲はFOMARE、編曲はFOMAREと大西省吾。
「融雪」
THE SIXTH LIEによるエンディングテーマ。作詞はRay、作曲はReiji、編曲はReijiとTsuyoshi Sato。

#### 第四期
「NEVER SAY GOODBYE feat. Mummy-D」
ALIによる第四期オープニングテーマ。作詞はLUTHFI、LEO、Mummy-D、作曲はLEO、宮田“レフティ”リョウ、編曲はALI、宮田“レフティ”リョウ。
「すべてがそこにありますように。」
THE SPELLBOUNDによるエンディングテーマ。作詞・作曲・編曲はTHE SPELLBOUND。

#### 最終章
「黄金の彼方」
Awich & ALIによる劇場先行版の主題歌。

### 各話リスト
| 話数       | サブタイトル               | 脚本         | 絵コンテ   | 演出              | 作画監督                                                         | 総作画監督                 | 初放送日       |        |        |        |        |        |        |        |        |        |        |        |        |        |        |        |        |        |
| 第一期     | 第一期                     | 第一期       | 第一期     | 第一期            | 第一期                                                           | 第一期                     | 第一期         | 第一期 | 第一期 | 第一期 | 第一期 | 第一期 | 第一期 | 第一期 | 第一期 | 第一期 | 第一期 | 第一期 | 第一期 | 第一期 | 第一期 | 第一期 | 第一期 | 第一期 |
| ---------- | -------------------------- | ------------ | ---------- | ----------------- | ---------------------------------------------------------------- | -------------------------- | -------------- | ------ | ------ | ------ | ------ | ------ | ------ | ------ | ------ | ------ | ------ | ------ | ------ | ------ | ------ | ------ | ------ | ------ |
| 第一話     | ウェンカムイ               | 高木登       | 三條なみみ | 川越崇弘          | 羽山淳一 小園菜穂                                                | -                          | 2018年 4月9日  |        |        |        |        |        |        |        |        |        |        |        |        |        |        |        |        |        |
| 第二話     | のっぺら坊                 | 高木登       | 三條なみみ | 粟井重紀          | 西道拓哉 松下純子 櫻井拓郎 鎌田均                                | -                          | 4月16日        |        |        |        |        |        |        |        |        |        |        |        |        |        |        |        |        |        |
| 第三話     | カムイモシㇼ               | 高木登       | 二宮壮史   | 深瀬重            | 徳岡紘平                                                         | -                          | 4月23日        |        |        |        |        |        |        |        |        |        |        |        |        |        |        |        |        |        |
| 第四話     | 死神                       | 入江信吾     | 沖田宮奈   | 小野田雄亮        | 山中正博 上西麻耶                                                | -                          | 4月30日        |        |        |        |        |        |        |        |        |        |        |        |        |        |        |        |        |        |
| 第五話     | 駆ける                     | 柳井祥緒     | 鳥羽聡     | 鳥羽聡            | 飯飼一幸 八木元喜                                                | -                          | 5月7日         |        |        |        |        |        |        |        |        |        |        |        |        |        |        |        |        |        |
| 第六話     | 猟師の魂                   | 吉永亜矢     | 西村聡     | 白石道太          | 和田高明 岩田幸大 羽山淳一 宮西多麻子 日向正樹                   | -                          | 5月14日        |        |        |        |        |        |        |        |        |        |        |        |        |        |        |        |        |        |
| 第七話     | 錯綜                       | イシノアツオ | 東出太     | 江上潔            | 中村勝利 伊藤裕次                                                | -                          | 5月21日        |        |        |        |        |        |        |        |        |        |        |        |        |        |        |        |        |        |
| 第八話     | 殺人鬼の目                 | 入江信吾     | 三條なみみ | 古賀一臣          | 浦野達也 関口雅浩                                                | -                          | 5月28日        |        |        |        |        |        |        |        |        |        |        |        |        |        |        |        |        |        |
| 第九話     | 煌めく                     | 吉永亜矢     | 沖田宮奈   | 深瀬重            | 日向正樹 袴田裕二                                                | -                          | 6月4日         |        |        |        |        |        |        |        |        |        |        |        |        |        |        |        |        |        |
| 第十話     | 道連れ                     | 谷村大四郎   | 沖田宮奈   | 白石道太          | 八木元喜 大西秀明 山本美佳                                       | -                          | 6月11日        |        |        |        |        |        |        |        |        |        |        |        |        |        |        |        |        |        |
| 第十一話   | 殺人ホテルだよ全員集合!!   | 入江信吾     | 神谷智大   | 平田豊            | 小園菜穂 平野絵美                                                | -                          | 6月18日        |        |        |        |        |        |        |        |        |        |        |        |        |        |        |        |        |        |
| 第十二話   | 誑かす狐                   | 高木登       | 鳥羽聡     | 鳥羽聡            | 和田高明 山中正博 上西麻耶                                       | -                          | 6月25日        |        |        |        |        |        |        |        |        |        |        |        |        |        |        |        |        |        |
| 第二期     |                            |              |            |                   |                                                                  |                            |                |        |        |        |        |        |        |        |        |        |        |        |        |        |        |        |        |        |
| 第十三話   | 江渡貝くん                 | 高木登       | 沖田宮奈   | 三好正人          | 宮西多麻子 岩田幸大 上西麻耶                                     | -                          | 10月8日        |        |        |        |        |        |        |        |        |        |        |        |        |        |        |        |        |        |
| 第十四話   | まがいもの                 | 吉永亜矢     | 江上潔     | 江上潔            | 中村勝利 伊藤裕次                                                | -                          | 10月15日       |        |        |        |        |        |        |        |        |        |        |        |        |        |        |        |        |        |
| 第十五話   | 昔の話をしよう             | 高木登       | もりたけし | 中川聡            | 大西秀明 山中正博 芦谷耕平                                       | -                          | 10月22日       |        |        |        |        |        |        |        |        |        |        |        |        |        |        |        |        |        |
| 第十六話   | 旭川第七師団潜入大作戦!!   | 高木登       | 石川健朝   | 石川健朝          | 日向正樹                                                         | -                          | 10月29日       |        |        |        |        |        |        |        |        |        |        |        |        |        |        |        |        |        |
| 第十七話   | 腹の中                     | 吉永亜矢     | 沖田宮奈   | 深瀬重            | 八木元喜 和田高明 平野絵美                                       | -                          | 11月5日        |        |        |        |        |        |        |        |        |        |        |        |        |        |        |        |        |        |
| 第十八話   | 阿仁根っ子                 | 吉永亜矢     | 鳥羽聡     | 鳥羽聡            | 小園菜穂                                                         | -                          | 11月12日       |        |        |        |        |        |        |        |        |        |        |        |        |        |        |        |        |        |
| 第十九話   | カムイホプニレ             | 吉永亜矢     | 沖田宮奈   | 鈴木卓夫          | 内田裕                                                           | -                          | 11月19日       |        |        |        |        |        |        |        |        |        |        |        |        |        |        |        |        |        |
| 第二十話   | 青い眼                     | 入江信吾     | 東出太     | 東出太            | 東出太                                                           | -                          | 11月26日       |        |        |        |        |        |        |        |        |        |        |        |        |        |        |        |        |        |
| 第二十一話 | 奇襲の音                   | 吉永亜矢     | 亀井幹太   | 深瀬重            | 日向正樹 宮西多麻子                                              | -                          | 12月3日        |        |        |        |        |        |        |        |        |        |        |        |        |        |        |        |        |        |
| 第二十二話 | 新月の夜に                 | 谷村大四郎   | 江上潔     | 江上潔            | 中村勝利 兵渡勝 尾形健一郎                                       | -                          | 12月10日       |        |        |        |        |        |        |        |        |        |        |        |        |        |        |        |        |        |
| 第二十三話 | 蹂躙                       | 高木登       | もりたけし | 三好正人 石川健朝 | 上西麻耶 八木元喜 山中正博 宮西多麻子 芦谷耕平 大西秀明 日向正樹 | -                          | 12月17日       |        |        |        |        |        |        |        |        |        |        |        |        |        |        |        |        |        |
| 第二十四話 | 呼応                       | 高木登       | 三條なみみ | 深瀬重            | 和田高明 小園菜穂 平野絵美                                       | -                          | 12月24日       |        |        |        |        |        |        |        |        |        |        |        |        |        |        |        |        |        |
| 第三期     |                            |              |            |                   |                                                                  |                            |                |        |        |        |        |        |        |        |        |        |        |        |        |        |        |        |        |        |
| 第二十五話 | 樺太へ                     | 高木登       | 三條なみみ | 平田豊            | 平野絵美 武内啓                                                  | -                          | 2020年 10月5日 |        |        |        |        |        |        |        |        |        |        |        |        |        |        |        |        |        |
| 第二十六話 | スチェンカ                 | 入江信吾     | 安藤真裕   | 深瀬重            | 宮西多麻子                                                       | -                          | 10月12日       |        |        |        |        |        |        |        |        |        |        |        |        |        |        |        |        |        |
| 第二十七話 | いご草                     | 吉永亜矢     | 三條なみみ | 鳥羽聡            | 日向正樹                                                         | -                          | 10月19日       |        |        |        |        |        |        |        |        |        |        |        |        |        |        |        |        |        |
| 第二十八話 | 不死身の杉元ハラキリショー | 入江信吾     | 安藤真裕   | 森田侑希          | 吉田雄一 岡崎洋美 平山円 服部憲知                                | 山田正樹                   | 10月26日       |        |        |        |        |        |        |        |        |        |        |        |        |        |        |        |        |        |
| 第二十九話 | 国境                       | 谷村大四郎   | 清水ヒロ   | 平田豊            | 日向正樹 大塚多恵子 武内啓                                       | 赤坂俊士 日向正樹 山田正樹 | 11月2日        |        |        |        |        |        |        |        |        |        |        |        |        |        |        |        |        |        |
| 第三十話   | 悪兆                       | 吉永亜矢     | 菅沼栄治   | 深瀬重            | 平野絵美                                                         | -                          | 11月9日        |        |        |        |        |        |        |        |        |        |        |        |        |        |        |        |        |        |
| 第三十一話 | メコオヤシ                 | 高木登       | 大倉雅彦   | 鈴木薫            | 日向正樹 早坂皐月                                                | -                          | 11月16日       |        |        |        |        |        |        |        |        |        |        |        |        |        |        |        |        |        |
| 第三十二話 | 人斬り                     | 谷村大四郎   | 安藤真裕   | 鳥羽聡            | 徳田賢朗                                                         | -                          | 11月23日       |        |        |        |        |        |        |        |        |        |        |        |        |        |        |        |        |        |
| 第三十三話 | 革命家                     | 吉永亜矢     | 熊膳貴志   | 熊膳貴志          | 梅津茜 宮西多麻子                                                | 山田正樹 赤坂俊士          | 11月30日       |        |        |        |        |        |        |        |        |        |        |        |        |        |        |        |        |        |
| 第三十四話 | 狼においつく               | 入江信吾     | 左藤洋二   | 左藤洋二          | 村田睦明 辻村幸輝 梁炳吉                                         | 赤坂俊士                   | 12月7日        |        |        |        |        |        |        |        |        |        |        |        |        |        |        |        |        |        |
| 第三十五話 | 罪穢れ                     | 谷村大四郎   | 西村聡     | 深瀬重            | 平野絵美 徳田賢朗                                                | 赤坂俊士                   | 12月14日       |        |        |        |        |        |        |        |        |        |        |        |        |        |        |        |        |        |
| 第三十六話 | 生きる                     | 高木登       | 三條なみみ | 平田豊            | 日向正樹 徳田賢朗 宮西多麻子 高橋斐子                            | 山田正樹                   | 12月21日       |        |        |        |        |        |        |        |        |        |        |        |        |        |        |        |        |        |
| 第四期     |                            |              |            |                   |                                                                  |                            |                |        |        |        |        |        |        |        |        |        |        |        |        |        |        |        |        |        |
| 第三十七話 | あばよロシア               | 高木登       | 大原実     | すがはらしずたか  | 山川拓己                                                         | -                          | 2022年 10月3日 |        |        |        |        |        |        |        |        |        |        |        |        |        |        |        |        |        |
| 第三十八話 | 繭                         | 高木登       | 大原実     | 山内東生雄        | 相坂ナオキ                                                       | 山川拓己                   | 10月10日       |        |        |        |        |        |        |        |        |        |        |        |        |        |        |        |        |        |
| 第三十九話 | 硫黄のにおい               | 高木登       | 大原実     | 山内東生雄        | 山本美佳 壽恵理子                                                | -                          | 10月17日       |        |        |        |        |        |        |        |        |        |        |        |        |        |        |        |        |        |
| 第四十話   | ボンボン                   | 吉永亜矢     | 大原実     | ふじいたかふみ    | 山川拓己 壽恵理子                                                | -                          | 10月24日       |        |        |        |        |        |        |        |        |        |        |        |        |        |        |        |        |        |
| 第四十一話 | シネマトグラフ             | 入江信吾     | むらた雅彦 | 山内東生雄        | 山本美香 しんぼたくろう 本橋秀之 相坂ナオキ 工藤公聖             | -                          | 10月31日       |        |        |        |        |        |        |        |        |        |        |        |        |        |        |        |        |        |
| 第四十二話 | 甘い嘘                     | 谷村大四郎   | むらた雅彦 | 佐土原武之        | 山川拓己 相坂ナオキ 久恒直樹 吉原嘉奈子 二瓶令暁 壽恵理子        | -                          | 11月7日        |        |        |        |        |        |        |        |        |        |        |        |        |        |        |        |        |        |
| 第四十三話 | 樺太脱出                   | 高木登       | むらた雅彦 | 山内東生雄        | 相坂ナオキ 吉原嘉奈子 木村文香                                   | 山川拓己                   | 2023年 5月15日 |        |        |        |        |        |        |        |        |        |        |        |        |        |        |        |        |        |
| 第四十四話 | ヒグマ男                   | 入江信吾     | 今掛勇     | 石田誠也          | 工藤公聖 西川真人 さのえり 福山貴人 ごん 森貞薫平                | 山川拓己                   | 5月22日        |        |        |        |        |        |        |        |        |        |        |        |        |        |        |        |        |        |
| 第四十五話 | 共犯                       | 吉永亜矢     | 宮地昌幸   | 佐土原武之        | 相坂ナオキ 壽恵理子 吉原嘉奈子 二瓶令暁 STUDIO MASSKET           | 山川拓己                   | 5月29日        |        |        |        |        |        |        |        |        |        |        |        |        |        |        |        |        |        |
| 第四十六話 | 完璧な母                   | 谷村大四郎   | 石踊宏     | すがはらしずたか  | しんぼたくろう 相坂ナオキ 牛若忠                                 | 山川拓己                   | 6月5日         |        |        |        |        |        |        |        |        |        |        |        |        |        |        |        |        |        |
| 第四十七話 | 蒸気船                     | 高木登       | 石踊宏     | ふじいたかふみ    | 壽恵理子 相坂ナオキ 二瓶令暁                                     | 山川拓己 松本健太郎        | 6月12日        |        |        |        |        |        |        |        |        |        |        |        |        |        |        |        |        |        |
| 第四十八話 | 発射                       | 入江信吾     | 宮地昌幸   | 佐土原武之        | 鈴木信一 吉原嘉奈子 しんぼたくろう 佐藤美音子                    | 山川拓己 松本健太郎        | 6月19日        |        |        |        |        |        |        |        |        |        |        |        |        |        |        |        |        |        |
| 第四十九話 | 消えたカムイ               | 高木登       | 宮地昌幸   | ふじいたかふみ    | 牛若忠 本橋秀之 鈴木信一 壽恵理子                                | 山川拓己 松本健太郎        | 6月26日        |        |        |        |        |        |        |        |        |        |        |        |        |        |        |        |        |        |

### 放送局
| 放送期間                | 放送時間                     | 放送局               | 対象地域   | 備考                              |
| ----------------------- | ---------------------------- | -------------------- | ---------- | --------------------------------- |
| 2018年4月9日 - 6月25日  | 月曜 23:00 - 23:30           | TOKYO MX             | 東京都     | 製作参加                          |
| 2018年4月10日 - 6月26日 | 火曜 1:00 - 1:30（月曜深夜） | BS11                 | 日本全域   | BS放送 / 『ANIME+』枠             |
|                         | 火曜 1:44 - 2:14（月曜深夜） | 札幌テレビ           | 北海道     |                                   |
|                         | 火曜 1:59 - 2:29（月曜深夜） | 読売テレビ           | 近畿広域圏 | 『MANPA』第1部                    |
| 2018年4月14日 - 6月30日 | 土曜 1:00 - 1:30（金曜深夜） | 時代劇専門チャンネル | 日本全域   | CS放送 / 『時専S40』枠 / 字幕放送 |

| 放送期間                  | 放送時間                     | 放送局               | 対象地域   | 備考                                 |
| ------------------------- | ---------------------------- | -------------------- | ---------- | ------------------------------------ |
| 2018年10月8日 - 12月24日  | 月曜 23:00 - 23:30           | TOKYO MX             | 東京都     | 製作参加                             |
| 2018年10月9日 - 12月25日  | 火曜 1:00 - 1:30（月曜深夜） | BS11                 | 日本全域   | BS放送 / 『ANIME+』枠                |
|                           | 火曜 1:44 - 2:14（月曜深夜） | 札幌テレビ           | 北海道     |                                      |
|                           | 火曜 1:59 - 2:29（月曜深夜） | 読売テレビ           | 近畿広域圏 | 『MANPA』第1部                       |
| 2018年10月13日 - 12月29日 | 土曜 2:00 - 2:30（金曜深夜） | 時代劇専門チャンネル | 日本全域   | CS放送 / 『時専シンヤ』枠 / 字幕放送 |

| 放送期間                  | 放送時間                     | 放送局               | 対象地域   | 備考                  |
| ------------------------- | ---------------------------- | -------------------- | ---------- | --------------------- |
| 2020年10月5日 - 12月21日  | 月曜 23:00 - 23:30           | TOKYO MX             | 東京都     | 製作参加              |
|                           |                              | BS11                 | 日本全域   | BS放送 / 『ANIME+』枠 |
| 2020年10月6日 - 12月22日  | 火曜 1:44 - 2:14（月曜深夜） | 札幌テレビ           | 北海道     | データ放送            |
|                           | 火曜 1:59 - 2:29（月曜深夜） | 読売テレビ           | 近畿広域圏 | 『MANPA』第1部        |
| 2020年10月11日 - 12月27日 | 日曜 1:00 - 1:30（土曜深夜） | 時代劇専門チャンネル | 日本全域   | CS放送                |

| 放送期間                      | 放送時間                     | 放送局         | 対象地域   | 備考                  |
| ----------------------------- | ---------------------------- | -------------- | ---------- | --------------------- |
| 2022年10月3日 - 2023年6月26日 | 月曜 23:00 - 23:30           | TOKYO MX       | 東京都     |                       |
|                               |                              | BS11           | 日本全域   | BS放送 / 『ANIME+』枠 |
| 2022年10月4日 - 2023年6月27日 | 火曜 1:26 - 1:56（月曜深夜） | 北海道放送     | 北海道     |                       |
|                               | 火曜 2:15 - 2:39（月曜深夜） | 読売テレビ     | 近畿広域圏 | 『MANPA』第2部        |
| 2022年10月7日 - 2023年6月30日 | 金曜 23:30 - 土曜 0:00       | チャンネルNECO | 日本全域   | CS放送                |
| 2023年4月11日 - 7月4日        | 火曜 23:00 - 23:30           | とちぎテレビ   | 栃木県     | [ 257 ]               |

インターネットでは第一期から第三期がFODにて、第四期がAmazon Prime Videoにて地上波最速放送と同時に配信された。

### ショートアニメ
『ゴールデン道画劇場』（ゴールデンどうがげきじょう）はYoutubeで毎週月曜23:30に各話1週間限定で配信されたショートアニメ。監督は森井ケンシロウ、アニメーション制作はDMM.futureworks/ダブトゥーンスタジオ、音響制作はマジックカプセル。
アニメ本編ではカットされた原作のギャグや扉絵、単行本のおまけ漫画などをショートアニメ化したもので、内容は全て原作準拠。公式サイトには「本誌連載時の扉絵やコミックスのおまけを中心にお送りするショートアニメ」と解説されている。なおタイトルの『ゴールデン道画劇場』はアニメオリジナルだが、タイトルロゴを含め『ゴールデン洋画劇場』のパロディとなっている。
配信時に放送されなかったエピソードは、Blu-ray・DVDの限定特典として新たに制作された。
| 話数   | サブタイトル                                             | 配信日         |        |
| 第一期 | 第一期                                                   | 第一期         | 第一期 |
| ------ | -------------------------------------------------------- | -------------- | ------ |
| #1     | リス編                                                   | 2018年 4月16日 |        |
| #2     | ウサギ編                                                 | 4月24日        |        |
| #3     | カワウソ編①                                              | 5月1日         |        |
| 未配信 | カワウソ編②                                              | 1巻特典        |        |
| #4     | シライシたたき編                                         | 5月8日         |        |
| #5     | Nihei編                                                  | 5月15日        |        |
| #6     | 白石VSリュウ編                                           | 5月22日        |        |
| #7     | さよなら脱獄王･･･。編                                    | 5月29日        |        |
| #8     | 森の仲間を踊り食い♪編                                    | 6月5日         |        |
| #9     | 辺見和雄編                                               | 6月12日        |        |
| #10    | カムイ大爆笑編                                           | 6月19日        |        |
| #11    | アザラシ編                                               | 6月26日        |        |
| 第二期 |                                                          |                |        |
| #12    | 見てる…編                                                | 10月9日        |        |
| #13    | 江渡貝くぅぅんの“偽物人皮”制作日記より抜粋編             | 10月16日       |        |
| #14    | ヤマシギの恋占い編                                       | 10月23日       |        |
| #15    | 待ってろ白石編                                           | 10月30日       |        |
| #16    | ウキーッ編                                               | 11月6日        |        |
| #17    | セイピラッカ編                                           | 11月13日       |        |
| #18    | エゾナキウサギ編                                         | 11月20日       |        |
| #19    | 釧路マタギ旅情編                                         | 11月27日       |        |
| #20    | きちんと言えるかなぁ？編                                 | 12月4日        |        |
| #21    | ッピュウ☆編                                              | 12月11日       |        |
| #22    | ふたりのホクロ君編                                       | 12月18日       |        |
| 第三期 |                                                          |                |        |
| #23    | チカパシ編                                               | 2020年 10月6日 |        |
| #24    | 世紀の対決編                                             | 10月13日       |        |
| #25    | 疲れたか？編                                             | 10月20日       |        |
| #26    | たらい回し編                                             | 10月27日       |        |
| 未配信 | 鯱(しゃち)の竜田揚げ編                                   | 7巻特典        |        |
| #27    | ハアアッ冷たいッ編                                       | 11月3日        |        |
| #28    | ローラースケート編                                       | 11月10日       |        |
| #29    | 燈台編                                                   | 11月17日       |        |
| #30    | イルカにのった白石編                                     | 11月24日       |        |
| 未配信 | 熱情編                                                   | 8巻特典        |        |
| #31    | 犬だろ編                                                 | 12月1日        |        |
| #32    | 氷の下からひょっこりさん。編                             | 12月8日        |        |
| #33    | イヌで来た。編                                           | 12月15日       |        |
| 未配信 | ばけもの川編                                             | 9巻特典        |        |
| 第四期 |                                                          |                |        |
| #34    | せーのっ！編                                             | 2022年 10月4日 |        |
| #35    | 湖の中で突っ走る編                                       | 10月11日       |        |
| #36    | MayuでUkaする5秒前ッ！編                                 | 10月18日       |        |
| #37    | 君の玉。編                                               | 10月25日       |        |
| 未配信 | 流氷の天使編                                             | 10巻特典       |        |
| #38    | お婆ちゃんの口噛み団子編                                 | 11月1日        |        |
| #39    | 世界は広い！！編                                         | 11月8日        |        |
| #40    | 〈世界迷作劇場『ゴールデンカムイ』より〉アシㇼパの天使編 | 2023年 5月16日 |        |
| #41    | ヒグマ男がやってくる編                                   | 5月22日        |        |
| 未配信 | レタッチㇼ編                                             | 11巻特典       |        |
| #42    | 今日の運勢編                                             | 5月30日        |        |
| #43    | 二階堂元気になる編                                       | 6月6日         |        |
| #44    | フクジュソウ編                                           | 6月13日        |        |
| #45    | 撃ちてし止まむ！編                                       | 6月20日        |        |
| #46    | メンコ編                                                 | 6月27日        |        |
| 未配信 | レタッチㇼ編②                                            | 12巻特典       |        |

### Blu-ray / DVD

#### 概要
第一巻から第三巻は、2018年6月26日から毎月順次発売される予定であったが、映像クオリティを向上させるため1か月延期された。また、第三巻の発売はさらに1か月延期された。
第十巻から第十二巻は、2023年1月26日から毎月順次発売される予定であったが、メインスタッフの逝去による放送の延期に伴い、2023年7月26日から毎月順次発売されることとなった。
映像特典として、期間限定で配信された『ゴールデン動画劇場』が収録され、それに伴いBlu-ray・DVD特典限定の新作も制作された。
| 巻数     | 発売日        | 収録話                  | 収録話                | 規格品番  | 規格品番  |
| 巻数     | 発売日        | 本編                    | ショートアニメ        | BD初回版  | DVD初回版 |
| -------- | ------------- | ----------------------- | --------------------- | --------- | --------- |
| 第一巻   | 2018年7月27日 | 第一話 - 第四話         | #1 - #3 + 未配信1話   | GNXA-2121 | GNBA-2721 |
| 第二巻   | 2018年8月29日 | 第五話 - 第八話         | #4 - #7               | GNXA-2122 | GNBA-2722 |
| 第三巻   | 2018年9月28日 | 第九話 - 第十二話       | #8 - #11              | GNXA-2123 | GNBA-2723 |
| 第四巻   | 2019年1月30日 | 第十三話 - 第十六話     | #9 - #15              | GNXA-2124 | GNBA-2724 |
| 第五巻   | 2019年2月28日 | 第十七話 - 第二十話     | #16 - #19             | GNXA-2125 | GNBA-2725 |
| 第六巻   | 2019年3月27日 | 第二十一話 - 第二十四話 | #20 - #22             | GNXA-2126 | GNBA-2726 |
| 第七巻   | 2021年1月29日 | 第二十五話 - 第二十八話 | #23 - #26 + 未配信1話 | GNXA-2127 | GNBA-2727 |
| 第八巻   | 2021年2月26日 | 第二十九話 - 第三十二話 | #27 - #30 + 未配信1話 | GNXA-2128 | GNBA-2728 |
| 第九巻   | 2021年3月26日 | 第三十三話 - 第三十六話 | #31 - #33 + 未配信1話 | GNXA-2129 | GNBA-2729 |
| 第十巻   | 2023年7月26日 | 第三十七話 - 第四十話   | #34 - #37 + 未配信1話 | GNXA-2421 | GNBA-2861 |
| 第十一巻 | 2023年8月29日 | 第四十一話 - 第四十四話 | #38 - #41 + 未配信1話 | GNXA-2422 | GNBA-2862 |
| 第十二巻 | 2023年9月26日 | 第四十五話 - 第四十九話 | #42 - #46 + 未配信1話 | GNXA-2423 | GNBA-2863 |

#### Blu-ray／DVD初回限定版特典
第一巻〜第六巻、第七巻〜第九巻、第十巻〜第十二巻には、予約・購入者に向けて連動購入特典「原作者・野田サトル書き下ろしドラマCD」がプレゼントされた。
早期予約特典として、第一巻、第四巻、第七巻、第十巻では各巻ごとに第一期～第四期の「豪華金箔仕様！B2番宣ポスター」が、第一巻では「アシㇼパさんランチョンマット」がプレゼントされた。
抽選特典として、第一巻〜第六巻では「『ゴールデンチケット』キャンペーン」と題して毎巻24人に特製「刺青囚人リバーシブルスカジャン」が、第七巻〜第九巻では「『ロシアンルーレット』キャンペーン」と題して毎巻100人に「オリジナルマトリョーシカ」が、第十巻〜第十二巻では「『運命の選択』キャンペーン」と題して毎巻100人に「オリジナルホットサンドメーカー＆肥後守コラボバターナイフ」がプレゼントされた。
|              | 特典名                                                                                            | 対象巻            |
| ------------ | ------------------------------------------------------------------------------------------------- | ----------------- |
| 連動購入特典 | 原作者・野田サトル書き下ろしドラマCD ①「恋する脱獄王 手慰みの音」 ②「江渡貝くんが作った謎の剥製」 | 第一巻 - 第六巻   |
| 連動購入特典 | 原作者・野田サトル書き下ろしドラマCD 「無駄ではなかった旅」                                       | 第七巻 - 第九巻   |
| 連動購入特典 | 原作者・野田サトル書き下ろしドラマCD 「シネマトグラフ アナザーストーリー」                        | 第十巻 - 第十二巻 |
| 早期購入特典 | 豪華金箔仕様！第一期B2番宣ポスター                                                                | 第一巻            |
| 早期購入特典 | アシㇼパさんランチョンマット                                                                      | 第一巻            |
| 早期購入特典 | 豪華金箔仕様！第二期B2番宣ポスター                                                                | 第四巻            |
| 早期購入特典 | 豪華金箔仕様！第三期B2番宣ポスター                                                                | 第七巻            |
| 早期購入特典 | 豪華金箔仕様！第四期B2番宣ポスター                                                                | 第十巻            |
| 抽選特典     | 「ゴールデンチケット」キャンペーン 刺青囚人リバーシブルスカジャン                                 | 第一巻 - 第三巻   |
| 抽選特典     | 「ロシアンルーレット」キャンペーン オリジナルマトリョーシカ                                       | 第七巻 - 第九巻   |
| 抽選特典     | 「運命の選択」キャンペーン オリジナルホットサンドメーカー＆肥後守コラボバターナイフ               | 第十巻 - 第十二巻 |

### OAD
尺や放送コードの関係で放送できなかった原作エピソードを、原作コミックスのアニメDVD・Blu-ray同梱版特典としてアニメ化したもの。

#### 第一弾
原作コミックス第15巻の限定版として、尺の都合でカットされた茨戸のエピソードと、巨大鳥のエピソードが収録された。
冒頭およびラストシーンは、アニメ第十二話「誑かす狐」の冒頭および終盤で放送された茨戸のシーンと同じものが使用されており、両者が並行する時間軸であることを示す演出となっている。
2018年5月17日、2018年9月19日に発売されることが発表された。
同年7月4日、新キャラクターとそのキャストが発表された。

#### 第二弾
原作コミックス第17巻の限定版として、尺の都合でカットされた白石由竹のエピソードと、巨大蛇のエピソードが収録された。
本エピソードは、アニメ第十五話「昔の話をしよう」で放送された土方と永倉が昔語りをするシーンと同様の場面で語られる。
2018年11月22日、2019年3月19日に発売されることが発表された。
同年12月27日、新キャラクターとそのキャストが発表された。

#### 第三弾
原作コミックス第19巻の限定版として、尺の都合でカットされた若山輝一郎と仲沢達弥のエピソードが収録された。
本エピソードは、アニメ第十二話「誑かす狐」の次の話に相当する。
2019年3月14日、2019年9月19日に発売されることが発表された。
同年5月10日、新キャラクターとそのキャストが発表された。

#### 第四弾
原作コミックス第23巻の限定版として、テレビアニメの製作前から放送できないエピソードとしてカットされた姉畑支遁のエピソードが収録された。
アニメ第十八話「阿仁根っ子」では、谷垣が釧路のアイヌに追われることなく杉元一行と釧路湿原で合流する流れに改変されているため、本エピソードは本編とは別の時間軸となっている。
2020年3月12日、2020年9月18日に発売されることが発表された。また、新キャラクターとそのキャストが発表された。

#### 第五弾
公式スピンオフ小説の限定版として、テレビ放送では「アダルト作品」「R指定」に該当する坂本慶一郎と蝮のお銀エピソードと、シマエナガのエピソードが収録された。
2025年6月12日、2025年10月17日に発売されることが発表され、キービジュアルが公開された。
同年7月2日、新キャラクターとそのキャストが発表された。
| 話数   | サブタイトル                                     | 脚本       | 絵コンテ   | 演出     | 作画監督           | 収録媒体                          |
| ------ | ------------------------------------------------ | ---------- | ---------- | -------- | ------------------ | --------------------------------- |
| 第一弾 | 茨戸の用心棒                                     | 谷村大四郎 | 塚田拓郎   | 塚田拓郎 | 日向正樹           | 原作第15巻DVD付限定版             |
| 第一弾 | 怪奇！謎の巨大鳥                                 | 谷村大四郎 | 塚田拓郎   | 塚田拓郎 | 日向正樹           | 原作第15巻DVD付限定版             |
| 第二弾 | 恋をしたから脱獄することにした                   | 谷村大四郎 | 塚田拓郎   | 塚田拓郎 | 小園菜穂           | 原作第17巻DVD付限定版             |
| 第二弾 | 恐怖の猛毒大死闘！北海道奥地に巨大蛇は存在した！ | 谷村大四郎 | 塚田拓郎   | 塚田拓郎 | 小園菜穂           | 原作第17巻DVD付限定版             |
| 第三弾 | モンスター                                       | 高木登     | 三條なみみ | 深瀬重   | 渡辺浩二、早坂皐月 | 原作第19巻DVD付限定版             |
| 第四弾 | 支遁動物記                                       | 吉永亜矢   | 三條なみみ | 平田豊   | 日向正樹           | 原作第23巻DVD付限定版             |
| 第五弾 | 稲妻強盗と蝮のお銀                               | -          | -          | -        | -                  | 公式スピンオフ小説Blu-ray付限定版 |
| 第五弾 | シマエナガ                                       | -          | -          | -        | -                  | 公式スピンオフ小説Blu-ray付限定版 |

### サウンドトラック
収録されている劇中音楽は、末廣健一郎が手掛けている。
2019年2月2日、NBCユニバーサル・エンターテイメントジャパンより「オリジナルサウンドトラック」が発売されることが発表された。
2023年10月20日、NBCユニバーサル・エンターテイメントジャパンより「オリジナルサウンドトラックⅡ」と「オリジナルサウンドトラックⅢ」が2巻同時に発売されることが発表された。
| 巻 | 発売日         | 収録曲          | 収録曲 | 枚数 | 規格品番  |
| 巻 | 発売日         | 使用期          | 曲数   | 枚数 | 規格品番  |
| -- | -------------- | --------------- | ------ | ---- | --------- |
| Ⅰ  | 2019年3月27日  | 第一期 - 第二期 | 全50曲 | 2枚  | GNCA-1436 |
| Ⅱ  | 2023年12月24日 | 第三期          | 全22曲 | 1枚  | GNCA-1662 |
| Ⅲ  | 2023年12月24日 | 第四期          | 全30曲 | 1枚  | GNCA-1663 |

## パチスロ
- スマスロ ゴールデンカムイ（2024年4月、サミー）[295]

## 実写化
2022年4月19日、実写映画化されることが発表され、2024年1月19日に映画が公開された。また、2024年10月から12月までWOWOWにてドラマが放送された。さらに、2025年には続編となる映画の公開も決定している。

### 監修
- 中川裕 - 千葉大学教授。アイヌ語・アイヌ文化に関して本作を監修。
- 伊藤富美也 - 日本の俳優、声優。新潟県新潟市出身で、新潟弁に関して本作を監修。

### 博物館・資料館
- 博物館網走監獄 - 網走刑務所の旧建造物を保存公開している野外博物館。（北海道網走市）
- 北海道立北方民族博物館 - アイヌ、ニヴフなどを含む北方民族に関する資料を展示。（北海道網走市）
- 根室市歴史と自然の資料館 - 『天第二號』の国境標石[300] や希少鳥類（シマフクロウ、エトピリカ他）、ラッコなどの剥製や資料を展示。（北海道根室市）
- 釧路市立博物館 - アイヌ民族に関する資料を展示。（北海道釧路市）
- 北鎮記念館 - 屯田兵や旧陸軍第七師団についての資料を展示している資料館。展示物の中には、作者が作画の参考にしたとされる第七師団の軍服や、主人公が使用している銃剣などがある[301][302][303][304]。（北海道旭川市）
- 旭川市博物館 - アイヌ民族に関する資料を展示。（北海道旭川市）
- 平取町立二風谷アイヌ文化博物館 - アシㇼパのメノコマキリ、タシロ、カンジキなどが展示されている[305]。（北海道沙流郡平取町）
- 月形樺戸博物館 - 樺戸集治監について資料などが展示されている。（北海道樺戸郡）
- 苫小牧市美術博物館 - 松田平太の煙草入れなどが所蔵されている[306]。（北海道苫小牧市）
- 北海道開拓の村 - 作者曰く、作中の世界観が味わえる場所[307]。（北海道札幌市厚別区）
  - 「旧山本理髪店」ほか多数
- 北海道大学植物園 - 江渡貝の家のモデルとなった建物（実際は博物館）がある[308]。（北海道札幌市）
- 札幌市円山動物園 - 作者が絶滅したエゾオオカミに近い種であるシンリンオオカミの取材に訪れている[309]。（北海道札幌市）
- サッポロビール博物館 - サッポロビールや札幌麦酒工場に関する博物館。（北海道札幌市）
- 小樽市総合博物館 - 企画展「『ゴールデンカムイ』の中の小樽」（2016年7月23日(土)〜2016年9月25日(日)）開催[310]。石川直章館長が公式解説本『アイヌ文化で読み解く「ゴールデンカムイ」』に寄稿。（北海道小樽市）
- 国立アイヌ民族博物館 - 第2回特別展示 「ゴールデンカムイ トゥラノ アㇷ゚カㇱアン ― 杉元佐一とアシㇼパが旅する世界 ―」（2021/07/03(土)〜2021/08/22(日)）[311]（北海道白老郡白老町）
- のぼりべつクマ牧場 - 作者がヒグマの取材に訪れている[312]。（北海道登別市）
- 五稜郭 - 金塊の隠し場所であり、最終決戦が行われた。（北海道函館市）
- 江戸東京博物館 - 杉元の過去編で描かれた東京の街並みが模型として展示されている。（東京都墨田区）
- 東京国立博物館 -エノノカのマキリが所蔵されている[313]。（東京都台東区）
- 早稲田大学會津記念博物館 - アイヌの花嫁衣装であるアザラシの衣服や、アシㇼパの首飾りを所蔵[314][315]。（東京都新宿区）
- 江戸東京たてもの園 - 作中建物のモデルとなった建築物が多数展示されている。（東京都小金井市）
- 博物館明治村 - 金沢監獄中央看守所ほか、作中建物のモデルとなった建築物が多数あるテーマパーク。（愛知県犬山市）
- 大阪国立民族学博物館 - アシㇼパの履いているブドウ蔓靴の写真撮影に協力[316]。（大阪府吹田市）
- サハリン州郷土博物館 - 樺太のアイヌ、ウイルタ、ニヴフの伝統的な文化の古い物と古生物学的なコレクションを収蔵する博物館。建物は樺太庁博物館時代のもの。（ロシア連邦極東連邦管区サハリン州ユジノサハリンスク市／豊原市（日本統治時））